# 都営バス
都営バス（とえいバス、英: Toei Bus）は、東京都が運営する公営バス。略称は都バス（とバス）。地方公営企業である東京都交通局（都営交通）のバスを担当する自動車部が運行している。

## 概要
乗合バス事業は東京都区部の大半と青梅市を主な営業エリアとする。青梅地区では一部埼玉県飯能市内も運行し、また多摩地区では青梅市から青梅街道上を小平市まで運行する様になっており、その他に貸切バス事業も行っている。
過去には千葉県・神奈川県へ乗り入れる路線も存在した。また、東京都区部では2012年度までは23区全てに路線があったが、同年度末をもって目黒区内を運行する路線が廃止され、目黒区は唯一都営バスが走らない区となった。また、板橋区は王78系統（杉並支所）のみが経由しており、同区内には営業所が存在しない。
規制緩和により2002年（平成14年）に乗合バスの営業区域の規制が撤廃され、バス事業者間の競争が激化した。そのため翌2003年度（平成15年度）から経営効率化を図り、一部事業所の業務管理を東京都が出資する民間事業者のはとバスへ委託している。

## 沿革

### 草創期

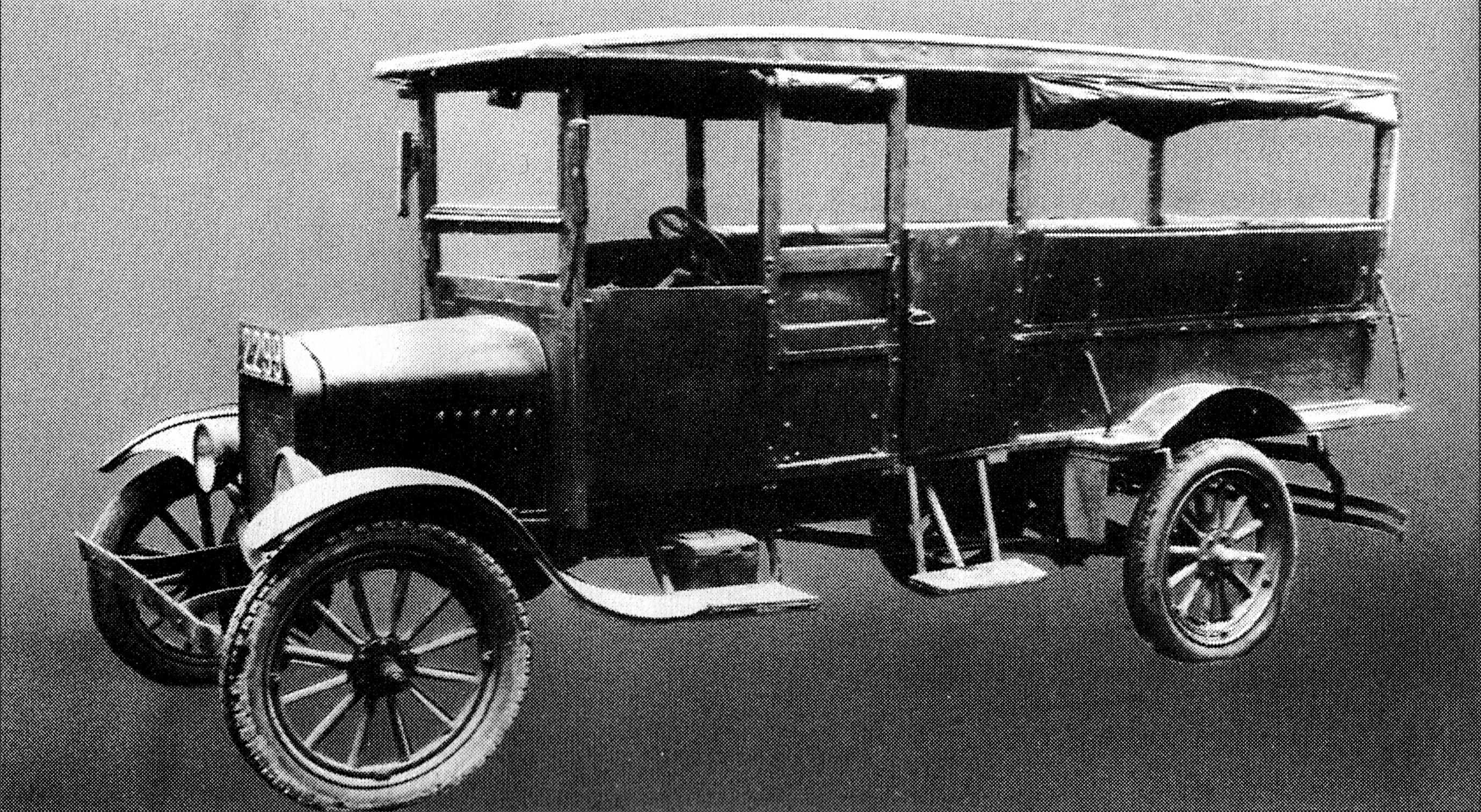
円太郎バス

東京都によるバス事業は、1924年（大正13年）1月18日に東京市電気局が暫定的に乗合バス（東京市営バス）事業を開始したことに端を発する。これは、前年の1923年（大正12年）9月1日に発生した関東大震災により、東京市が運営していた東京市電は大打撃を受け、復旧には相当な期日がかかることが見込まれたため、市電の代替輸送機関として始まったものである。これを記念して1月18日は「都バスの日」として制定されている。
最初に開通した路線は東京駅と渋谷駅（中渋谷）、巣鴨駅（巣鴨）と東京駅を結ぶ路線で、運行開始時はワンマン運転を採用し、停留所で切符を販売する形だった。また、TT型フォードに木製骨組みの車体としたバスは、見た目はトラックそのものであった。
明治初めに登場した乗合馬車自体が「円太郎」と呼ばれていたことにちなみ、この前近代的な市営バスは円太郎バスと呼ばれるようになった。

### 事業の恒久化（大正末期 - 昭和初期）
このように始まったバス事業は好調で、車庫の増設・車両の増備が図られることとなった。ただし、市電の復旧により利用者の減少が見られると、当初の目的が達成されたため許可期限だった1924年7月末に運行を終える方向性だった。しかし、市バス利用者が定着してきたこと、購入車両や設置した車庫などの投資、運転手などの従業員の処遇などの問題もあり、東京市会により運行が継続されることが決定した。これに伴い、運行時間や運転系統の見直しが図られることとなった。
このころ、既に東京市内には東京乗合自動車が経営する乗合バスが運行しており、好成績を上げ、市電の強敵となっていた。同社のバスは青色（実際は深緑色）に塗られていたため、「青バス」と呼称された。また車掌に10代後半 - 20代後半の女性を採用し、制服の襟が白色だったことから「白襟嬢」と呼ばれ注目を集めた。
東京市は、1924年からこれに対抗して当初ワンマン運転だった乗合バスに女性車掌を採用した。こちらは制服の襟が赤色だったことから「赤襟嬢」と呼ばれるようになる。都営バスにおける女性車掌の乗務は、戦後にバスのワンマン化が進む中でも1980年代頃まで散見された。
緊急導入した円太郎バスは、1924年末頃から屋根を布張りにして窓にガラスやセルロイドを使用するなどの改造を行い、乗車定員を増加し立席もかろうじて可能とした。経営も好調となってきたことから、旧型車両を配車するとともに1925年から新型車両を購入したほか、1928年には仮設だった車庫を恒久化して新設した。1930年代には国産自動車メーカーを育成する動きが高まり、国産車の導入が増えていく。1936年9月からは日本フォードと日本ゼネラルモータースの活動が制限され、輸入車の購入は無くなっている。

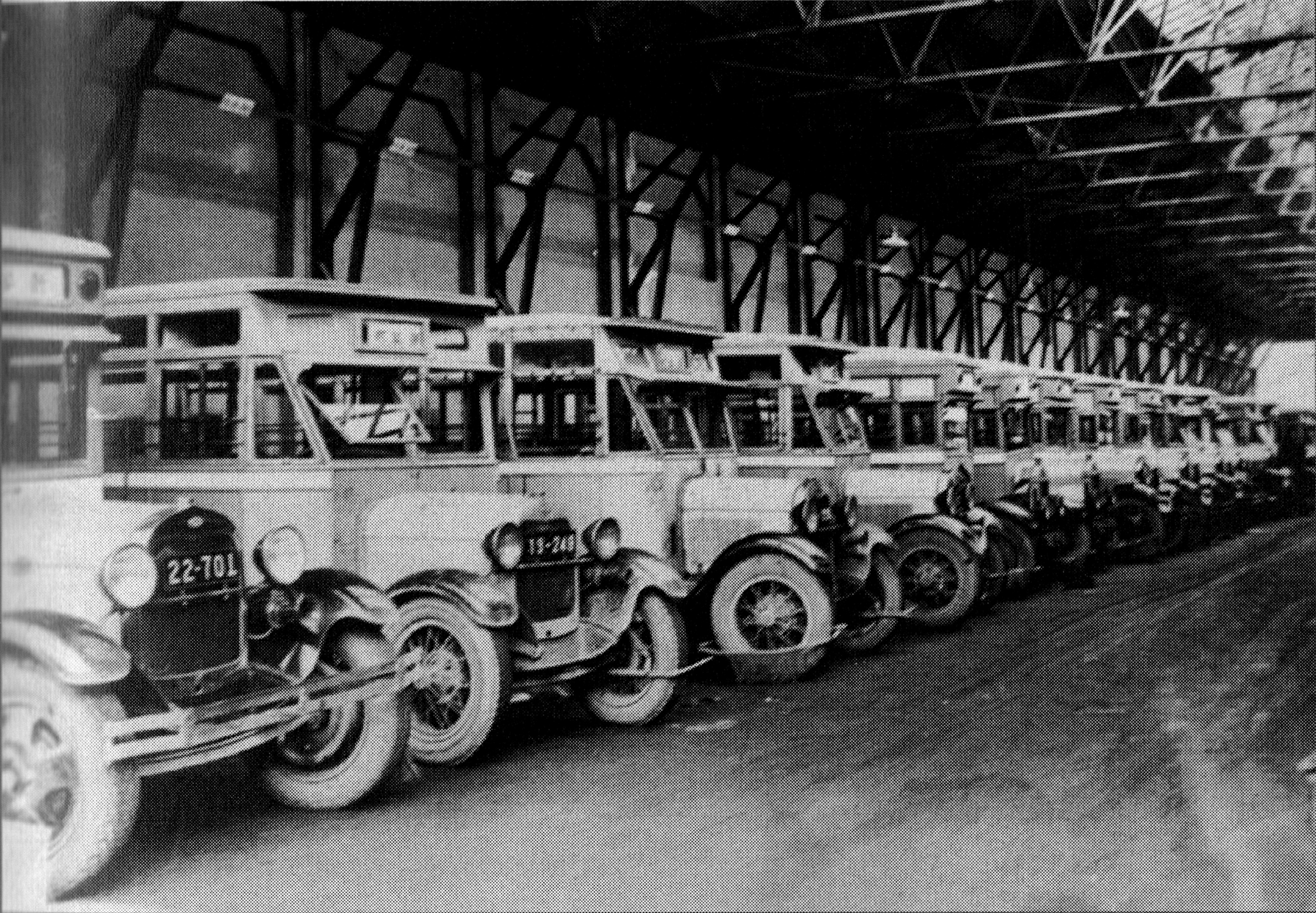
常設されたバス車庫（1928年頃）
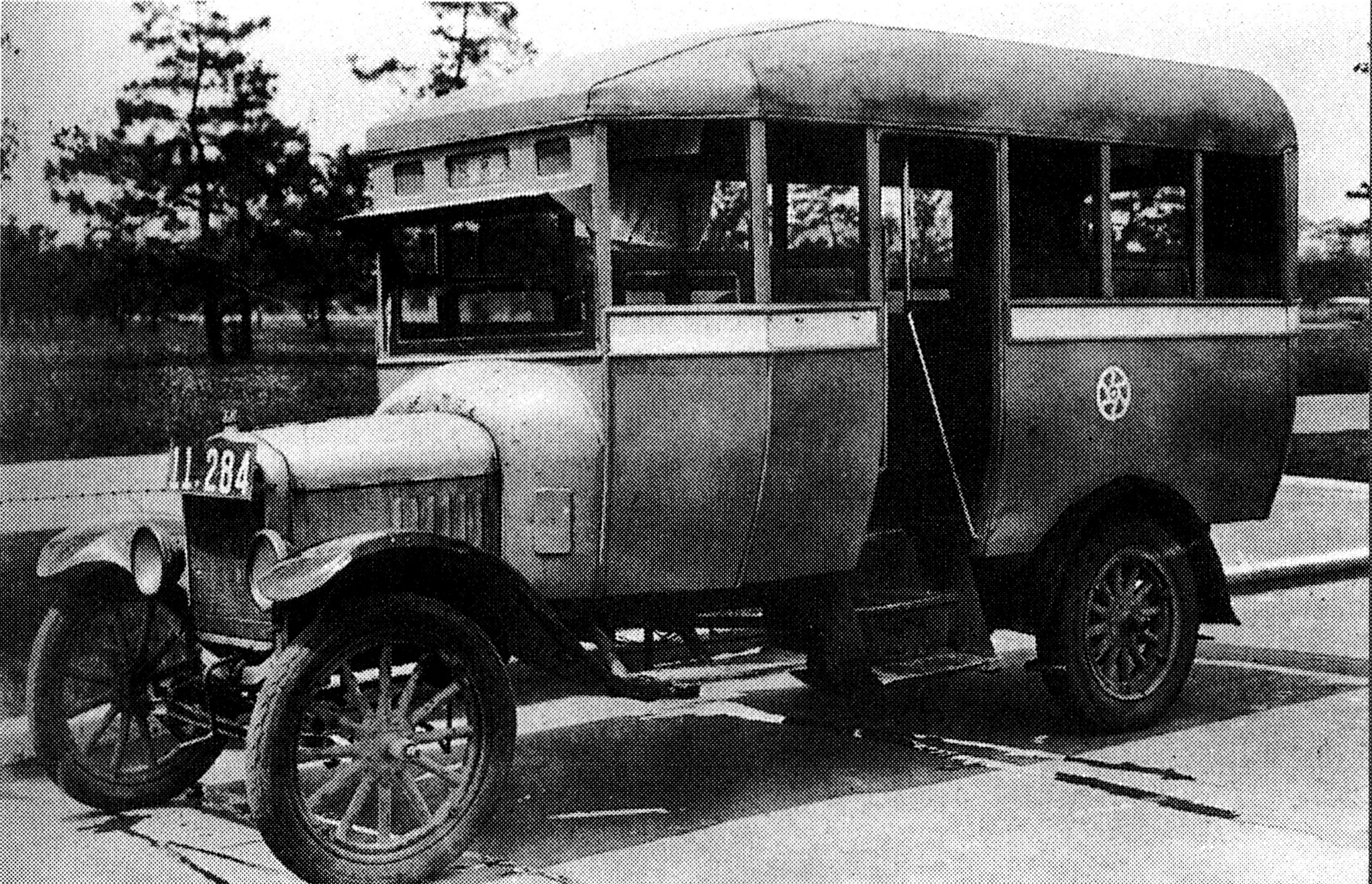
改造円太郎バス（1924年）
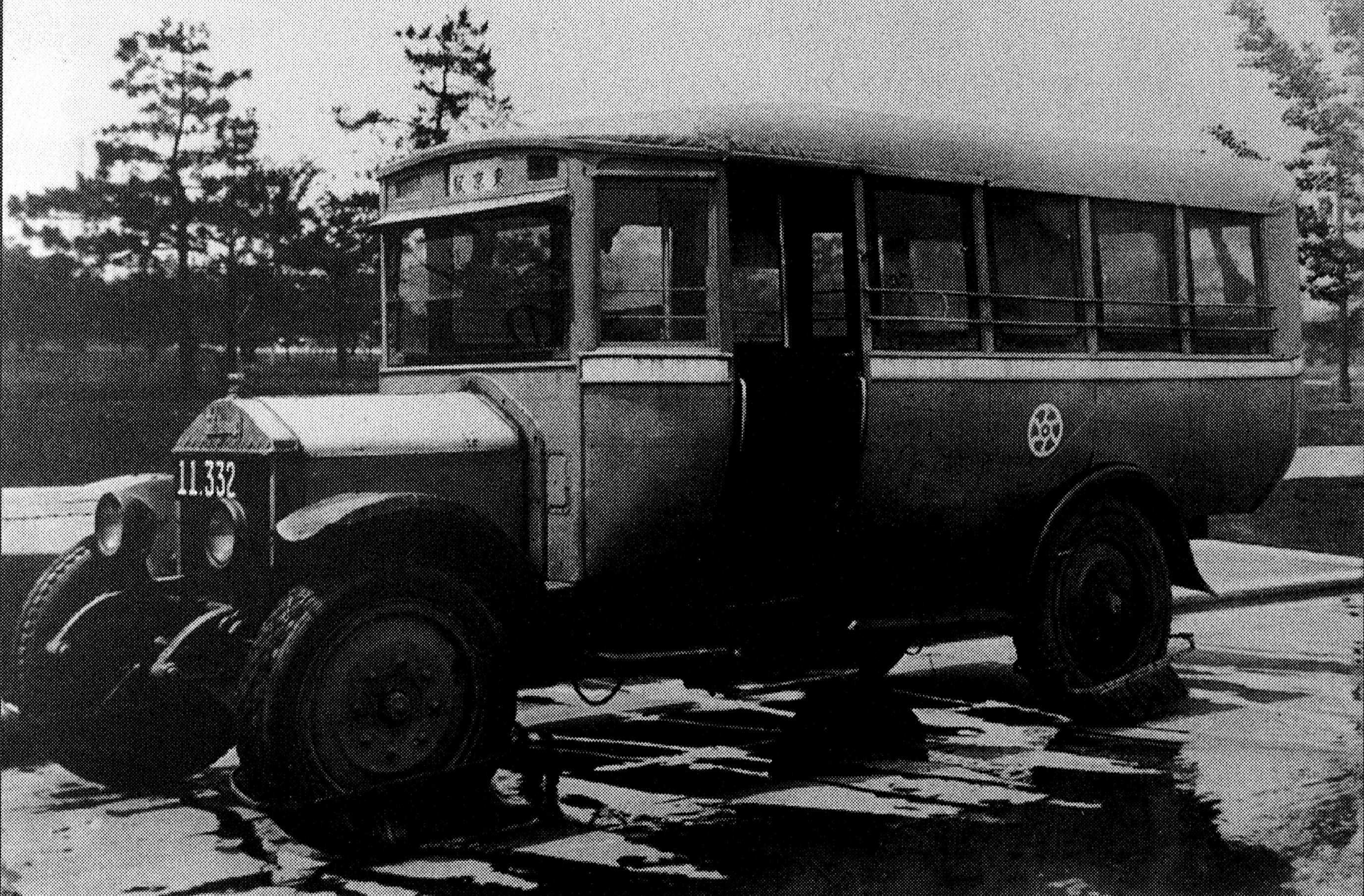
ウーズレーCP型（1925年）
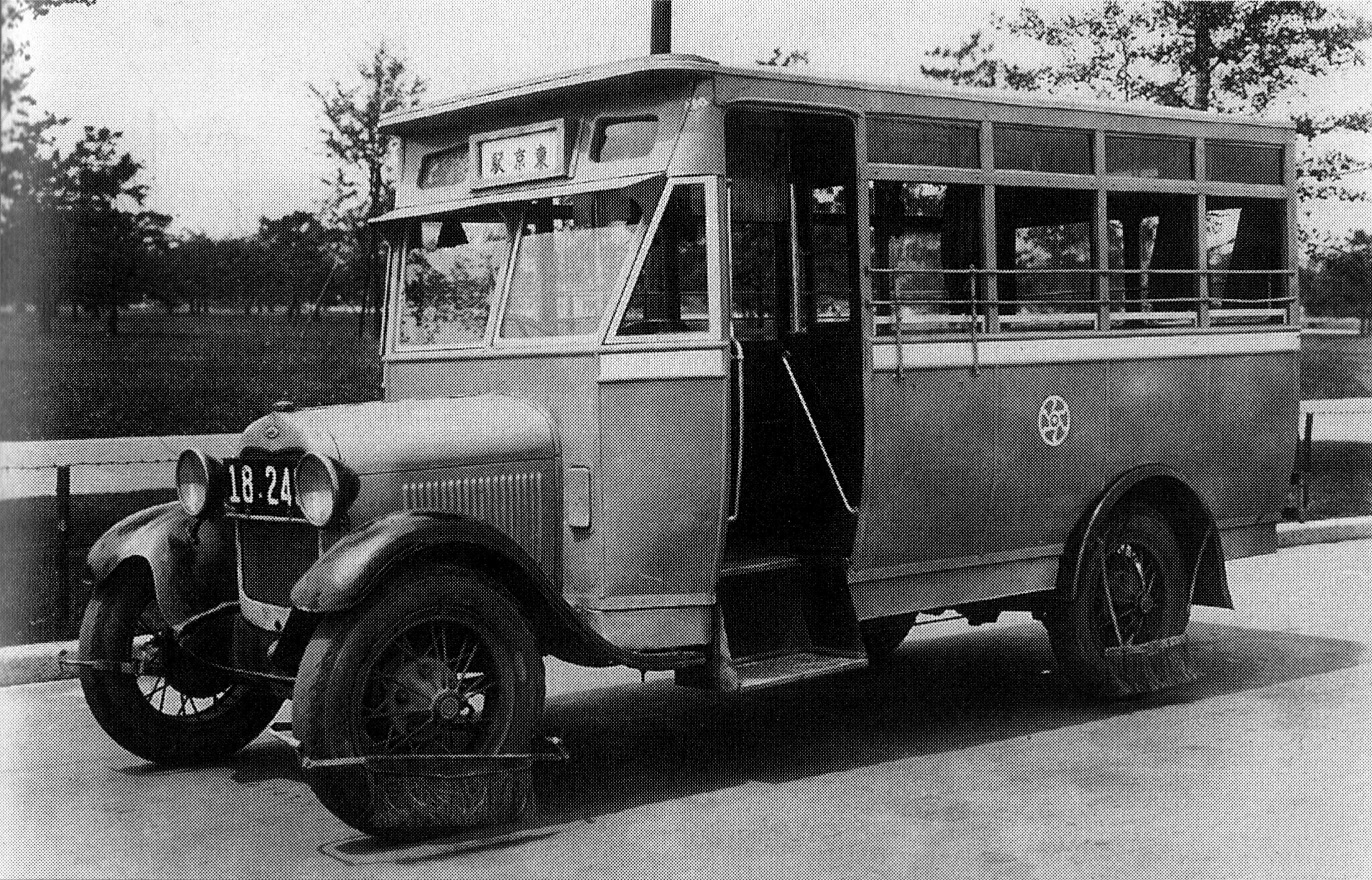
フォード AA型（1928年）
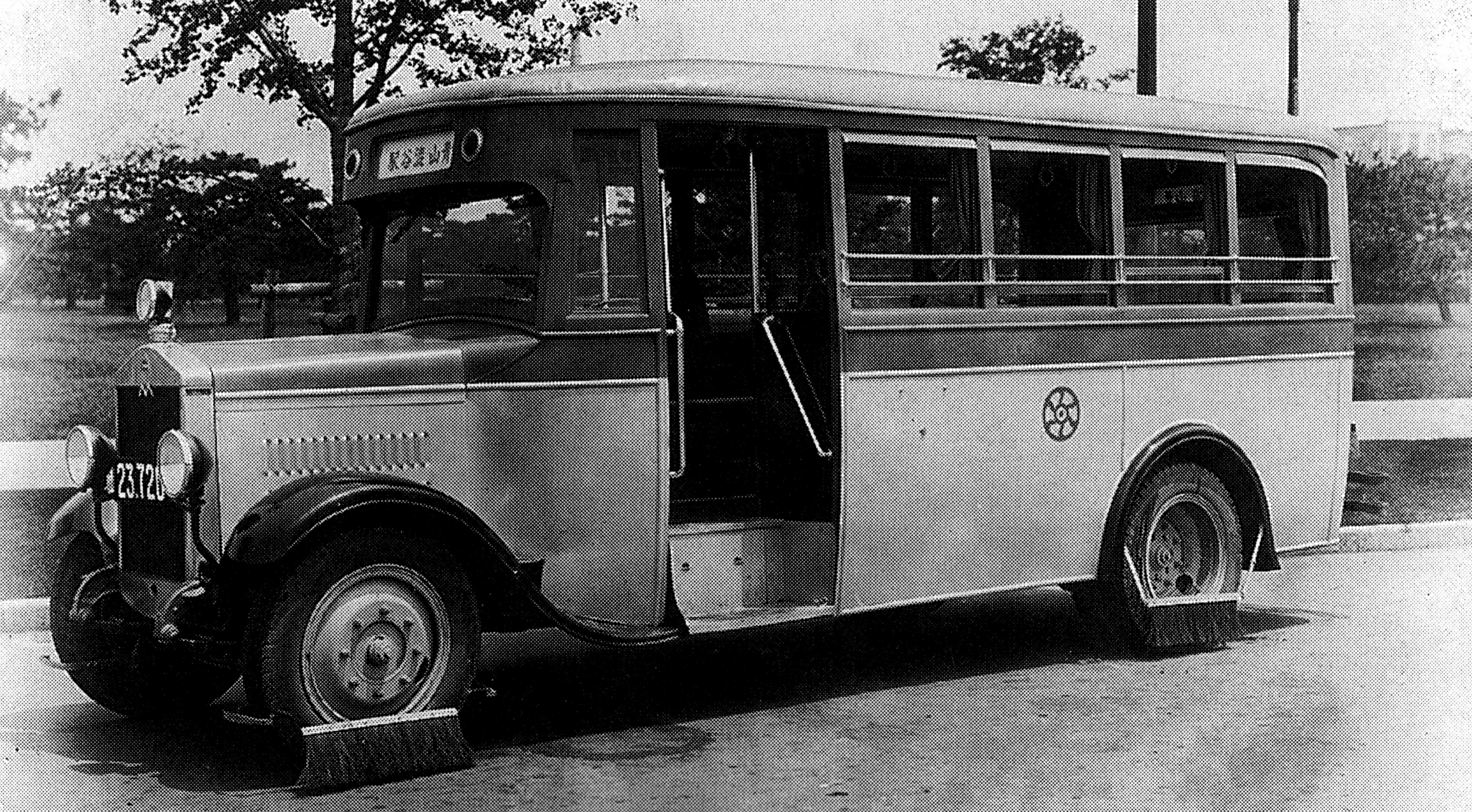
スミダL型（1931年）

### 戦時統合（昭和10年代）

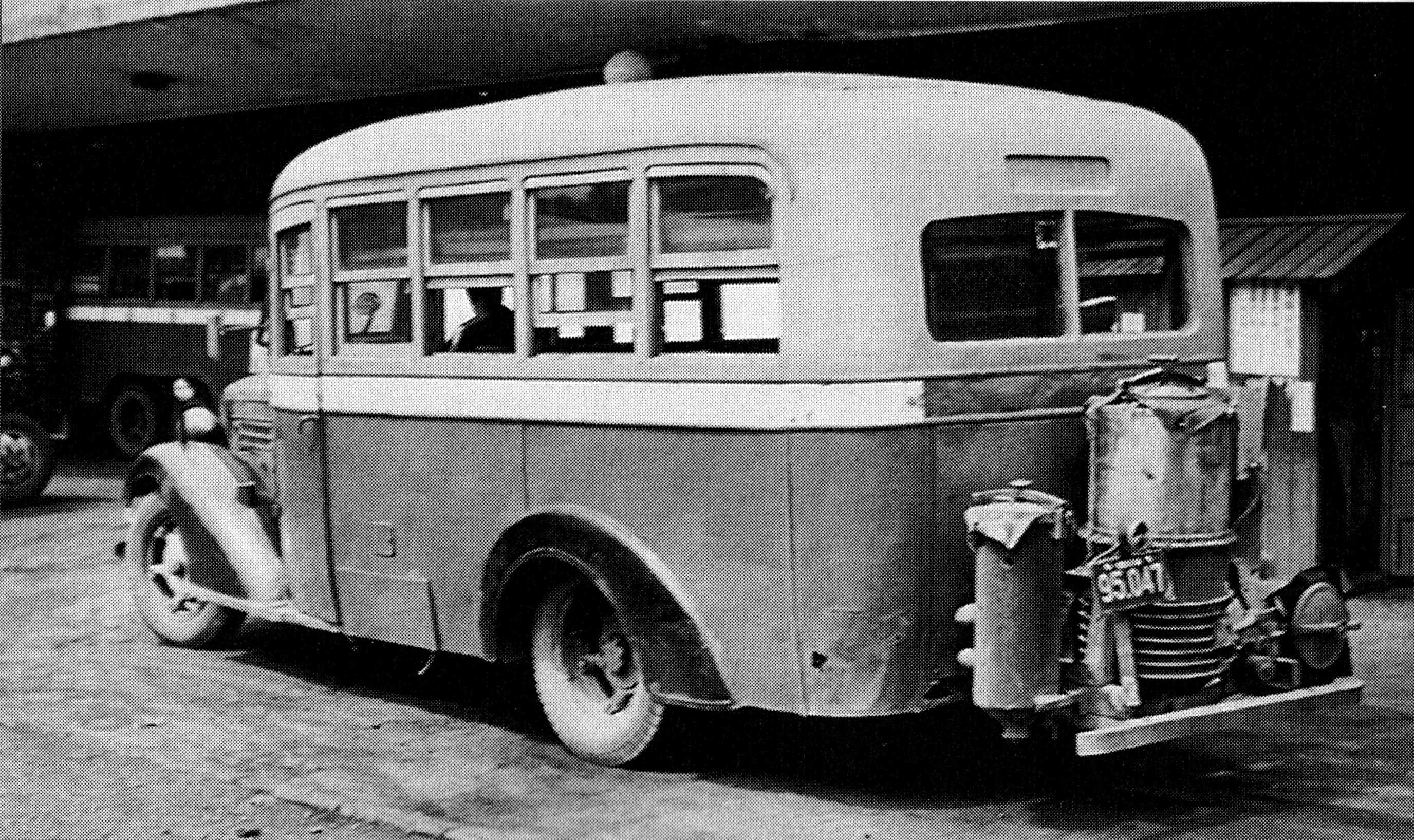
ダイヤモンド日燃式木炭車

日中戦争が始まるにつれ物資の統制が進むようになり、燃料の入手が次第に困難な状況になっていった。その中で木炭車の導入をはじめとした代燃化を進めていく。1939年（昭和14年）には「市電式木炭ガス発生炉」を開発してバス車両への取り付けが進められた。また戦時体制下では陸上交通事業者が乱立していることが非効率であるとして事業者の統合が検討され、1938年には陸上交通事業調整法（陸調法）の施行により同法に基づく委員会が発足、東京市と民間事業者の対立はあったものの、東京市内と周辺地域について以下のような調整案がまとまることとなった。
1. 旧市内は、路面交通事業者（路面電車、バス）は東京市、地下鉄は新設する特殊機関（のちの帝都高速度交通営団、現在の東京地下鉄）に統合[18]。
2. 旧市内以外は4ブロックに分けて統合。ただし、地域相互の連絡、規格統一を行う[18]。
3. 省線（後の国鉄・国電・E電）は除外する。

この案をもとに、東京市は旧市内のバス事業者の統合を図った結果、1942年2月1日までに、東京市は市営バスのライバルだった「青バス」こと東京地下鉄道のバス部門（旧葛飾乗合自動車の旧市内路線、旧大東京遊覧自動車を含む）、東京高速鉄道傘下の「黄バス」こと東京環状乗合自動車、城東乗合自動車、王子電気軌道の全路線、そして京王電気軌道と東京横浜電鉄のバス部門のそれぞれの旧市内路線を、政府による裁定指令などもあった上で買収を完了した。これにより、東京市は天王洲 - 渋谷駅 - 新宿駅 - 池袋駅 - 赤羽駅 - 荒川大橋 - 千住新橋 - 小松川橋 - 今井橋に囲まれた東京中心部の乗合バス事業を独占することとなった。
1942年には電力統制が敷かれたため電気事業が分離され、1943年10月1日には東京都制が施行され、東京市電気局は東京都交通局に名称を変更した。
戦時中は軍需工場への輸送などの需要をさばく必要が生じたこと、物資の不足や空襲などによる施設・車両への被害なども相まって、運行路線も縮小されることとなった。

### 戦争からの復興
第二次世界大戦終戦直後はわずか12系統が運行されるだけとなり、浜松町・渋谷・新宿・大塚・千住・大島・堀之内・江東の8営業所 と4つの分車庫が存在するのみだった。車両も木炭車を中心とした代燃車が用いられていたが、終戦時に使用できる車両は960台中196台と多くなかった。このような中で、米軍から余剰のトラックやトレーラーが日本国内のバス事業者に払い下げられた。東京都交通局には約400台が割り当てられ、復興に大きく貢献した。車体メーカーの生産体制が整っていなかったので、バス車体製造の経験を持たないメーカーにも相談して生産能力を高めた。
こうした戦後復興中の1947年には、現在ではほとんど運行されなくなった民営バス会社との相互直通乗り入れが始まる。これは陸調法の関係や営業権の問題も絡んでなかなか進まなかったが、GHQによる勧奨もあり推進されることとなった。1948年には休止中だった遊覧バス事業を新日本観光（現・はとバス）へ譲渡した。しかし復興が進むとともに観光客の増加が見込まれたため、1953年に新たに免許を申請して翌1954年には観光バス事業を再開した。

### 多摩地区への進出
戦後は多摩地区の振興を目的に、1949年には旧東京市外の青梅市・八王子市でもバス事業が開始された。同年8月7日に青梅支所、同年12月25日には八王子支所（1986年3月31日廃止）がそれぞれ開所している。
当時の青梅地区では西東京バス（合併前は青梅電気鉄道の流れを汲む奥多摩振興）と西武バスが路線バスを運行しており、都営バスが成木地区への路線を開設したほか、西東京バスと西武バスの2社独占状態であった。しかし青梅市の山間部で人口減少が進み、1975年には一部を除き西武バスが撤退することとなった。このため青梅市からの要請を受け、東京都交通局が成木地区の住民の足として路線を引き継ぐこととなり、青梅地区の路線は一部を除きほぼ現在の形となった。

### 都電廃止と代替バス運行
1952年には地方公営企業法の適用を受けた。高度経済成長期には乗客増加により経営は順調だったが、1961年度以降は赤字基調となり、度重なる運賃の値上げによっても解消できなかった。その中で、経営改善を行うために路線の再編やワンマンバス化などが行われることとなった。
さらにモータリゼーションの進行とともに、都内でも郊外からの交通需要の増加などにより、都心部で慢性的な渋滞が発生するようになった。道路事情の悪化により都電は現在の荒川線を残し、1963年から1972年にかけて次々に廃止され、都営トロリーバスも1968年までに廃止された。これらの廃止代替として都営バス路線が37系統が設定された。この都電代替路線の多くは、現行の都営バスの基幹系統となっている。
- 都電廃止に伴い設定されたおもな系統

| 都電系統 | 廃止時運行区間         | 代替バス系統番号 | 代替バス運行区間         | 現在の系統番号 | 現在の運行区間                                    |
| 電6      | 渋谷駅 - 六本木 - 新橋 | 506（初期は504） | 渋谷駅 - 六本木 - 新橋駅 | 都01           | 渋谷駅 - 六本木駅 - 新橋駅                        |
| 電16     | 大塚駅 - 錦糸町駅      | 516              | 大塚駅 - 錦糸町駅        | 都02           | 大塚駅 - 錦糸町駅                                 |
| 電20     | 江戸川橋 - 須田町      | 520              | 早稲田 - 須田町          | 上58           | 早稲田 - 上野松坂屋                               |
| 電22     | 南千住 - 日本橋        | 522              | 南千住 - 東京駅八重洲口  | 東42甲         | 南千住車庫・南千住駅西口 - 東神田・東京駅八重洲口 |
| 電23     | 福神橋 - 月島          | 門33             | 豊海水産埠頭 - 亀戸駅    | 門33           | 豊海水産埠頭 - 亀戸駅                             |
| 電28     | 錦糸町駅 - 日本橋      | 東22             | 錦糸町駅 - 東京駅北口    | 東22           | 錦糸町駅 - 東京駅丸の内北口                       |
| 電34     | 渋谷駅 - 金杉橋        | 534              | 渋谷駅 - 赤羽橋 - 新橋駅 | 都06           | 渋谷駅 - 赤羽橋駅 - 新橋駅                        |
| 電38     | 錦糸堀 - 門前仲町      | 錦14             | 錦糸町駅 - 門前仲町      | 都07           | 錦糸町駅 - 境川 - 門前仲町                        |

### 交通局再建計画
また、前述のように東京都交通局の財政状況は芳しくなく、第二次再建計画（1970年代後半）、第三次再建計画（1980年代前半）が提示されることとなり、バス事業においても不採算路線の廃止・短縮などの再編が行われることとなった。同時に都営新宿線などの鉄路新線開業に伴う再編も行われた。
- 第三次再建計画に伴うバス路線改廃の一例（1982年12月に行われた大規模改変）

| 系統番号 | 廃止時運行区間                                   | 備考                                           |
| 門19乙   | 門前仲町 - 豊洲鉄鋼埠頭                          | 廃止                                           |
| 東26     | 東京駅八重洲口 - 葛西車庫                        | 廃止                                           |
| 東42乙   | 南千住 - 岩本町駅                                | 廃止                                           |
| 里48乙   | 日暮里駅 - 根津一丁目・日本医大病院 - 文京区役所 | 廃止                                           |
| 中77     | 中野区役所 - 新代田駅                            | 廃止（元関東バスと相互運行｡江古田駅 - 代田橋） |
| 橋78     | 新橋駅 - 新宿車庫                                | 廃止                                           |
| 東96     | 東京駅八重洲口 - 高輪 - 五反田駅                 | 廃止                                           |
| 銀86     | 渋谷駅 - 豊海水産埠頭                            | 短縮                                           |

### バスサービスの改善
一方で、バス事業のサービスの改善も進められた。1973年1月、都営交通の料金値上げに合わせて老人無料パス（東京都シルバーパスの前身）が導入。
車両の改善も進み、1979年には深川・練馬・葛西・早稲田の4営業所において冷暖房車の運用を開始した。全営業所で冷暖房車が投入されるようになるのは1980年で、当初は1営業所につき2台、全車が冷暖房車となるのはさらに時代の下った1990年だった。1981年には行先方向幕を大型化した冷暖房車が210台投入され、都電廃止時に大量投入された1968年 - 1969年に投入された車両が置き換えられた。

新規に投入された冷暖房車には、黄色地に赤帯の専用塗装（当時の東京都知事・鈴木俊一の名にちなみ「鈴木カラー」と俗称された）が採用された。これは都電のワンマンカー塗装に合わせたものであったが、明るい原色の塗装は都民や利用者からの評判は悪かった。そのため交通局は「鈴木カラー」の塗装を変更することとした。塗装変更にあたり「都バス色彩懇談会」を設置し、その中には岡本太郎もいた。岡本太郎は濃い緑に赤やクリームの模様を入れた塗装をデザインし、特別出品車として実際に披露された 。車体塗色の4つの変更案を提示して意見を募った結果、1982年にアイボリーをベースに緑色のラインを入れた「ナックルライン」と呼ばれる新塗色への変更を決定。319台が投入され、1983年までに初期車を置き換えた。「6年で全車置き換える予定」とされ、その通り1988年に最後の美濃部カラー車が廃車され、全車がナックルラインの車両となった。
乗降のしやすい低床車は、1971年11月から杉並・新宿営業所で試験運行され、翌年から本格導入された。
こうしたサービス改善が行われたものの、道路渋滞の悪化による定時性喪失など様々な要因が重なり乗客は減少していった。その改善策の一つとして、1984年に都市新バスの運行が旧・橋89系統（渋谷駅 - 新橋駅）で開始され、新たに系統番号として都01が設定され、路線愛称「グリーンシャトル」が付与された。都市新バスの試みは成功を収め、乗客増加とバスに対する信頼性の回復をもたらした。都市新バスはその後も新路線が設定され、2010年現在では8系統（都01 - 08）が設定されている。また2000年からは増収対策の一環として車体に全面広告を掲出するラッピングバスが登場した。

### 2000年代以降
都区内における鉄道路線の新規開業・延伸に伴う路線改編は都度行われてきたものの、特に2000年12月12日の都営地下鉄大江戸線国立競技場駅 - 都庁前駅間開業（環状部全通）に際しては、多数の並行路線が生じることから大規模な改編が実施された。主に都心部を走行する7路線が廃止されたほか、他の系統も区間短縮や減便などが行われた。この改編により一部地域では交通空白地帯が生じたため、後に自治体によるコミュニティバスの運行へ繋がった事例もある（港区「ちぃばす」、北区「Kバス」など）。
鉄道路線網の充実に伴い、並行区間での乗客減などによりバス利用者は減少を続けることとなった。そのため都営バスでは「アクセスラインバス (AL01系統・AL02系統) 」「ダイレクトバス (直行01系統) 」「ラピッドバス (急行05系統・急行06系統・RH01系統) 」「フレキシブルバス (FL01系統) 」といった新しいタイプのバス路線を運行開始している。
- 都営大江戸線開業に伴う路線再編の一例

| 系統番号 | 運行区間                               | 実施措置 |
| 黒10     | 目黒駅 - 東京駅南口                    | 廃止     |
| 東17     | 東京駅八重洲口 - 潮見駅                | 廃止     |
| 水59     | 一ツ橋 - 巣鴨駅                        | 廃止     |
| 田70     | 港区スポーツセンター - 新宿駅西口      | 廃止     |
| 秋76     | 秋葉原駅東口 - 新宿車庫                | 廃止     |
| 四80     | 四谷駅 - 赤坂アークヒルズ              | 廃止     |
| 茶81     | 渋谷駅 - 順天堂病院                    | 廃止     |
| 急行05   | 錦糸町駅 - 新木場駅 - 東京テレポート駅 | 新設     |
| FL01     | 錦糸町駅 - 東大島駅 - 葛西駅           | 新設     |

#### 24時間運行の実験
2013年4月16日、東京都知事の猪瀬直樹（当時）は、都営バスの24時間運行を行う方針を明らかにした。2013年12月21日（20日の深夜）から都01系統「グリーンシャトル」で片道1時間1本程度での運行を始め、1年程度様子を見て問題がなければ都心部で24時間営業の路線を広げていくとしていた。乗車料金は深夜バスと同運賃。安全確保のために警備員1名が同乗する。
しかし猪瀬の退任と、乗客数の低迷により、2014年11月1日未明（10月31日の深夜）をもって終夜バスの試験運行は終了となった。

## 営業所
2022年4月現在、都営バスでは以下の12営業所と7支所の体制で営業している。各営業所と支所には所属車両の識別などのためアルファベットの略記号が付与され、数字と似ているI・O・Q・U＊を除く22字が用いられている。記号は制定当時、品川を基点に時計回りの順番に付与されたが、その後の営業所の統廃合や移転などにより順番はバラバラになっている。
各営業所の正式名称は「東京都交通局○○自動車営業所」である（西日本鉄道などと同様の呼称で、両者ともに存在する「○○電車営業所」と区別している）。
＊Uは合併移転で廃止された，江戸川(旧)自動車営業所今井支所で使用されていた。車輌採用年度での使用は無い。
※印は、はとバスに管理委託された事業所を表す。
2024年4月現在
| 営業所名                     | 略記号 | ナンバー        | 所在地 （すべて東京都内） | 所管系統 |
| ---------------------------- | ------ | --------------- | ------------------------- | --- |
| 品川自動車営業所             | A      | 品川            | 品川区北品川1-5-12        | 市01・黒77・品91・井92・品93・反96・品96・品98・品99・深夜07 |
| 渋谷自動車営業所             | B      | 品川            | 渋谷区東2-25-36           | 都01・RH01・学03・学06・都06・田87・観光バス |
| 渋谷自動車営業所新宿支所 ※   | C      | 練馬            | 新宿区西新宿3-19-1        | CH01・宿74・宿75・早81・渋88・品97 |
| 小滝橋自動車営業所杉並支所 ※ | D      | 杉並（←練馬）   | 杉並区梅里1-14-22         | 渋66・王78・宿91・品97 |
| 小滝橋自動車営業所           | E      | 練馬            | 中野区東中野5-30-2        | 学02・飯62・橋63・飯64・上69・高71 |
| 北自動車営業所練馬支所       | F      | 練馬            | 練馬区豊玉上2-7-1         | 学05・白61・池65・練68 |
| 千住自動車営業所             | H      | 足立            | 足立区梅田2-3-11-101      | 草41・草43・端44・北47・里48・里48-2・王49 |
| 有明自動車営業所             | J      | 江東（←足立）   | 江東区有明3-9-25          | 波01・海01・都04・四季48 |
| 南千住自動車営業所           | K      | 足立            | 荒川区南千住2-33-1        | 都08・里22・錦40・東42-1・東42-2・東42-3・上46・観光バス |
| 江東自動車営業所             | L      | 足立            | 墨田区江東橋4-30-10       | 直行03・急行05・都07・錦18・陽20・亀21・東22・亀23・門33 |
| 北自動車営業所               | N      | 練馬            | 北区神谷3-10-6            | 王40（出入・（乙・宮城循環）・甲・丙）・王41・東43・王45・王55・王57・深夜02・深夜11 |
| 巣鴨自動車営業所             | P      | 練馬            | 豊島区巣鴨2-9-8           | 上01・都02・都02乙・茶07・里48・里48-2・茶51・上60・草63・草64 |
| 江戸川自動車営業所臨海支所 ※ | R      | 江戸川（←足立） | 江戸川区臨海町4-1-1       | 錦11・木11乙・新小20・門21・葛西22・錦22・臨海22・平23・葛西24・草24・秋26・亀26・西葛26・船28・両28・平28・臨海28-3・臨海28-2・新小29・新小29-2                                                           |
| 深川自動車営業所             | S      | 江東（←足立）   | 江東区東雲2-7-41          | 豊洲01・都05-1（無・出入）・都05-2・業10（無・出入新橋ルート・出入スカイツリールート）・木11甲・陽12-1・陽12-2・陽12-3・錦13（甲・乙）・東15・東16（無・出入）・門19（甲・乙）・深夜13・江東01（しおかぜ） |
| 早稲田自動車営業所           | T      | 練馬            | 新宿区西早稲田1-9-23      | 上58・早77・池86 |
| 江戸川自動車営業所           | V      | 江戸川（←足立） | 江戸川区中葛西4-9-11      | 西葛20（甲・乙）・葛西21・新小21・新小22・亀24・錦25・西葛27・錦27・錦27-2・錦28・臨海28-1・亀29・深夜03・深夜10                                                                                           |
| 早稲田自動車営業所青梅支所   | W      | 八王子          | 青梅市森下町554           | 梅01・梅70・梅74・梅76・梅77 |
| 品川自動車営業所港南支所 ※   | Y      | 品川            | 港区港南4-7-1             | 都03・急行06・錦11・橋86・田92・反94・浜95・井96・品97・井98・田99 |
| 南千住自動車営業所青戸支所 ※ | Z      | 葛飾（←足立）   | 葛飾区白鳥1-8-1           | 上23・上26・平28・錦37・草39 |

### 営業所の統廃合
都営バスでは、路線網の縮小や運行エリアの変化に伴い、営業所の統合および廃止が幾度か行われており、特にバスの利用者数が減少に転じた後の1980年代、そして地下鉄網が完備されつつある2000年代に集中して実施されている。
1980年代には、まず1980年4月に滝野川営業所（記号：N）および同所管轄下の昭和町分車庫が北営業所に移転統合された。また、1982年3月29日には志村営業所（記号：Y）が廃止され、同所の受け持ち路線は王78を除き北営業所に吸収された（王78は杉並営業所に移管）。
1985年には新宿営業所八王子支所（記号：X）が、唯一の所管であった立73系統（八王子駅北口 - 立川駅北口）が自治体からの補助金の計上停止に伴い廃止され、特定輸送のための分駐所となったが、これも同年度末に移管されて廃止された。1987年には船堀にあった旧・江戸川営業所（記号：R）および同今井支所（記号：U）が廃止され、臨海町に新設された臨海営業所（記号：R）に統合された。
1997年12月19日の都営地下鉄12号線（現・大江戸線）の新宿延伸に伴い練馬営業所が支所に降格し、2000年12月12日の同路線（同年4月20日付で大江戸線に改称）の全線開業時の再編では、杉並・新宿・目黒の各営業所が支所に降格した。その際にAL02（現・豊洲01）・直行01・急行01 - 05（現在急行01 - 04は廃止）・FL01の各系統の新設、黒10・田70・秋76・水59・東17・茶81・四92の各系統の廃止、都03・橋86・草28（→両28）・茶51の各系統の経路の短縮などを行った。
2003年度からはとバスへの営業所委託が開始され、杉並支所がはとバスへ管理委託された。また同年4月に目黒支所（記号：M）を品川営業所の分駐所とした。2004年4月には葛西営業所が江戸川営業所に改称され、臨海営業所は同所の支所になり、はとバスへ管理委託された。この一連のはとバスへの管理委託の際に大規模な路線の所管換えが行われた（詳細は各営業所記事を参照）。
2005年3月には目黒分駐所が廃止となり、目黒の路線は品川に、車両はほぼ全車が港南支所（元は目黒営業所の分駐所）に転属した。2006年4月には新宿支所が新宿分駐所になり、青戸支所がはとバスへの管理委託となった（錦37系統を除く。なお同路線のために同支所内に南千住営業所青戸分駐所を新設したが、2008年4月からはとバス管理委託系統になったのに伴い、青戸支所に移管・統合された）。
2008年4月1日には大塚営業所が支所に降格し、港南支所がはとバスへの管理委託となった。翌2009年4月に新宿分駐所がはとバスへの管理委託に伴い再び新宿支所になった。
2015年3月29日をもって大塚支所が閉所となり、都02系統と上60系統は母体の巣鴨営業所に吸収され、巣鴨管轄の都02乙系統は小滝橋営業所に移管された。
2020年3月30日には、都営バスでは久々となる新設営業所として有明営業所が開設した。

## 特別路線

### コミュニティバス
2001年6月29日、台東区からの委託を受けてコミュニティバス「めぐりん」の運行を開始した。南千住の所管で、現・北めぐりんの経路を運行していたが、2004年4月1日に日立自動車交通へ移管した。
2005年11月1日からは江東区からの委託を受けて「江東区コミュニティバス「しおかぜ」（江東01）」の運行を開始した。深川の所管で、辰巳・潮見・枝川地区を走っている。

### 臨時系統
東京ビッグサイトでのイベント、国立劇場での公演、江戸川競艇場でのレース、東京湾大華火祭開催時などのイベント時に周辺主要駅と会場間に臨時で運行される路線。

#### 東京ビッグサイト関連

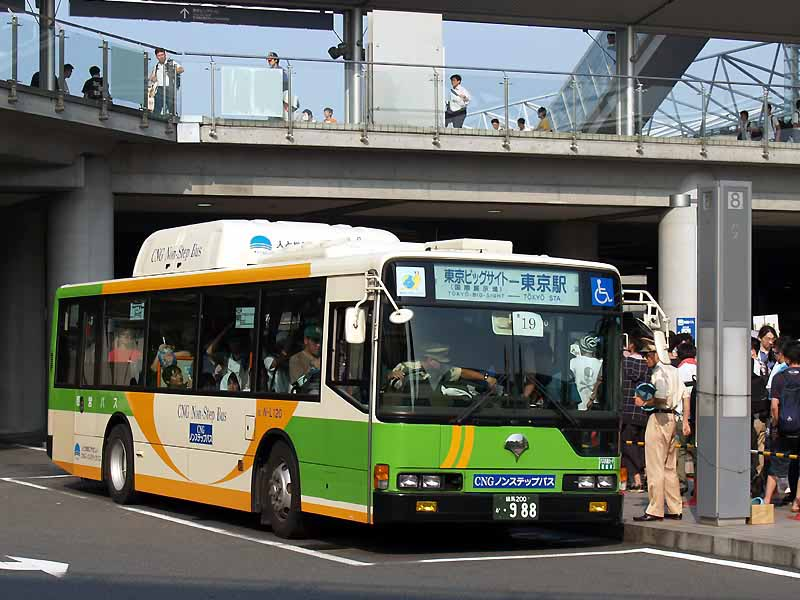
東京ビッグサイトでの大規模イベント時に運行される国展01系統 (N-L120)
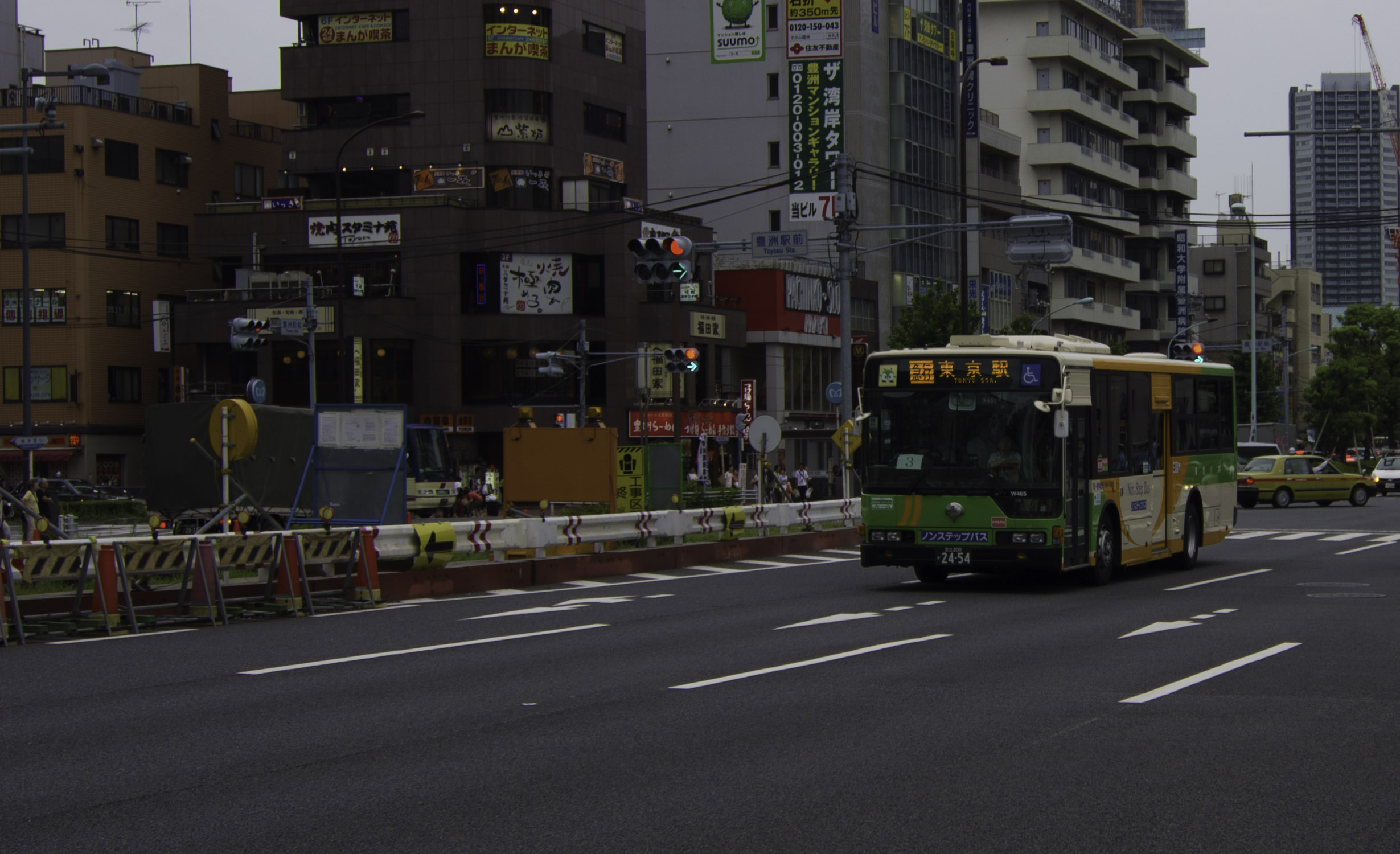
豊洲駅付近を走る臨時バス国展01系統（K-W465）
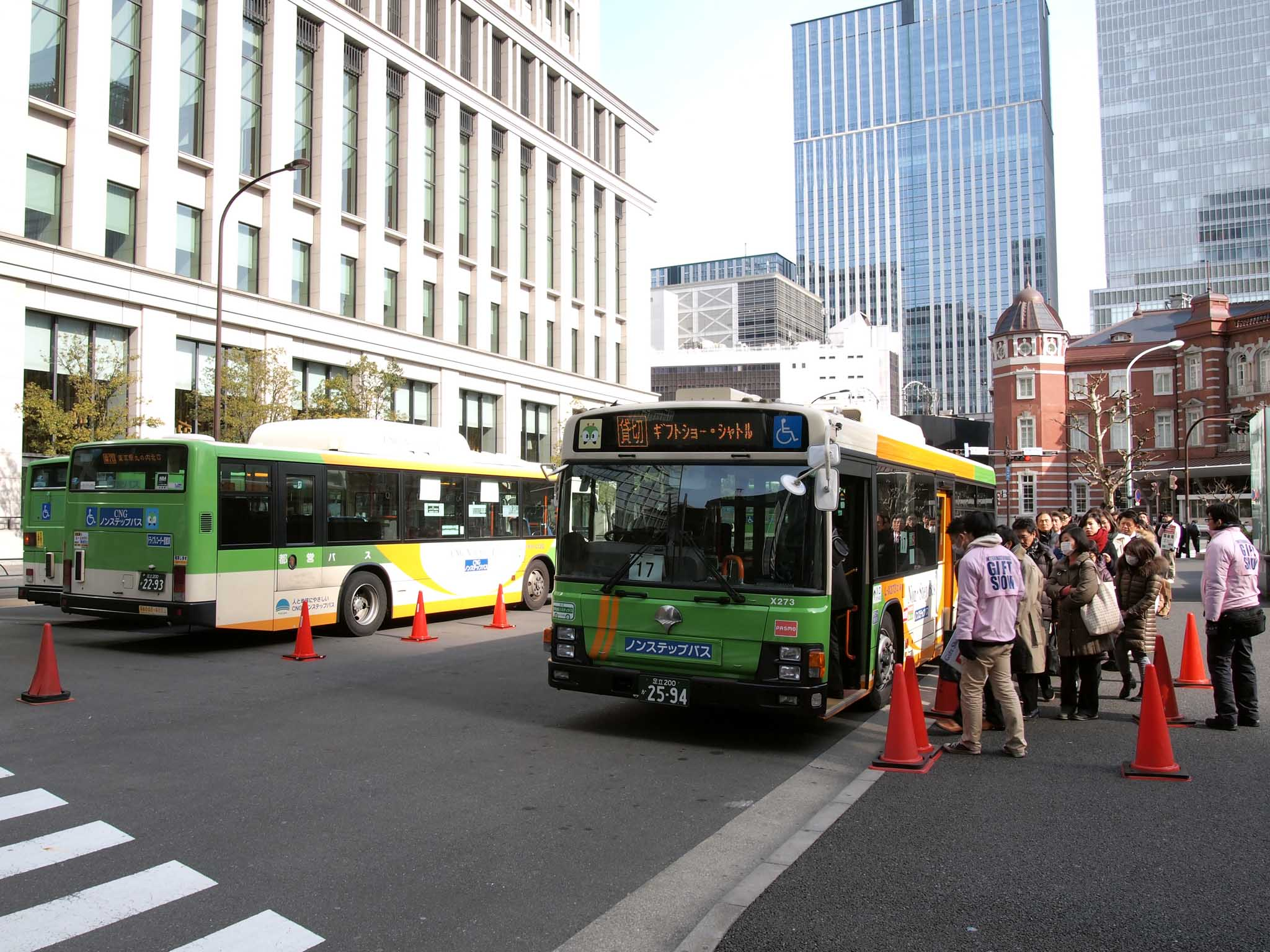
主催者の貸切扱いになる場合 (L-X273)

- 国展01甲1：東京駅八重洲口 -（直通）-（←豊洲駅）-（直通）- 東京ビッグサイト（バスターミナル）
- 国展01甲2：東京駅八重洲口 -（直通）-（←豊洲駅）-（直通）- 東京ビッグサイト（東駐車場）
- 国展01乙1：東京駅丸の内南口 -（直通）-（←豊洲駅）-（直通）- 東京ビッグサイト（バスターミナル）
- 国展01乙2：東京駅丸の内南口 -（直通）-（←豊洲駅）-（直通）- 東京ビッグサイト（東駐車場）
- 国展01貸切：東京駅丸の内南口 -（直通）- 東京ビッグサイト（イベント関係者専用・無料）
- 国展02：東京ビッグサイト -（直通）- 豊洲駅
- 国展03：東京ビッグサイト -（直通）- 浜松町駅（廃止）
- 国展04：東京ビッグサイト -（直通）- 品川駅港南口
- 国展07：東京駅八重洲口 - （直通） - 豊洲駅 - （直通） - 東京ビッグサイト
- 国展08：東京駅八重洲口 - （直通） - 東京ビッグサイト
- 国展09：東京ビッグサイト - 東京ビッグサイト東棟 - 国際展示場駅 - 豊洲駅 - 門前仲町
- 国展10：東京駅丸の内南口 -（直通）- 東京ビッグサイト（バスターミナル）

#### 劇場バス
- 劇02：国立劇場 → 新橋駅（品川担当）

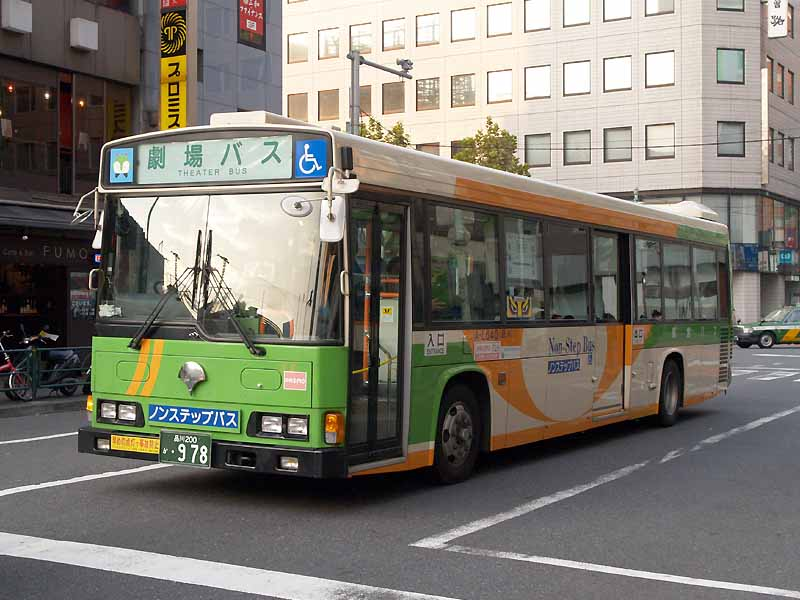
劇02 (A-L640)

- 劇03：国立劇場 → 日比谷 → 有楽町駅 → 東京駅丸の内南口（品川・巣鴨・江東担当）
- 劇04：国立劇場 → 平河町 → 青山一丁目駅 → 表参道駅 → 渋谷駅（渋谷担当）
- 劇05：国立劇場 → 半蔵門 → 四谷駅 → 新宿駅東口（休日の一部時間帯は代わりに歌舞伎町に停車） → 新宿駅西口（渋谷・早稲田担当）
- 劇06：国立劇場 → 九段下 → 江戸川橋 → 池袋駅東口（小滝橋担当。運行休止中）
- 四季48：有明ガーデン → 東京駅丸の内南口（有明担当）[38]

#### 江戸川競艇関連
- 艇07：ボートレース江戸川 → 錦糸町駅
- 艇08：ボートレース江戸川 → 新小岩駅

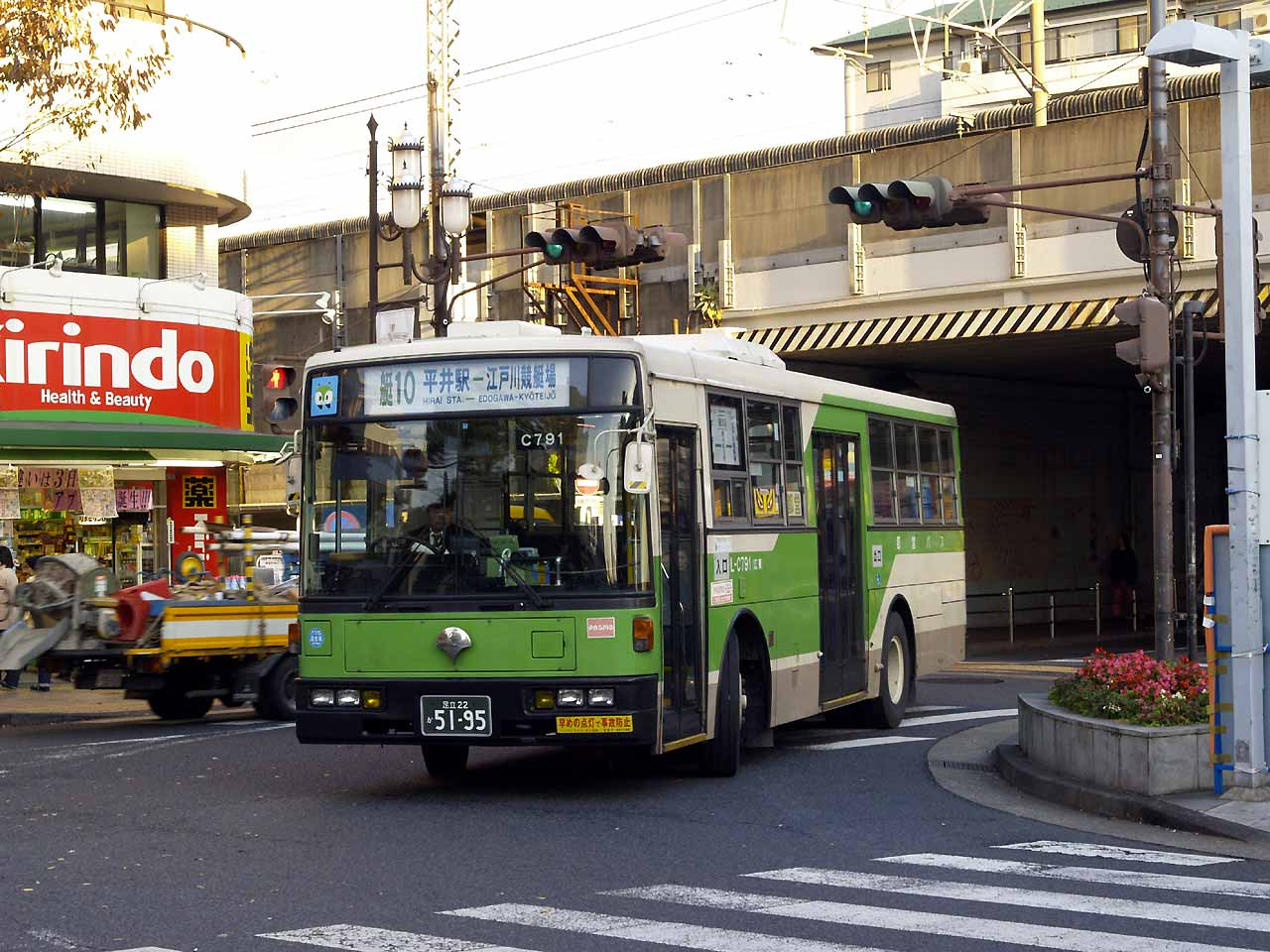
艇10 (L-C791)

- 艇09：ボートレース江戸川 → 亀戸駅（廃止）
- 艇10：ボートレース江戸川 - 平井駅
- 艇11：ボートレース江戸川 - 船堀駅 - 宇喜田 - 西葛西駅
- 艇11折返：ボートレース江戸川 - 船堀駅

#### 晴海会場関連
- 晴01：晴海会場 - 東京駅丸の内北口
- 晴02：晴海会場 - 東京駅丸の内南口
- 晴03・晴05：晴海会場 - 東京駅八重洲口
- 晴04：晴海会場 - 豊洲駅

#### バスの日イベント関連
- 祭20：豊洲市場六街区 - 国立がん研究センター - 勝どき駅 - 豊洲市場六街区（豊洲市場六街区循環、14:19発まで）
- 祭20：豊洲市場六街区 - 国立がん研究センター - 勝どき駅（※14:26発から16時発まで）

2019年9月28日、豊洲市場六街区において「バスの日イベント バスまつり2019 in 豊洲 & みんくる20周年アニバーサリー」開催に伴い、当日限定で運行された臨時系統。

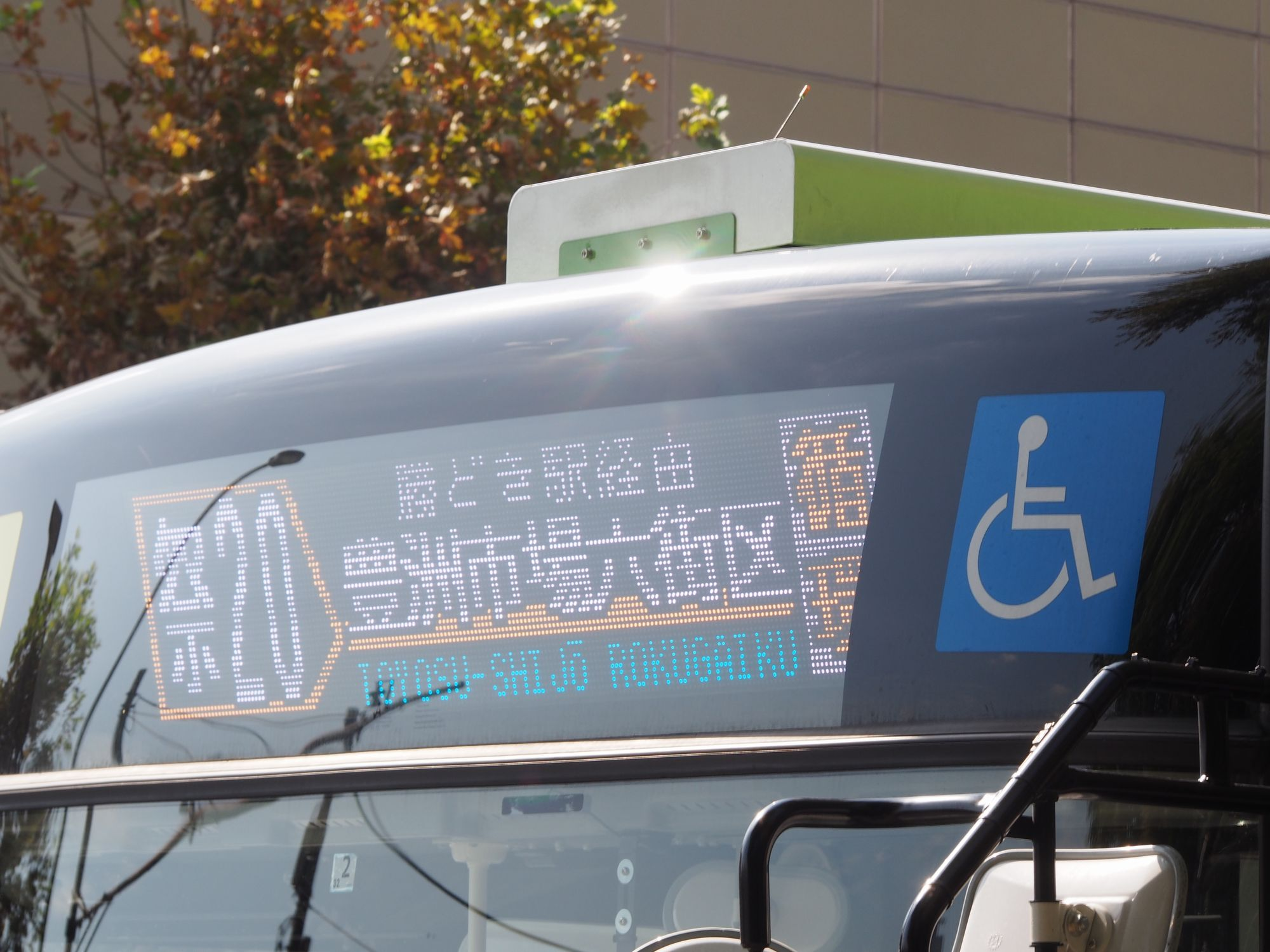
専用のカラーLED行き先表示
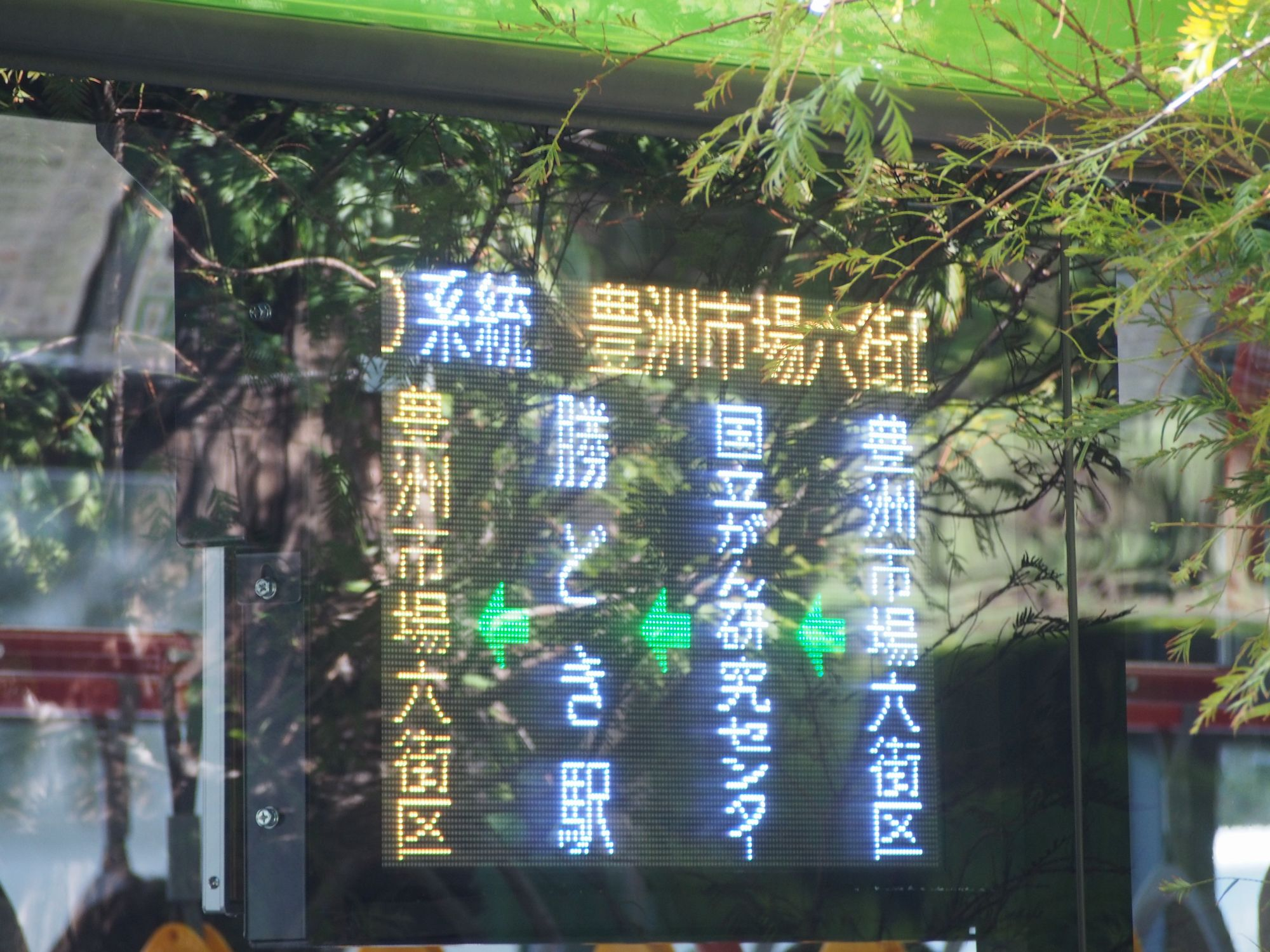
側面のカラーLED行き先表示
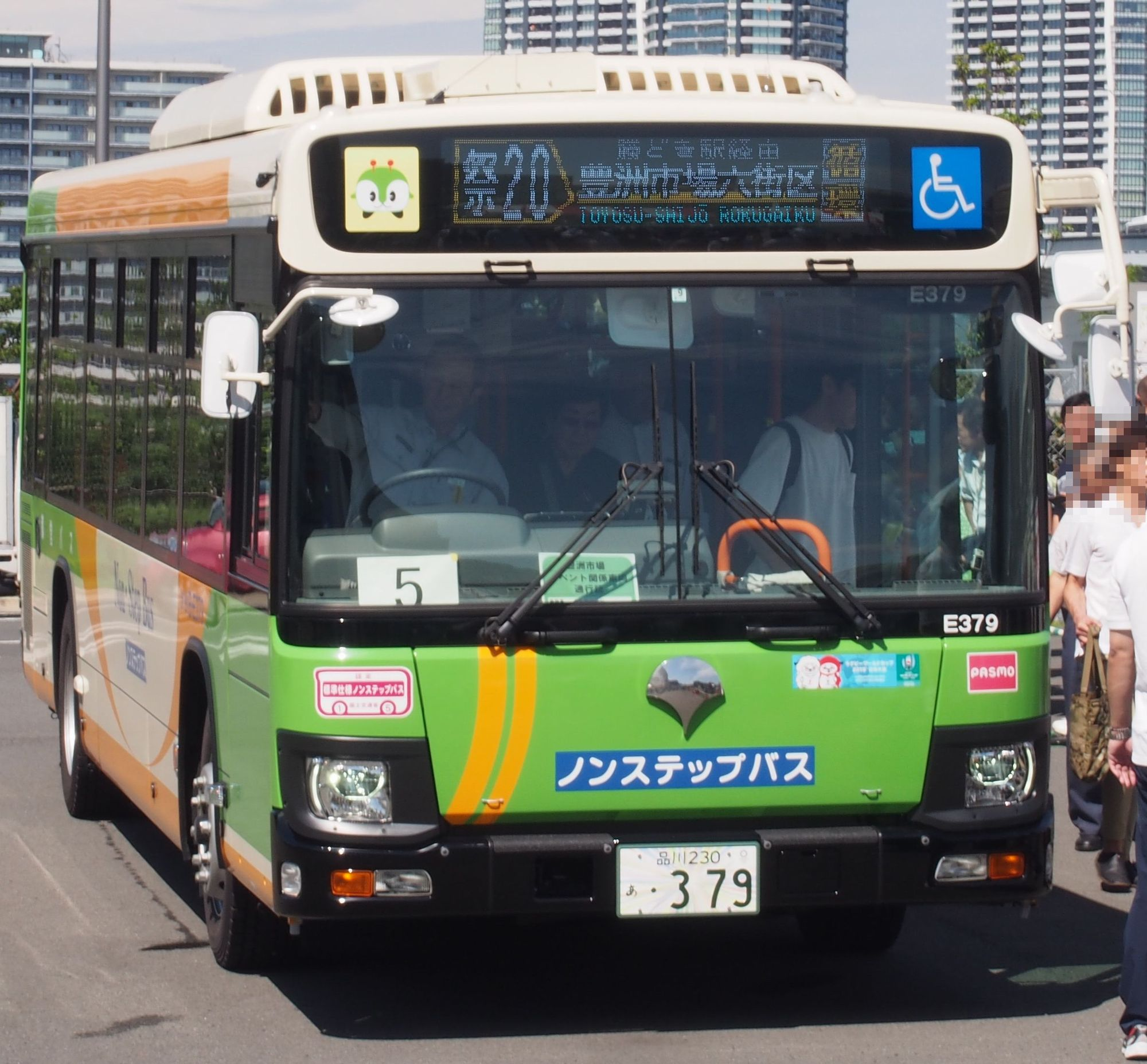
豊洲市場六街区の会場内にある降車場（B-E379）

#### その他
- 臨01：一之江駅 - 葛西駅 - 江戸川プールガーデン（運行休止中）
- 臨03：浅草寿町 - 上野駅
- 臨05：豊洲駅 - お台場海浜公園駅
- 臨06：押上駅前 -（直行）- 錦糸町駅前
- 臨07：浅草雷門 -（急行）- とうきょうスカイツリー駅入口 - 押上 - 押上駅前

臨06・臨07系統は東京スカイツリー開業後の多客対応のために2012年5月22日より土休日限定で運行開始した（ただし、5月27日までは終日運行）。2012年7月29日をもって運行を終了した。

## 運賃・乗車券類
都区内（東京23区内）と多摩地域で運賃体系が異なる。2019年10月1日改定。詳細は公式サイト内「運賃・乗車券・定期券」を参照。

### 運賃
都区内
- 乗降方式は前乗り後降り、運賃前払い。
- 運賃は全線均一で、大人210円（IC210円）・小人110円（IC105円）[41]。
- それ以外は、学バスは大人180円（IC178円）・小人90円（IC89円）、C・H01系統は大人190円（IC189円）・小人100円（IC95円）、江東01系統「しおかぜ」は大人・小人100円（IC同額）、深夜バスは大人420円（IC420円）・小人210円（IC210円）[41]。
- かつて運行していた2階建てバスは台東区と江戸川区からの受託運行だったが、定期券類や一日乗車券類は使用できなかった。2000年12月11日まで運行していた深夜中距離バスも同様。
- 2000年春から2004年春まで運行していた快速バス（東京駅 - お台場間・300円）も、運行開始当初は定期券類や一日乗車券類が使用できなかったが、後の経路変更に伴い追加運賃を払えば使用できるようになった。
- 江東区コミュニティバス「しおかぜ」は運賃100円均一で、定期券や一日乗車券類・東京都シルバーパスなどが利用できない。ICカードは2020年4月1日から利用できるようになった[42]。

多摩地区
- 乗降方式は23区内と異なり、後乗り前降り、運賃後払い。
- 区間運賃制で、初乗りは大人180円（IC178円）・小人90円（IC89円）である[41][注釈 3]。

### 乗車券類
一日乗車券
- 都営バス一日乗車券 - 都区内の都営バス全線で利用可能（多摩地域の路線では利用不可）。

1997年7月14日より5000枚限定で発売され、1998年4月1日から窓口での通年販売に移行した。さらに、1999年3月から車内での発売が開始された。
2007年3月18日より「都バスIC一日乗車券」を発売した。PASMO・SuicaのSF残額から乗車券の発売額を差し引く。
- 都営まるごときっぷ - 都営バス（多摩地域を含む）、都営地下鉄、都電荒川線、日暮里・舎人ライナーが利用可能。

平成エンタープライズが運行する高速バスであるVIPライナーのオプションとして組み込まれている（VIPラウンジでも購入可能）。
2008年3月29日までは「都電・都バス・都営地下鉄一日乗車券」として発売されていたが、同日までに発売された前売券でも有効期限内であれば日暮里・舎人ライナーの利用が可能となっていた。
前売券と都バス車内で購入した当日券（感熱式で券面に「有人改札専用」と表記のもの）は磁気化されておらず、自動改札機は利用できなかった。2014年以降は営業所単位で運賃箱の更新を行い、更新後の運賃箱では磁気化された乗車券を発行可能となり自動改札が利用できるようになった。都営バス・都電を利用する場合は従来どおり日付を乗務員に見せて利用する。
- 東京フリーきっぷ - 上記の他、東京メトロ全線、JR東日本の東京都区内全線も利用可能。

2009年3月31日発売分までは磁気化されておらず自動改札機は利用できなかったが（JR東日本発売分は2008年4月より様式を変更し自動改札機が利用可能）、2009年4月1日発売分から自動改札機が利用可能になった。
専用回数券
交通系ICカード（PASMO・Suica）の普及を理由として、2020年3月31日をもって都営バス専用回数券の販売を終了した。販売終了後も回数券は引き続き利用できる。発行されていた券種は以下の3種類。
- 4,500円（210円券×25枚）
- 1,000円（110円券×10枚）
- 1,000円（90円券×12枚）

都営バス専用回数券は定期券売り場で販売されており、割引額はバス共通カードと同じだった。2008年6月30日まではさらに4券種が発売されていた。
定期券
- 都営バスフリーカード - 都区内の都営バス全線で利用可能な金額式定期券。

通勤定期は持参人式だが、記名式PASMO・Suica定期券は名義人のみ利用可能。
都営バスと都営地下鉄・都電・日暮里・舎人ライナーを乗り継ぐ連絡定期券はそれぞれの運賃が10%割引となる。
- 定額定期券 - 都区内のみで利用可能。10,000円定額の磁気式定期券。

1998年10月20日から、1か月と4日間有効で1万円の「定額定期券」を発売している（こちらも持参人式を採用）。発売開始時は1ヵ月と5日間有効であった。当日使用開始のものであればバス車内でも発売している。
- 系統専用定期券 - 学バス系統（通勤・通学）、豊洲01系統（通勤のみ）。
- 多摩地域 - 距離に応じた金額の定期券となる。

多摩地域では定期券の発売箇所が非常に少ないため、定期券の車内予約販売を行っており、購入用紙に記入して運転手に渡すと指定の日時の便で代金と引き換えに定期券を発売 する。
なお、マイカー削減等による二酸化炭素削減を目的として1998年4月4日から環境定期券制度が導入されている。これは土日およびお盆と年末年始に通勤定期券の家族が一緒に同乗する場合に同乗者の運賃が半額になるという制度である。
その他
2000年12月12日から2010年3月31日まで「都営バス専用乗継割引カード」を2,000円で発行していた。都営バス間を乗り継ぐ際、最初の運賃支払い時（都区内は乗車時、多摩地域は降車時）から2回目の運賃支払いが90分以内であれば2回目の運賃が100円引き（小児・割引運賃対象者は50円引き）になり、PASMO・Suicaでも乗り継ぎ時に同様の割引が適用される。都電でも使用できるが、都営バスからの乗り継ぎ割引は適用されない。その後、PASMO・Suicaでも同様な乗継サービスを利用可能であることから、2010年3月31日をもって発売を終了、同年7月31日をもって利用できなくなった。これに伴い、終了日の翌日から5年間までの間は無手数料での払い戻しを実施した。
2006年10月25日から、都営地下鉄と乗り継ぎする場合に限り定期券をクレジットカードでも購入できるようになった（ただし発売場所は都営地下鉄の定期券売り場のみであった）。その後、都営バスIC定期券の購入にクレジットカードが使えるようになった。
2007年3月18日から全線でPASMOのサービスを開始するとともに、Suicaでも都営バスに乗車できるようになった。都営バスではバス利用特典サービスの他に、前述の「都営バス専用乗継割引カード」と同様の乗継割引などを行っている。PASMO・Suicaで利用した場合の履歴には「都電都B」と表示・印字される。
2010年3月31日をもってバス共通カードの発売を終了。バス共通カードは発売終了まで乗務員より購入可能であったが、同年7月31日をもって利用不可能となった。また、かつて販売していた都電・都バス用Tカードについても、2010年7月31日をもって利用を終了した。これに伴い、終了日の翌日から5年間までの間は無手数料での払い戻しを実施した。

## 車両

### 車両全般

#### 車両メーカーの選択
公営企業であるため公平を期する観点から、国産ディーゼル4社（いすゞ自動車、日野自動車、三菱ふそうトラック・バス、日産ディーゼル工業〈現：UDトラックス〉）すべての車両を採用している。
2004年（平成16年）度からは入札制度を導入したが、それ以前は営業所ごとに指定メーカーが決められており、以下のように決められていた。また1990年代頃までは、バス車体についても営業所ごとにボディメーカーが決められていた。
入札制度導入前の各営業所の車両のシャーシメーカー・ボディメーカーの組み合わせは以下の通り。★は廃止営業所・支所、☆は移転、統合または改称された営業所・支所を表す。
- いすゞ自動車
  - 純正車体：新宿・小滝橋・江戸川・臨海・★大塚・★八王子・☆滝野川・☆江戸川（旧）
  - 富士重工業製車体：巣鴨・深川

巣鴨と深川は富士重工業製、それ以外は川重車体→アイ・ケイ・コーチ→いすゞバス製造（現：ジェイ・バス宇都宮事業所）。
※ワンマンツーマン兼用車導入時にBA20は富士重工業製車体で、後の純正車体指定営業所に配置[51] されている。
- 日野自動車
  - 純正車体：品川・港南・杉並・青梅・江戸川・☆葛西・★目黒

いずれも日野車体工業製の純正車体で導入。帝国自動車工業→日野車体工業(※帝国自動車と金産自動車が1975年に合併し，日野車体工業と社名変更)
※ワンマンツーマン兼用車の導入時、富士重工業製車体のRB10を導入(品川，杉並等）[52]｡
- 三菱ふそう
  - 呉羽車体→三菱車体：渋谷・早稲田
  - 三菱車体：南千住・千住・青戸

渋谷・早稲田は呉羽→新呉羽自動車工業（現・三菱ふそうバス製造）製。
千住・南千住・青戸は三菱自動車工業名古屋製作所大江工場製。
- 日産ディーゼル
  - 富士重工業→西工車体：北・練馬・江東・☆今井・★志村

富士重工業のバスボディ製造事業撤退後は西日本車体工業製車体に切り替えられた。
日産ディーゼル・4Rでは富士重工業製のほか、準標準車体として北村製作所製の車体も導入されていた[53]。

ただし、ワンマンツーマン兼用車の開発時期は、富士重工業製造の車体で納入がシャシーに因らず、多く存在している。1990年代以降の低公害バス（CNG車、ハイブリッドバス）やノンステップバス導入の際には、上記の原則に当てはまらない形での車両導入も行われた。
その後は2000年以降の三菱ふそうリコール隠しによる指名停止処分、2004年度以降の入札制度導入、2011年のUDトラックスのバス製造販売からの撤退などにより、指定車種の原則は崩れることとなった。またコスト削減のため、1メーカーから1車種を大量購入するようになった。
現在では全メーカーを保有している営業所・支所が過半数を占めるようになっている。

#### カラーリング
一般路線車両のカラーリングは、以下のとおり変遷を遂げている。
1. 1949年に採用された初代カラー。薄緑と濃緑色を基調とした配色。
2. 1959年に採用された2代目カラー。キャピタルクリームを基調に窓下に臙脂色の帯。当時の都電カラーをベースとしたカラーリング。
3. 1968年に採用された3代目カラー。アイボリーホワイトを基調に車体裾と側窓、後部窓の下に水色の帯を巻いたツートンカラー。
当時の美濃部亮吉都知事にちなんで「美濃部カラー」と呼ばれる。
高度経済成長期の都市部では大気汚染公害が深刻な社会問題となり、「発展した街の色と調和」[54]「青空と白い雲」を願ってデザインされた。この時代に同様のコンセプトでデザインされた公営バスとして川崎市バスがある。
4. 1981年に冷房車専用カラーとして試験採用された4代目カラー。辛子色を基調に、側窓と後部窓の下に赤帯を巻き、車体裾を赤に塗り分けたツートンカラー。
同じく当時の鈴木俊一都知事にちなんで「鈴木カラー」と呼ばれる。当時の都電荒川線のワンマンカーのカラー（辛子色を基調として側窓下に青帯を巻く。裾の塗り分けはない）に合わせたものである。
道路渋滞が社会問題化する中で、事故防止のPRやバスの利用を促進するためのデザインであった[54]。「今の色（3代目カラー）では目立たなくて、バスが来ても気付かない」という意見が一部から寄せられたことを受け[54]、視認性の高い配色として導入された。
5. 1982年にコンペの結果を元に採用された5代目カラー。アイボリーホワイトに緑色の帯と下部にベージュをあしらったもの。「ナックルライン」の通称で知られる。
4代目カラーが「奇抜で派手すぎる」「都営バスのイメージに合わない」として利用者から不評を買ったほか、色彩の専門家からも「車体だけを目立たせるのではなく、都市景観全体の調和を考えるべきである」との指摘[54]があったため、デザイン変更のためのコンペが行われることになった。廃車となるバスに実際に塗装を行って、アンケートを実施して決定された。このコンペには3つの案のほかに、「特別出品車」として岡本太郎がデザインしたバスも出展された。
6. 1996年にノンステップバス専用カラーとして導入された6代目カラー。
5代目カラーをベースに、オレンジ色の楕円を加えてアレンジしたもの。車両代替に伴い全車がノンステップバスとなったため、現在は全車がこのカラーとなっている。

2014年1月18日の都営バス運行90周年を記念して、初代から5代目までのカラーリングを復刻したラッピングバスが運行され、バスファン向けの撮影会も開催された。
また2024年にも、都営バス100周年を記念し、同様の復刻が行われた。

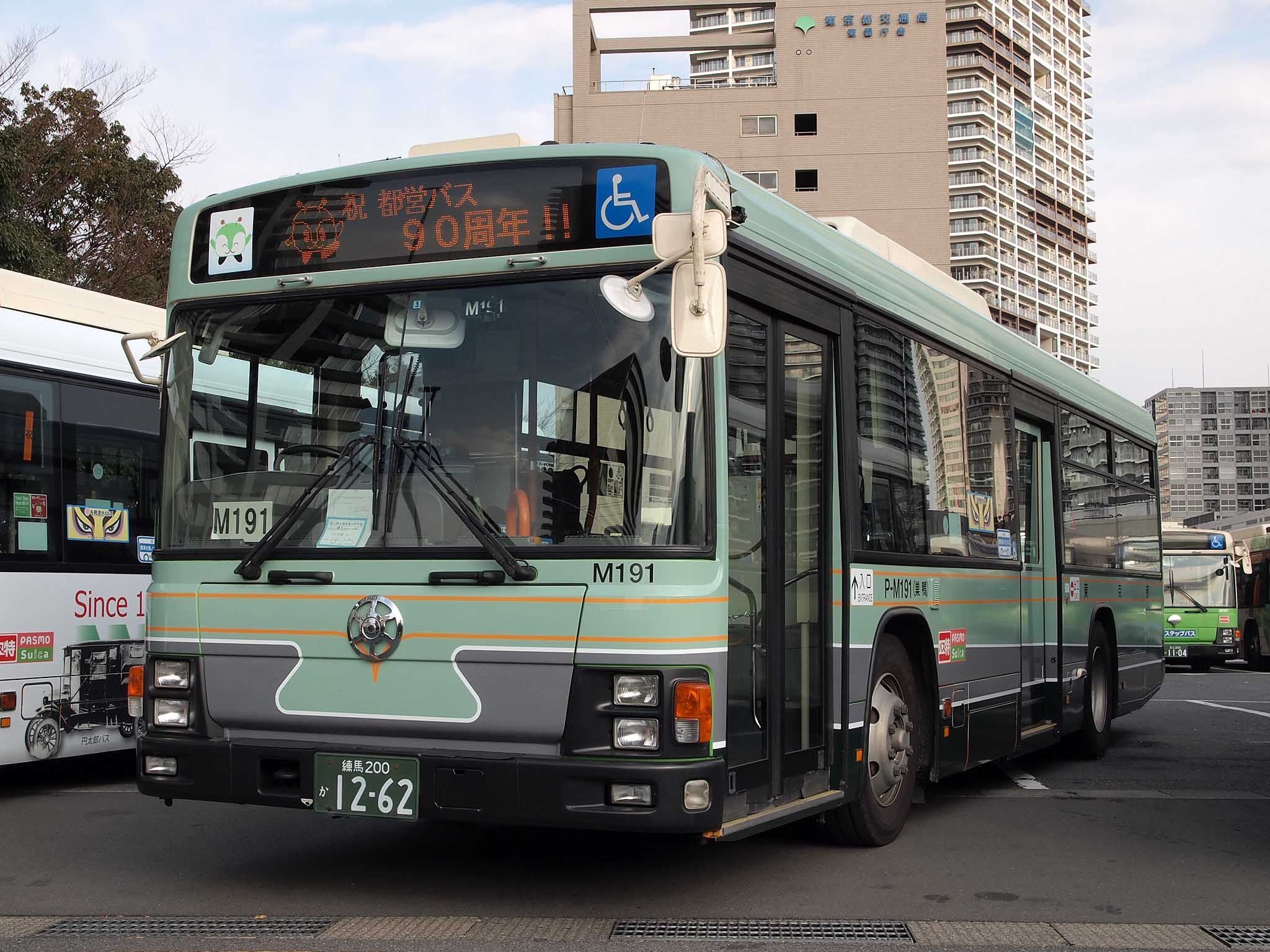
初代カラーの復刻ラッピング
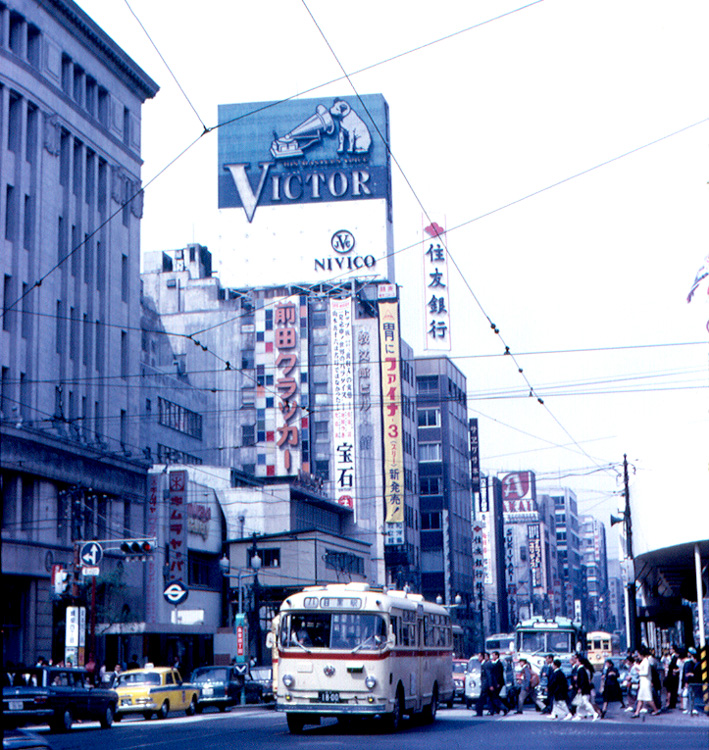
2代目「キャピタルクリーム」
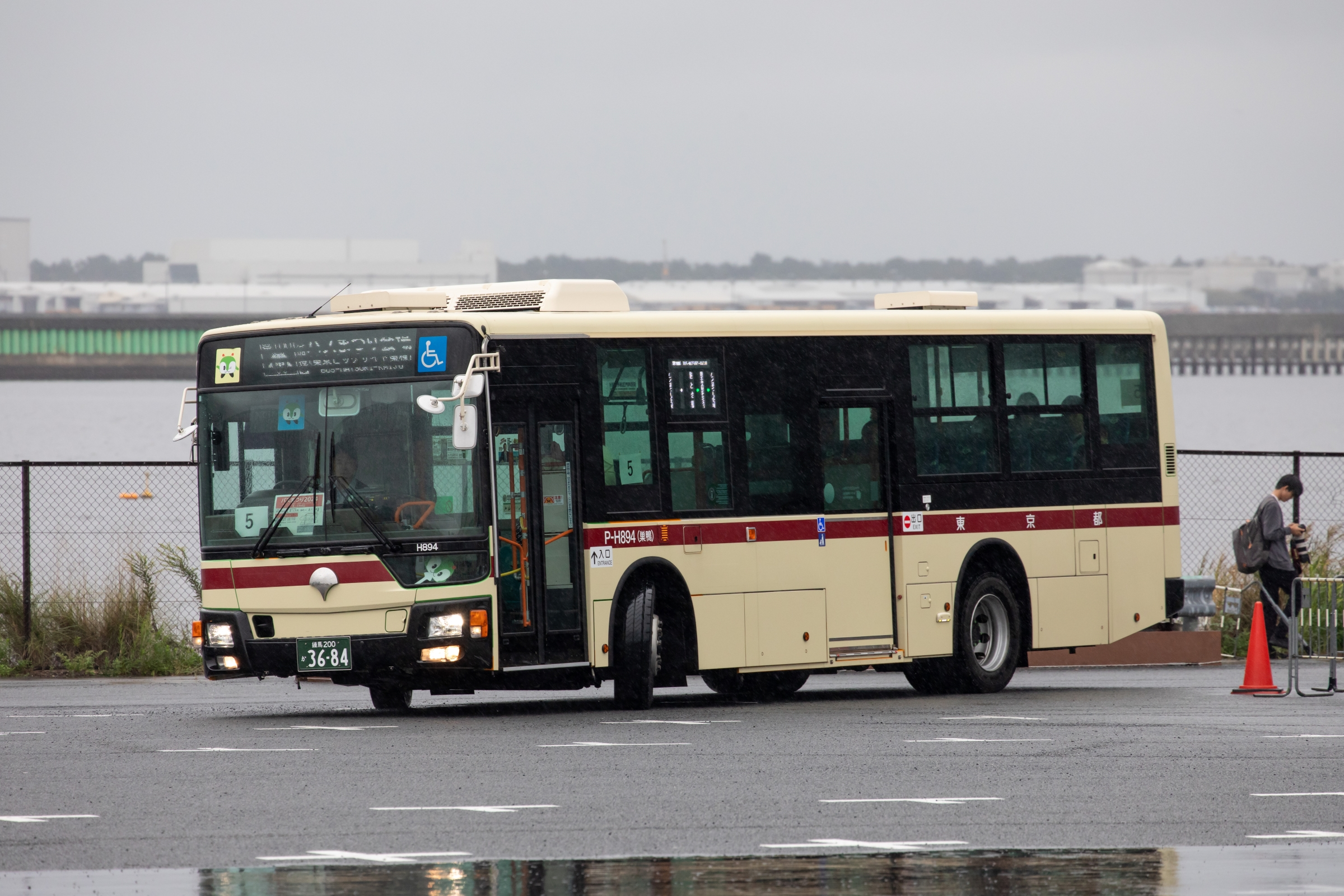
2代目「キャピタルクリーム」復刻ラッピング
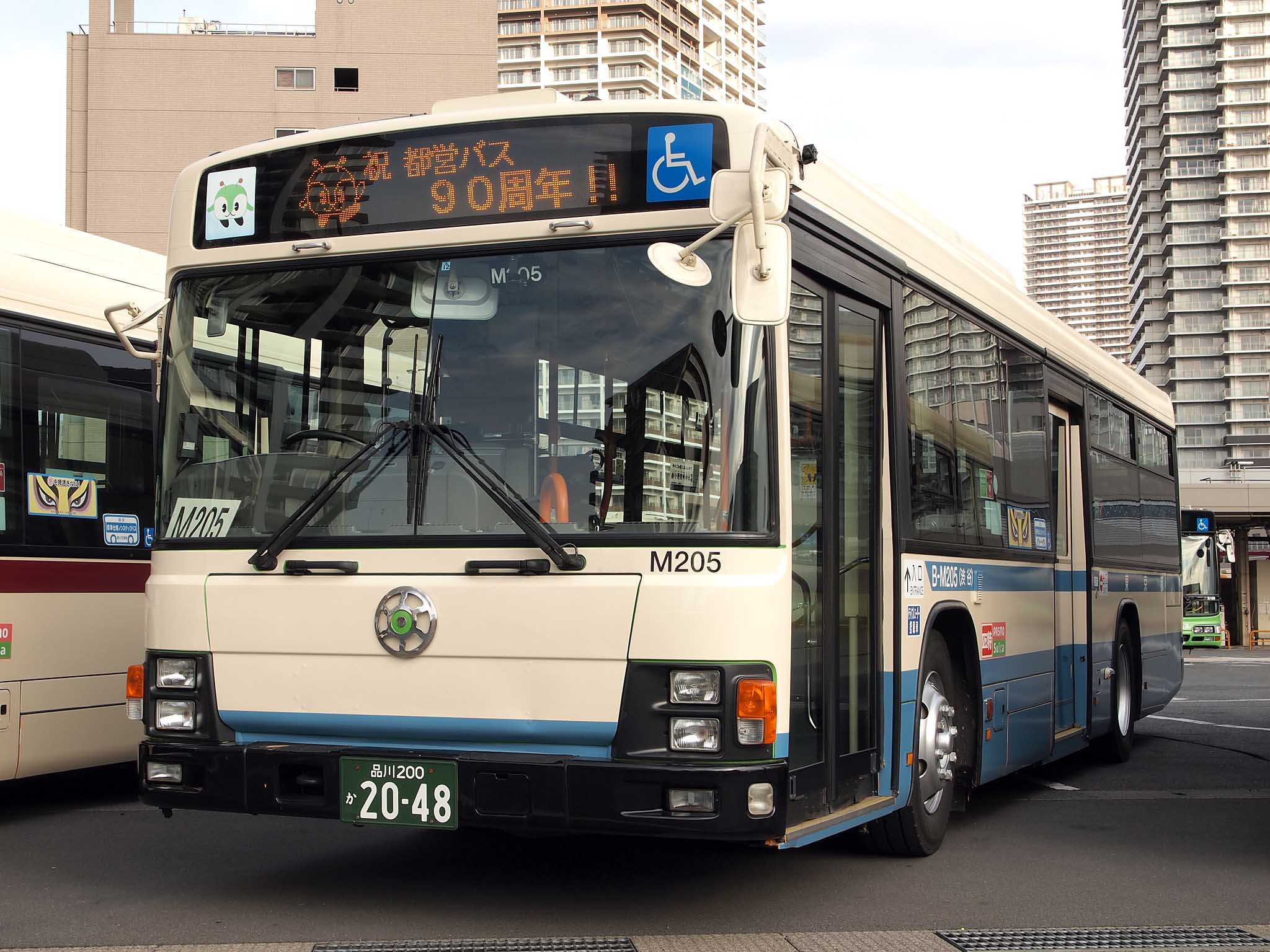
3代目「美濃部カラー」復刻ラッピング
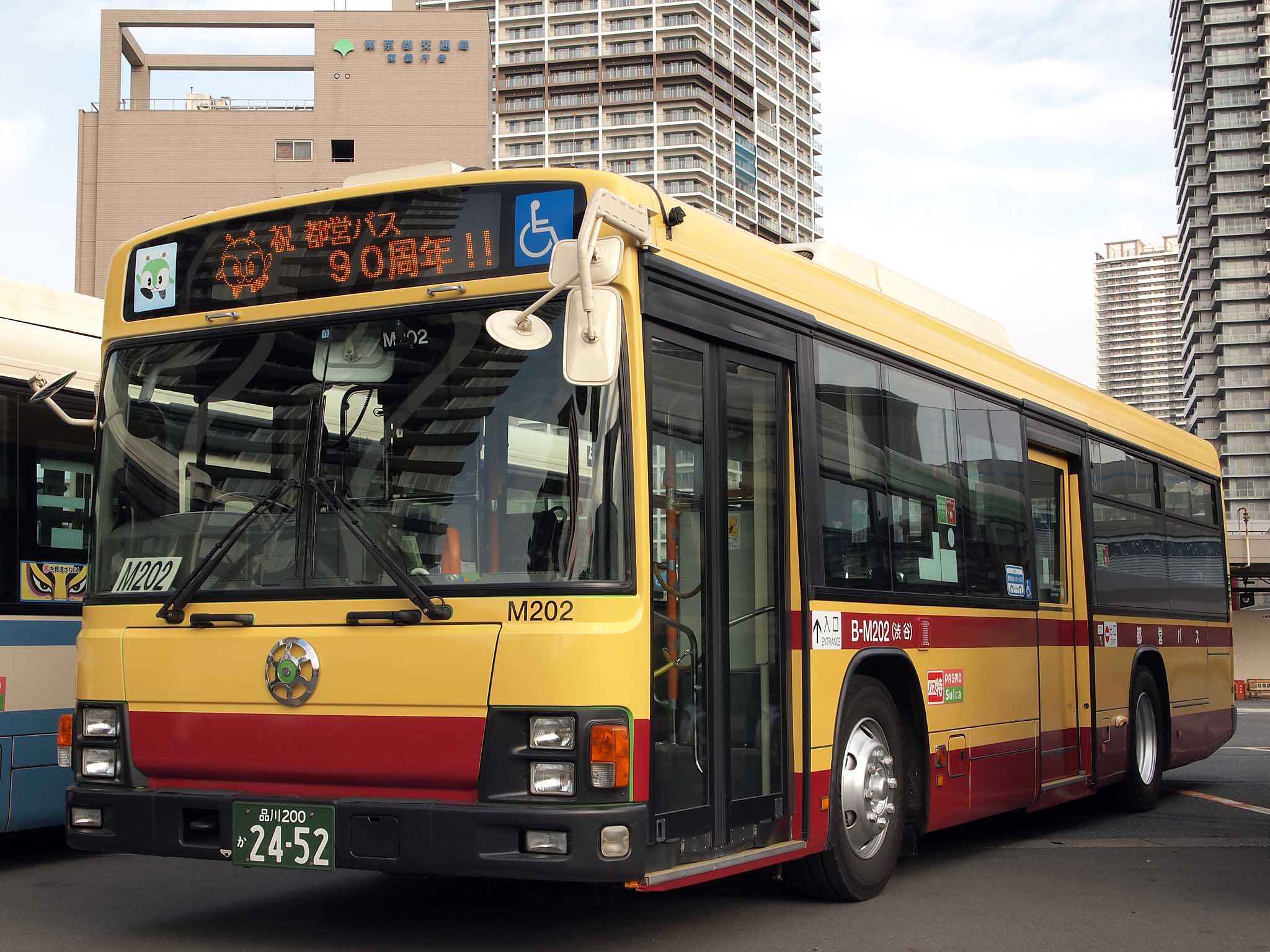
4代目「鈴木カラー」復刻ラッピング
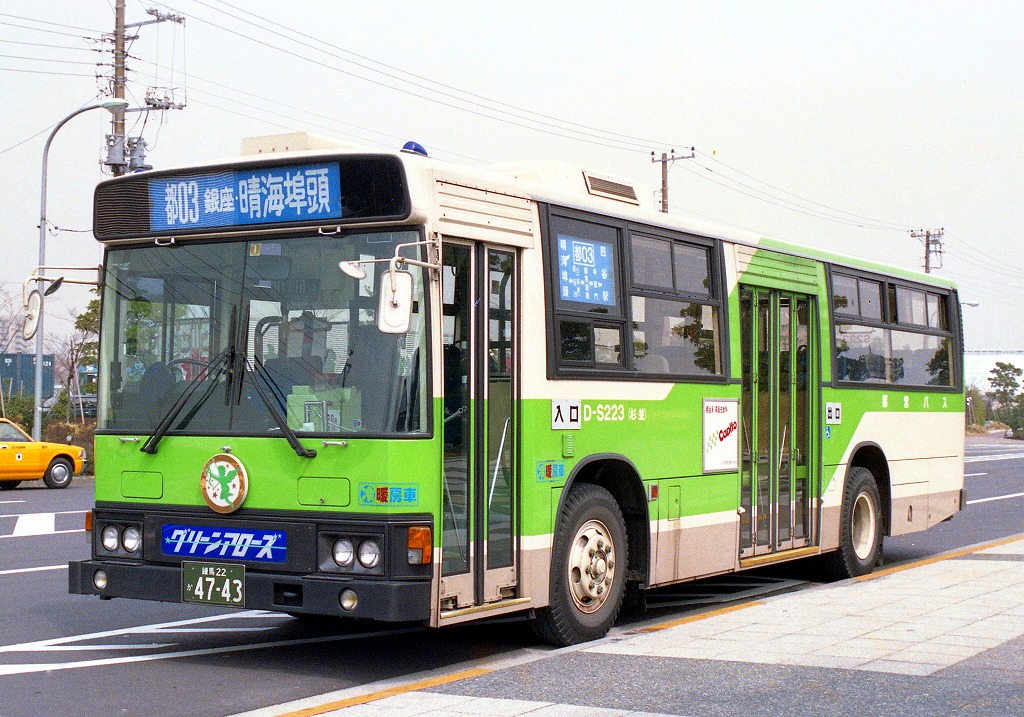
5代目「ナックルライン」。緑帯のカーブからそう呼ばれる
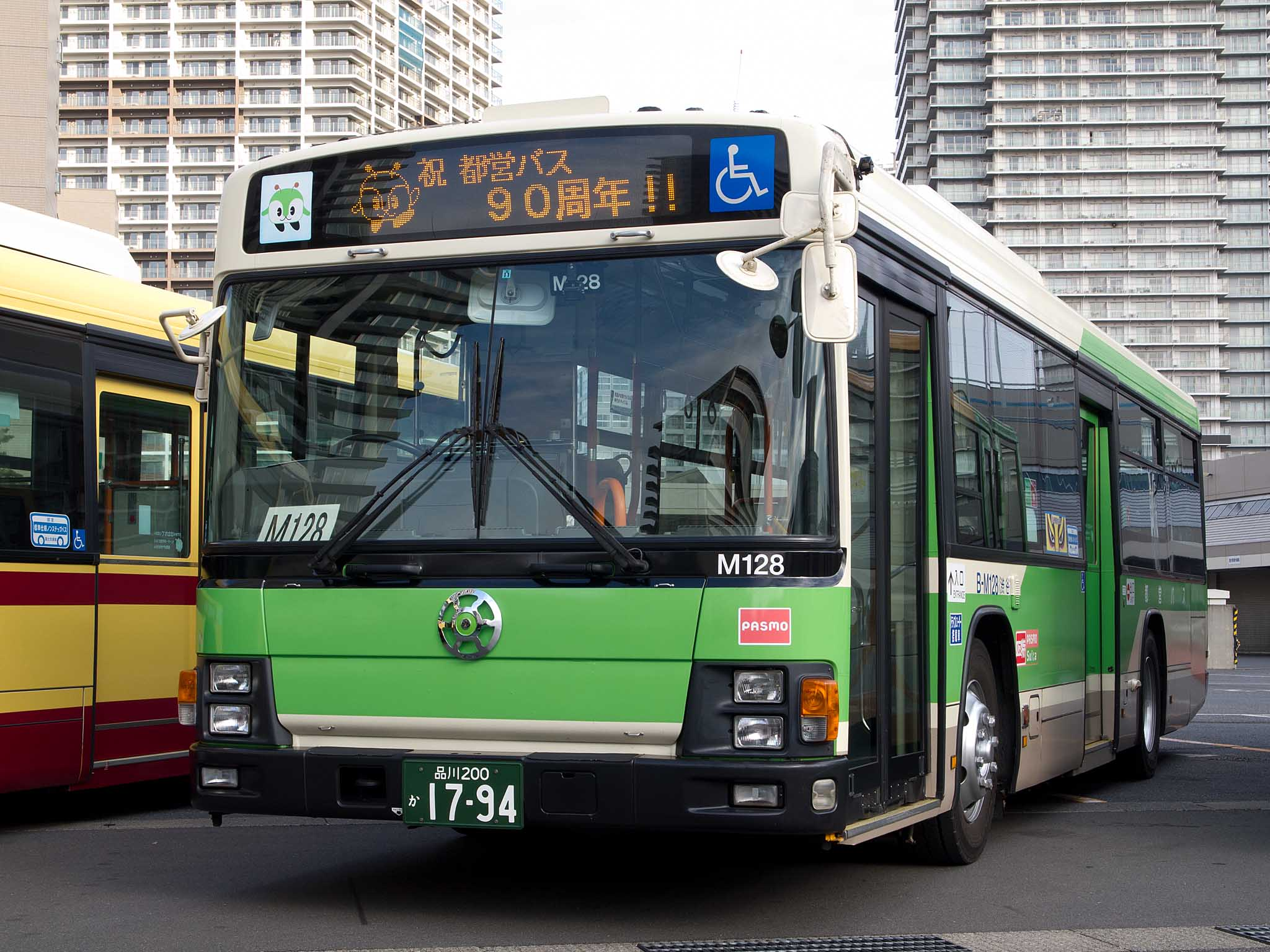
5代目「ナックルライン」復刻ラッピング
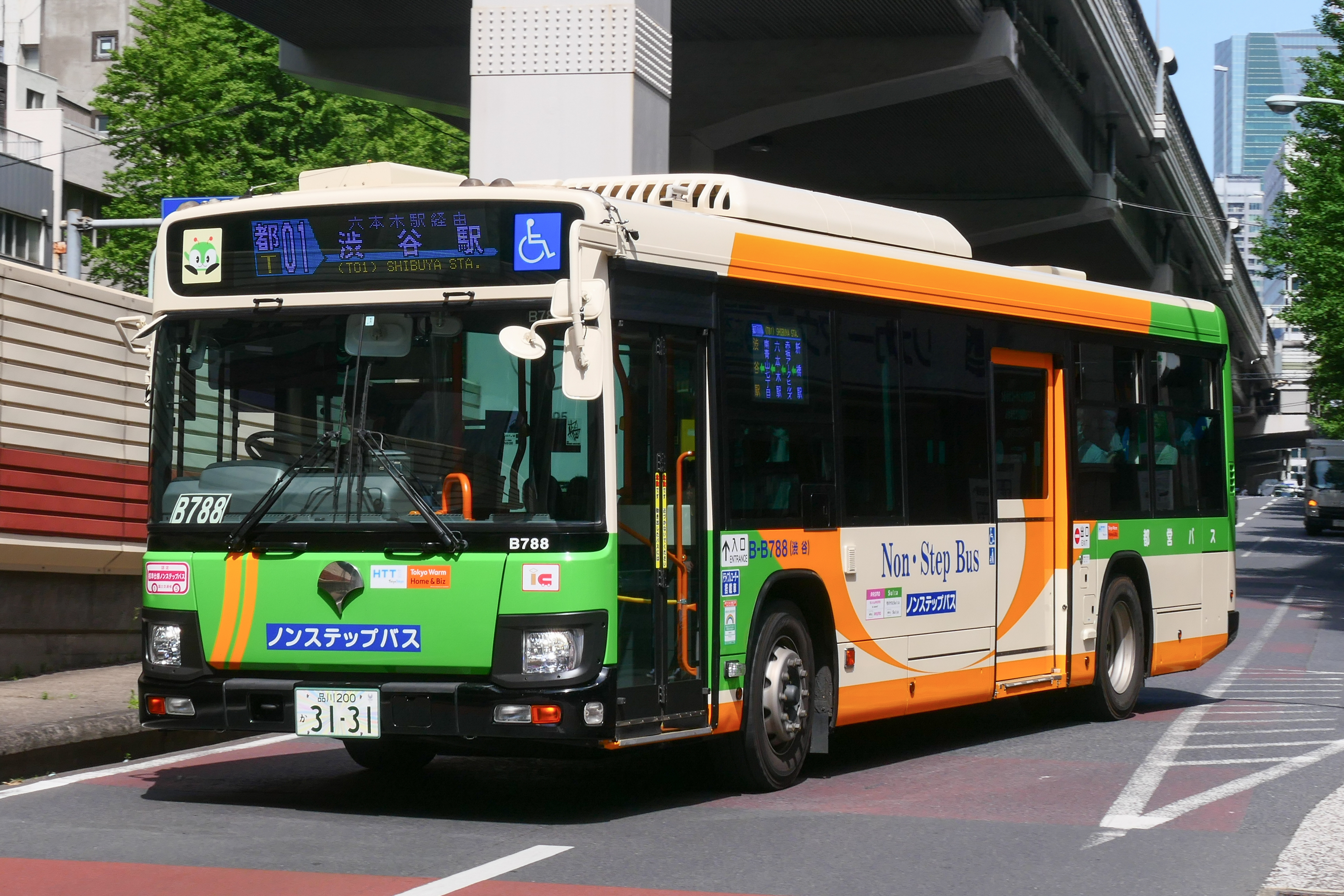
ノンステップバス専用カラー（6代目現行カラー）

その他、車種によっては専用カラーが採用されている。
- 観光バスは専用カラーで、渋谷・南千住の両営業所に集約配置されている。
- 2016年度（B代）から導入されたトヨタ・SORAについては、白地に水色と黒色を配した燃料電池バス専用カラーとなっている。
- 2018年度から導入されたスカニア・ボルグレン製のフルフラットバスについては、東京都のイメージカラーである緑色を基調とした専用カラーとなっている。
- 2022年度（H代）に導入された運転訓練車の新車（H999）については、燃料電池バスのようなデザインとなっており、黒／緑の専用カラーとなっている。

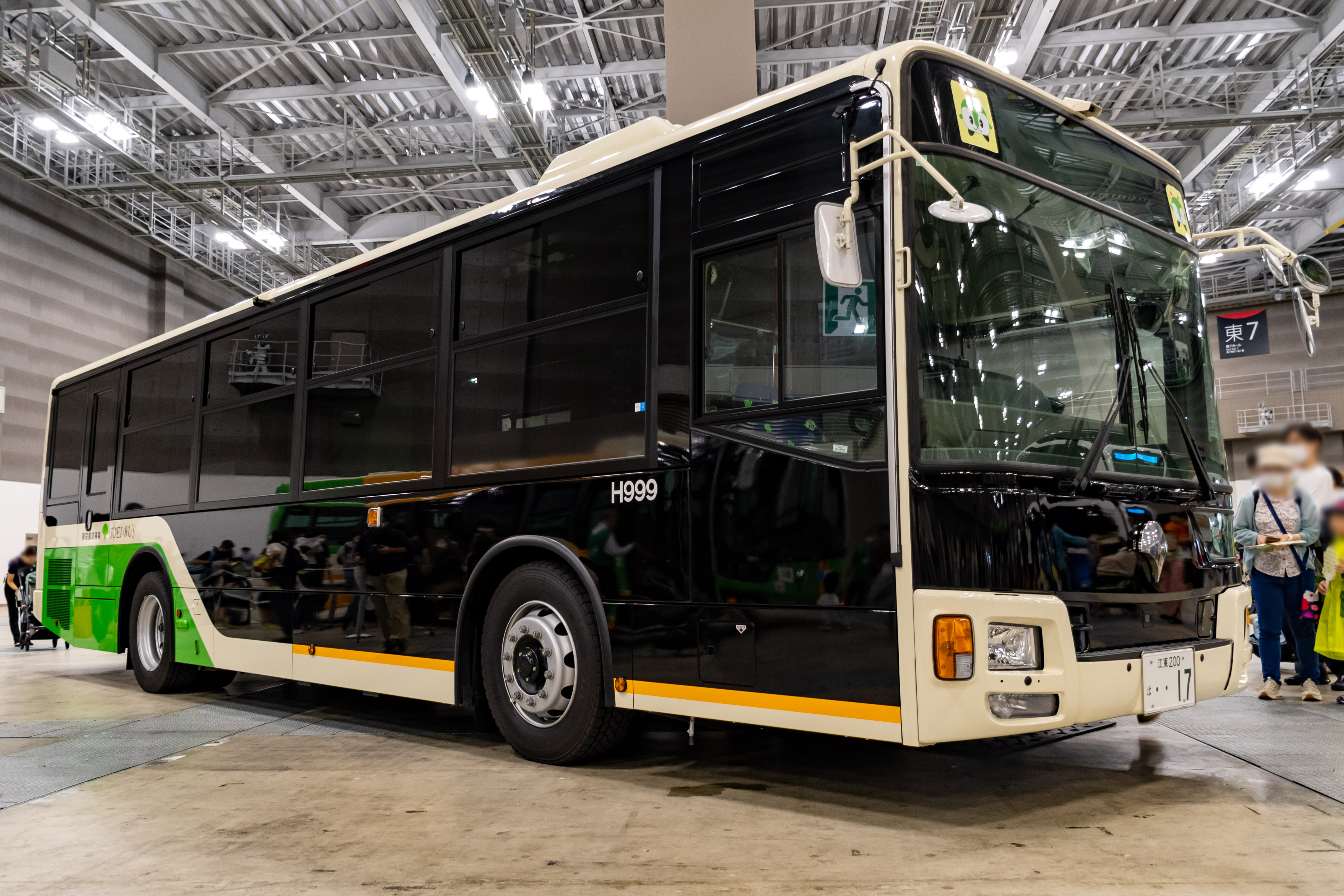
運転訓練車（H999）

#### ラッピングバス
2000年に当時の東京都の都知事であった石原慎太郎の発案でラッピングバスが登場した。
- 2018年7月24日 東京2020マスコットの「ミライトワ」「ソメイティ」を車両に描いた都営バス（ラッピングバス）の運行開始
- 2023年8月 燃料電池バスの企業ラッピングを解禁

### 低公害車
都営バスはかなり早い時期から低公害車の導入に積極的で、最初に投入された低公害車は1972年11月から1978年3月まで試験走行した「電気バス」である。いわゆる「自家発電」をしながらバッテリーも併用して走行するディーゼル・エレクトリックとシリーズハイブリッドの中間型だったが、試験終了後に他の低公害車が投入されることはなかった。

#### ハイブリッドバス
1991年、日野自動車製のハイブリッドバス「日野・ブルーリボンHIMR」が杉並へ試験導入された。これは大都市の公営バスを中心に配置された、ブルーリボンHIMRの導入第1号車のうちのひとつであった。
1992年以降は日野自動車以外にも、いすゞ自動車「CHASSE」や三菱ふそう「MBECS」、日産ディーゼル「ERIP」といった蓄圧式ハイブリッドバスなどを数多く導入した。日野車以外は1993年から1997年にかけて導入された。
日野車は1998年（E代）で一時中断した後、2007年（R代）のブルーリボンシティハイブリッドで導入を再開した。

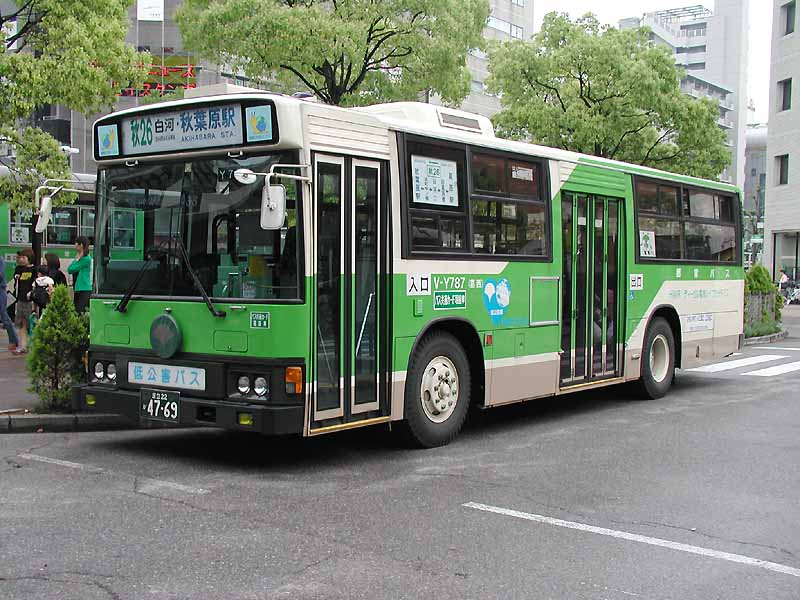
日野・ブルーリボン「HIMR」
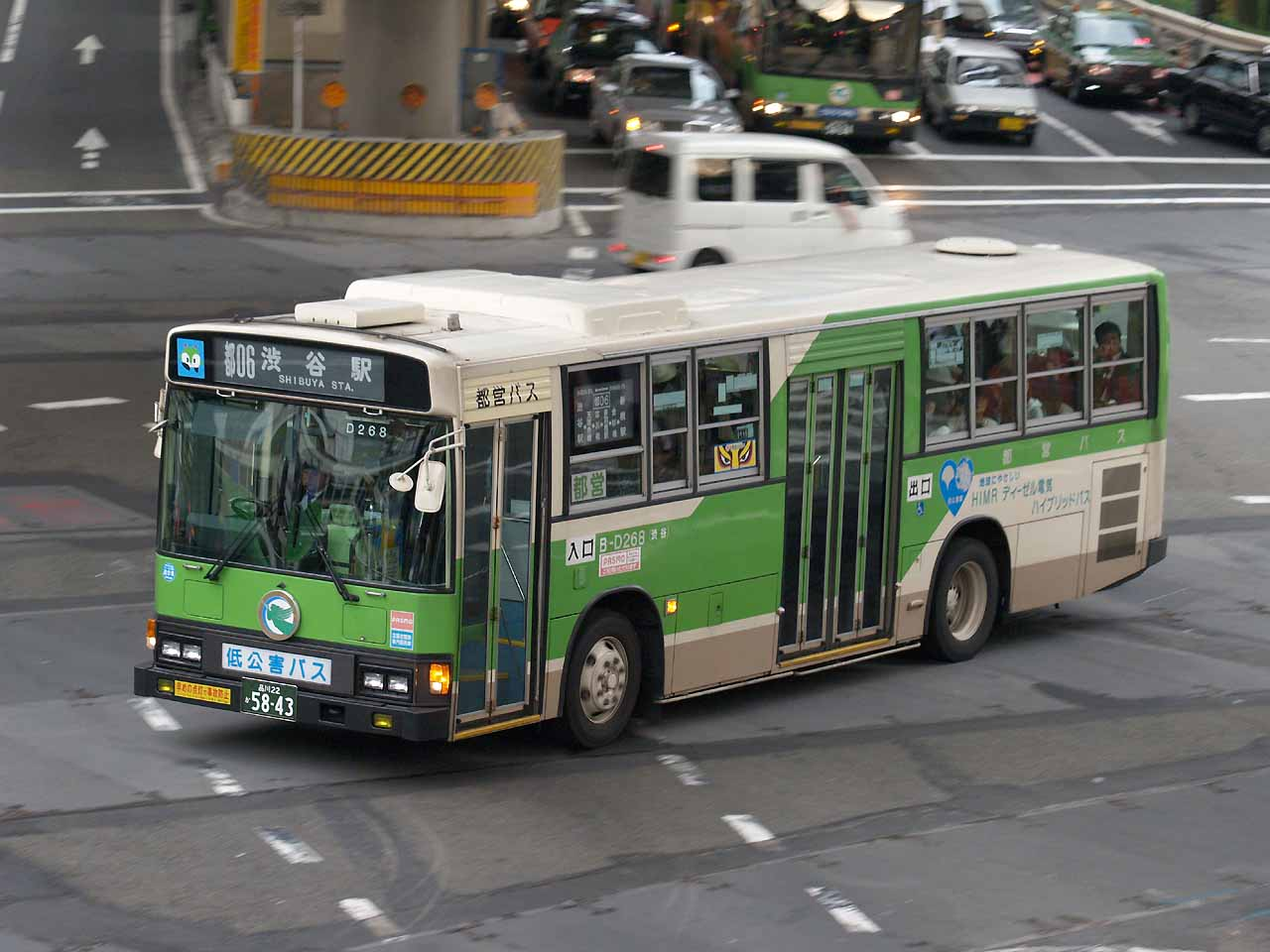
日野・ブルーリボン「HIMR」
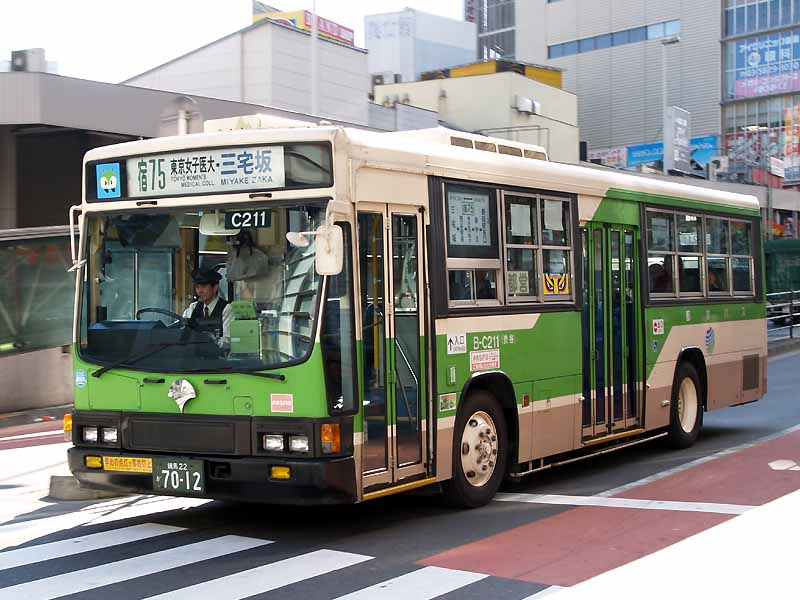
いすゞ・キュービック「CHASSE」
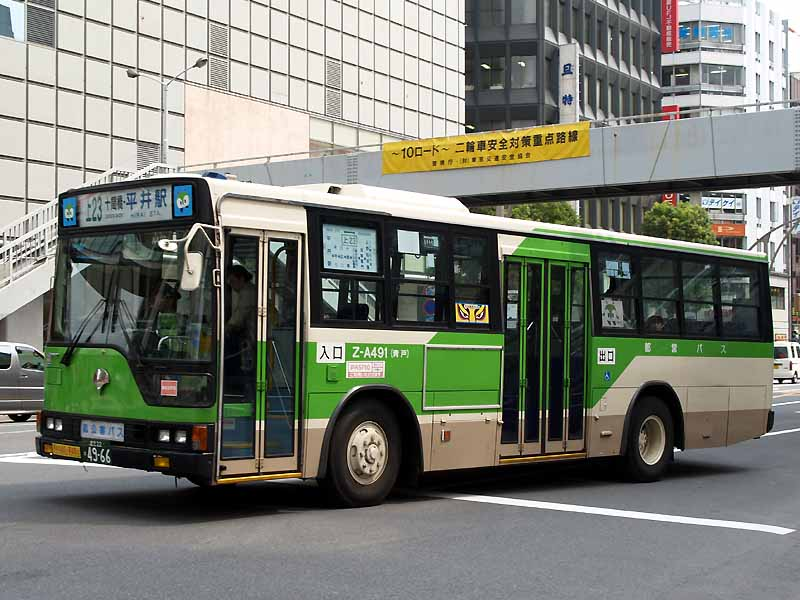
三菱ふそう・エアロスター「MBECS」
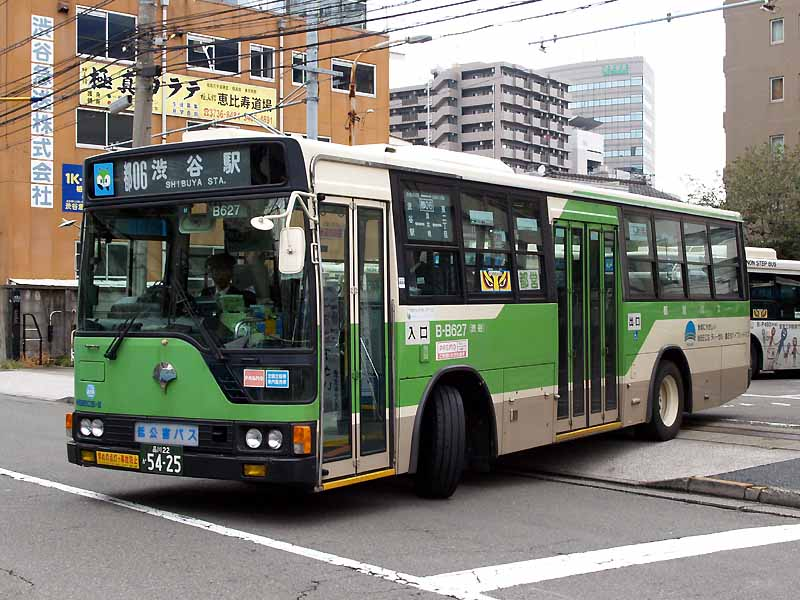
三菱ふそう・エアロスター「MBECS-II」
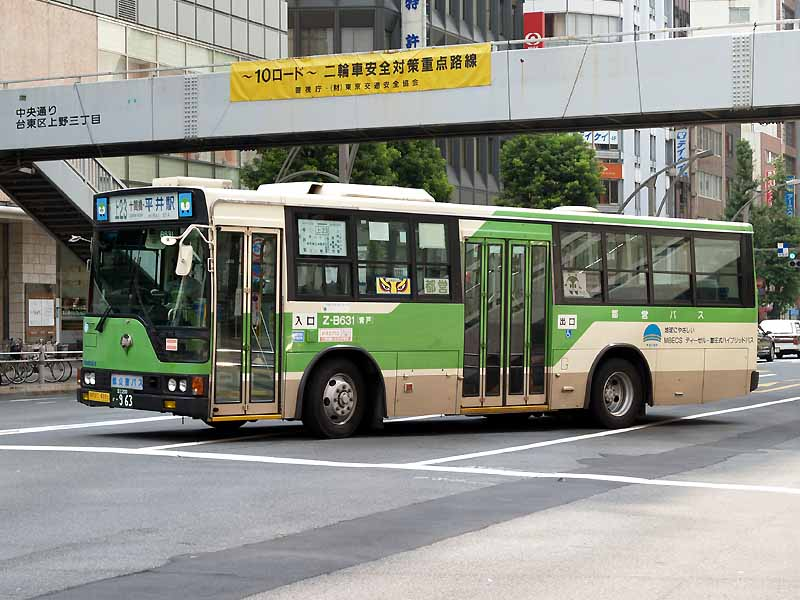
三菱ふそう・エアロスター「MBECS-II」
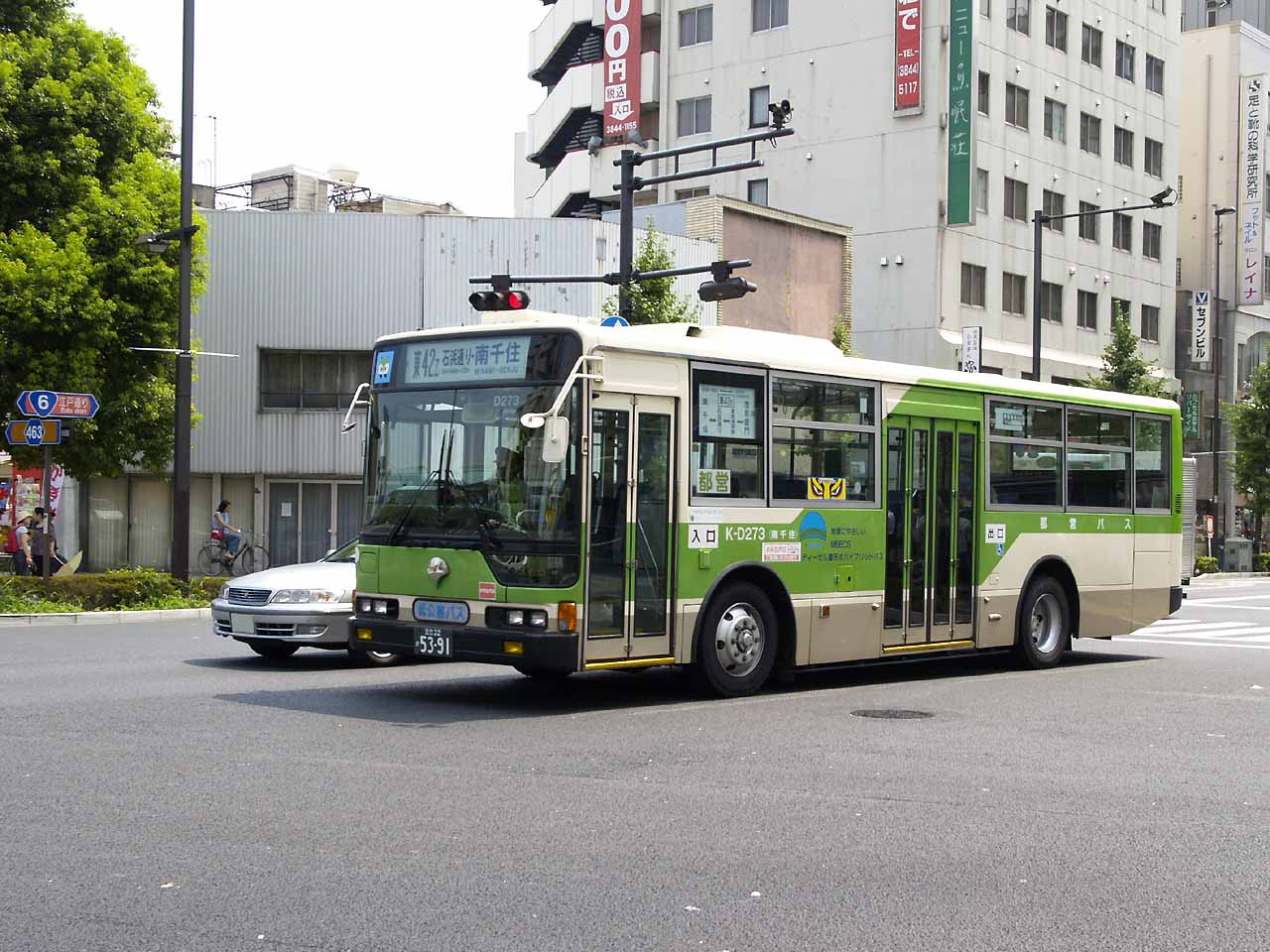
三菱ふそう・エアロスター「MBECS-III」
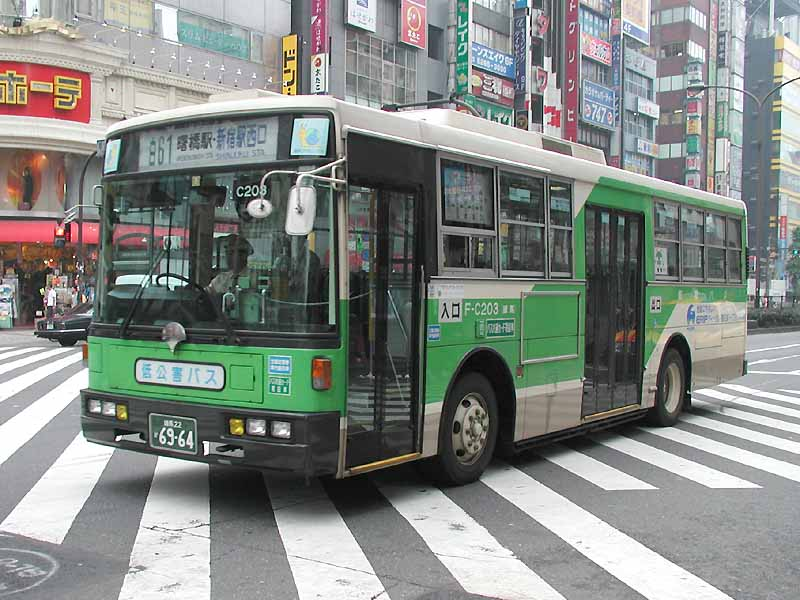
日産ディーゼル・UA「ERIP」
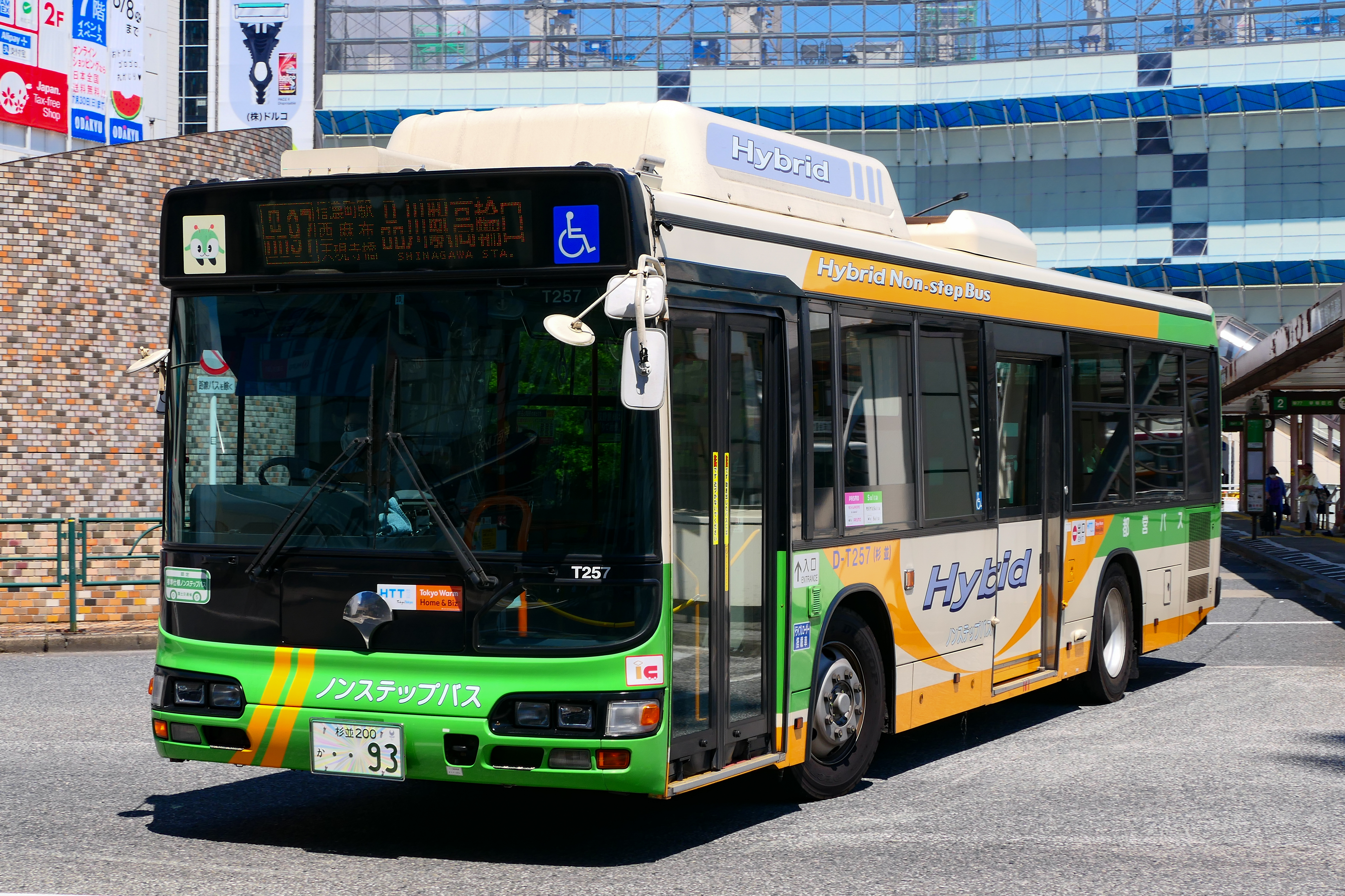
日野・ブルーリボンシティハイブリッド
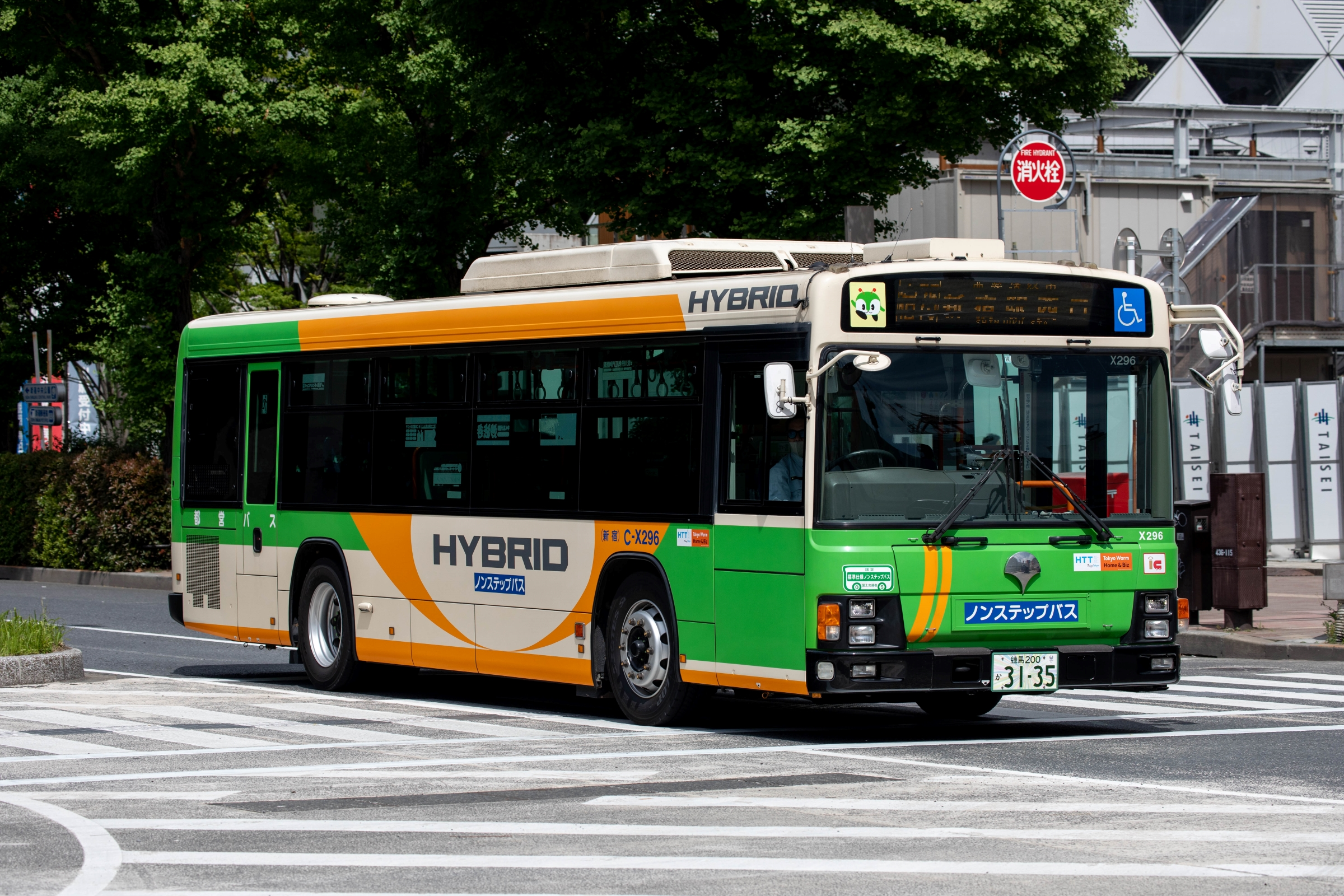
いすゞ・エルガハイブリッド

#### CNG・LPGバスなど
CNGバスは、1994年に日産ディーゼル・UA、いすゞ・キュービックを南千住と深川に初導入し、1995年に臨海、1996年度に北に増備した。後年にはノンステップバスとして深川・北、そして新宿にした。転属により小滝橋にも在籍した。CNGバスは前記2メーカーに加え、1998年度から1999年度にかけて三菱ふそうと日野が加わった。
燃料充填は深川・臨海・北はそれぞれの車庫に設置された天然ガス充填設備で、新宿と小滝橋の所属車は東京都庁に設置された天然ガススタンドで実施されていた。当初南千住に配置された日産ディーゼル製CNGバスは東京ガス千住充填所で燃料を充填していたが、同充填所が休業となる日曜・祝日に運行できないなどの制約があることから、ごく短期間で充填設備のある深川に転属している。これらCNG車は末期には臨海に集約されていたが、2018年2月をもって全廃となった。
その他、低年式車（旧型車）の低公害化対策として、燃料をLPG併用に改造した車両も存在し、4車種5台が品川（日野）・小滝橋（いすゞ）・練馬（日デ）・青戸（三菱ふそう）に配置されていた。
2000年には、港南でS-50相当の低硫黄軽油が導入され、あわせて連続再生式DPFの実証実験が行われた。

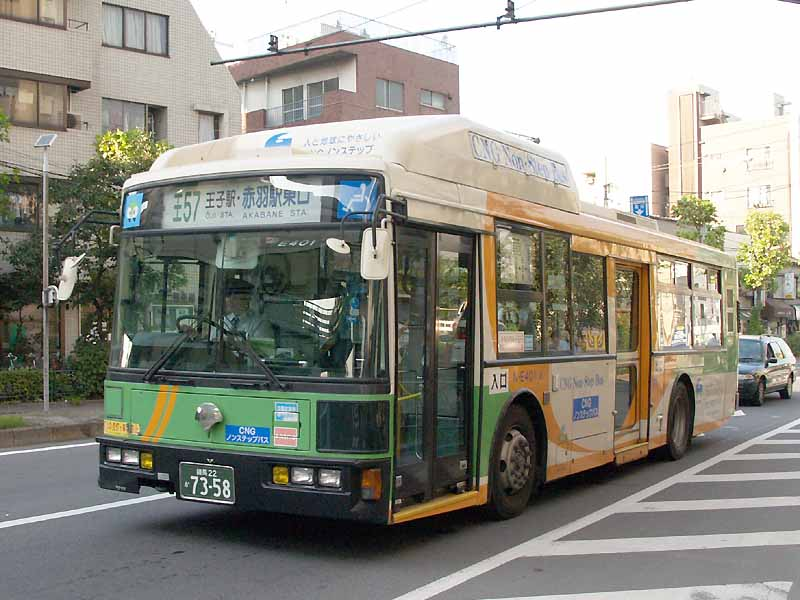
日産ディーゼル・UA CNG車 富士重工製7Eボディ
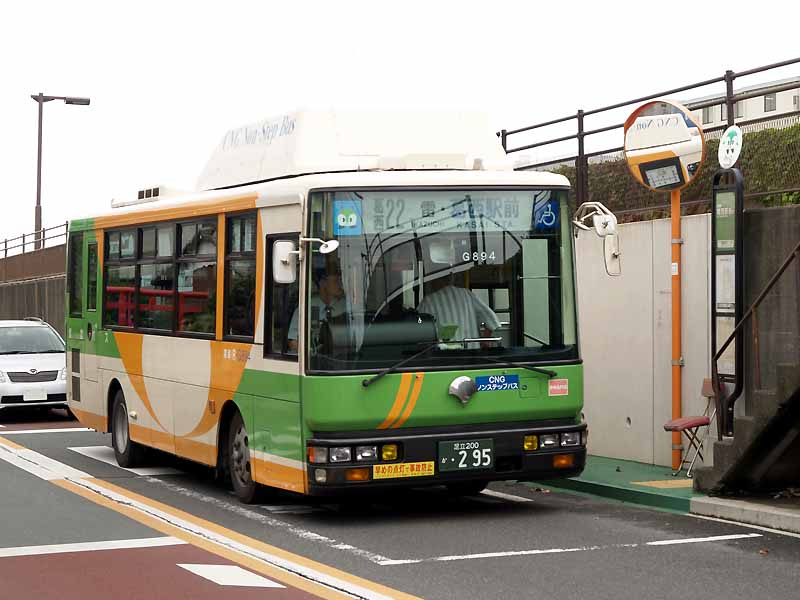
日産ディーゼル・RM CNG車 西日本車体工業製 日デオリジナルボディ
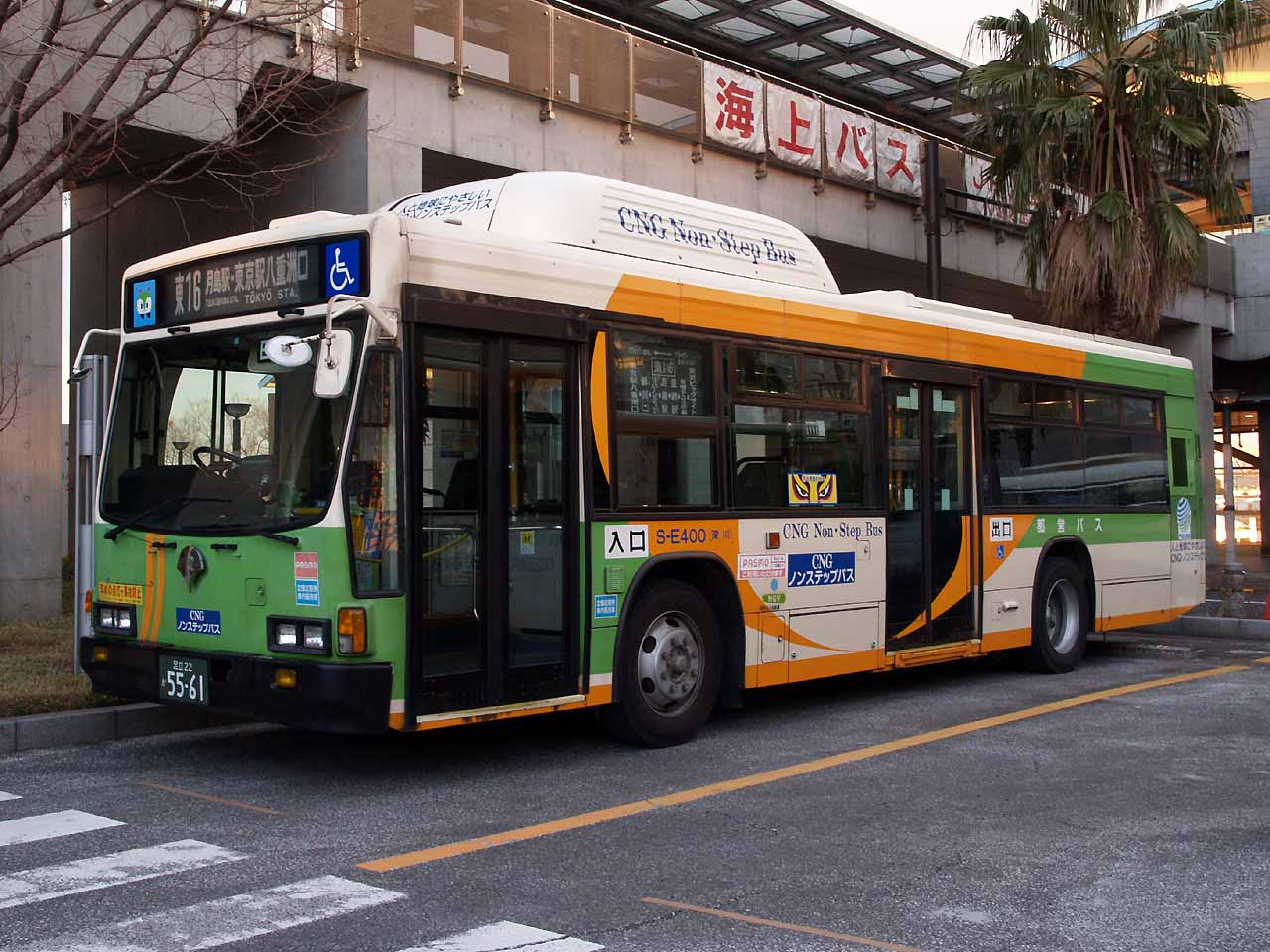
いすゞ・キュービック CNG車
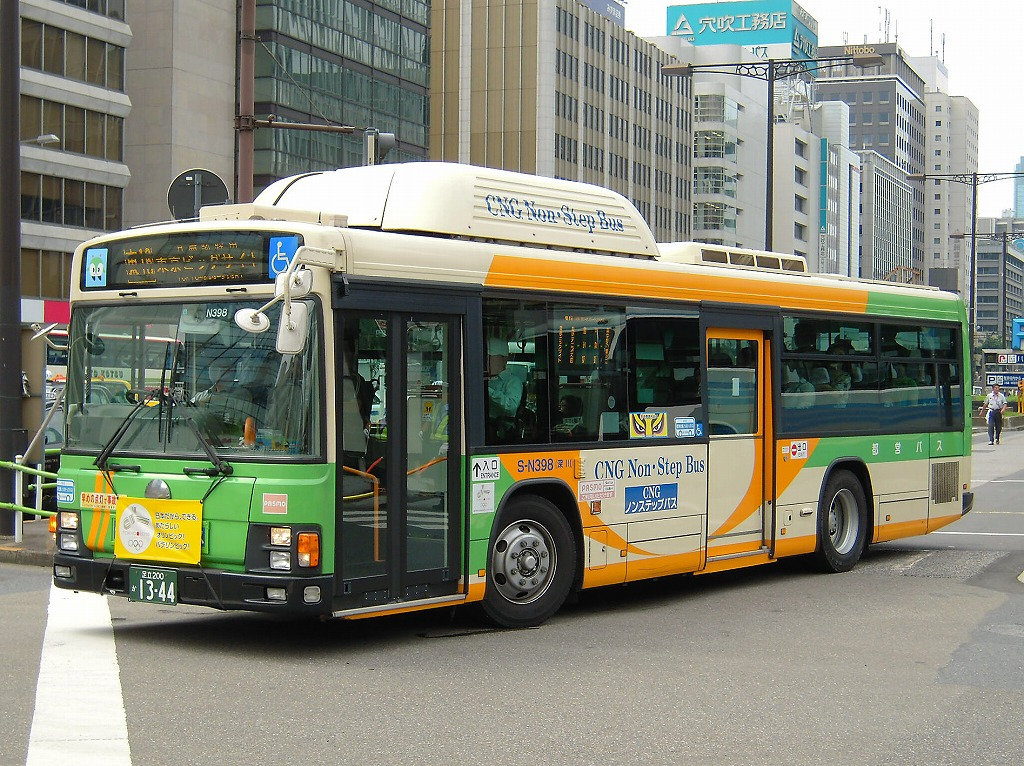
いすゞ・エルガ CNG車
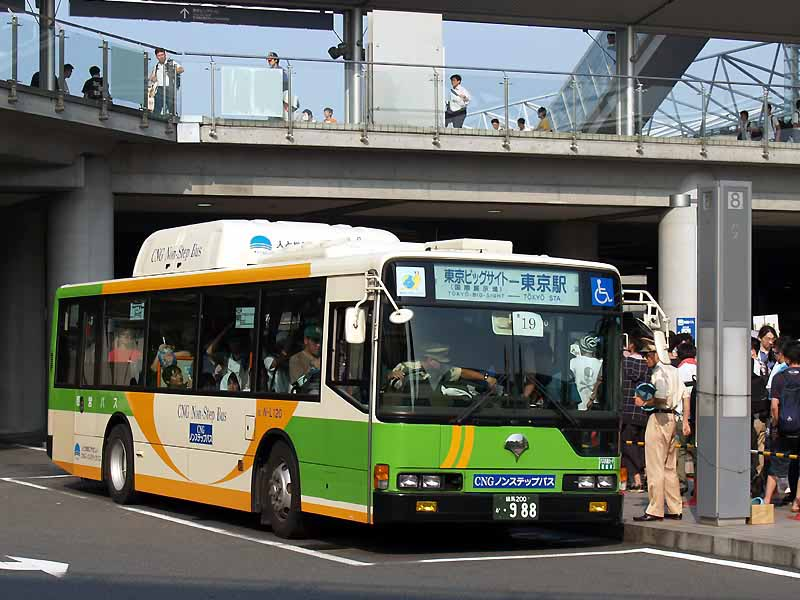
三菱ふそう・エアロスター CNG車
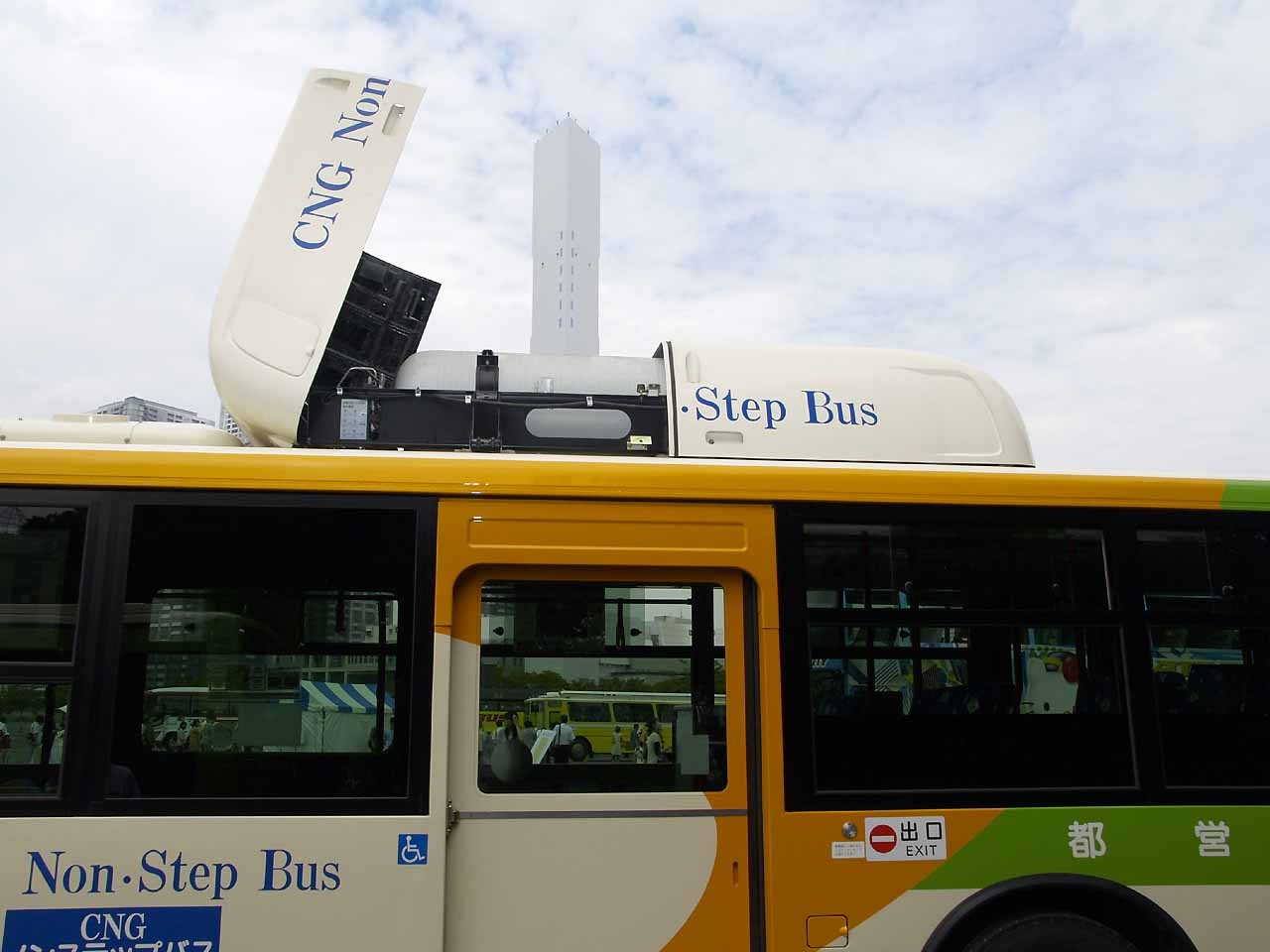
CNG車のガスボンベ収納部（エアロスター）
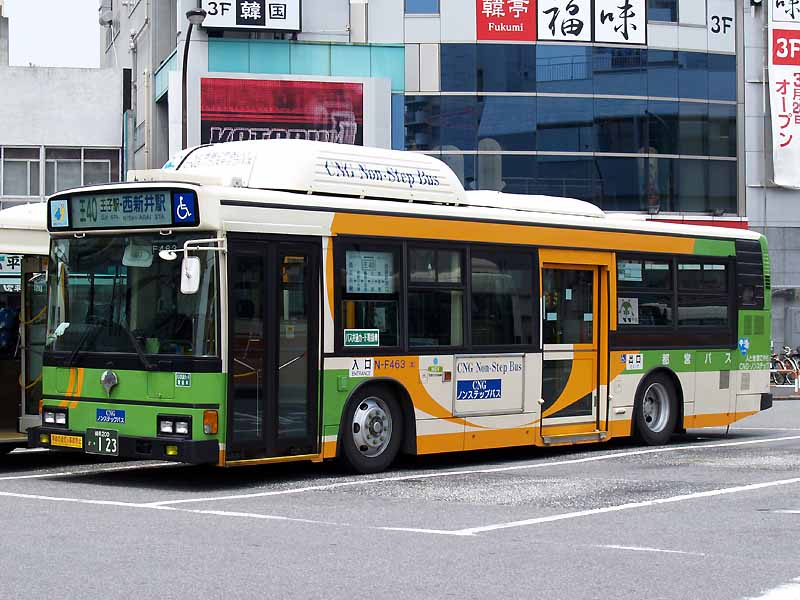
日野・ブルーリボン CNG改造車

#### 燃料電池バス
2003年には、水素燃料を使用する燃料電池バスのFCHV-BUSを深川に配置し、海01・東16の両系統で試験運行を行った。
東京都交通局が2016年2月12日に発表した「東京都交通局経営計画2016」の中で、「2021年度に燃料電池車の台数を80台とする」計画について言及。同年度はその計画の初年度として、トヨタ自動車が2017年初頭に発売した「トヨタ・TFCB」を2台導入し、3月21日より都05-2（旧：都05丙）系統（東京駅丸の内南口 - 東京ビッグサイト）で運行開始した。
2021年度には、三菱UFJフィナンシャル・グループの5社から企業版ふるさと納税等を活用した寄付で、MUFGデザインのトヨタ・SORAを1台導入した。2022年2月17日から運用が開始され、都05-2系統のみの運用とされている。
また、これにより東京都交通局は日本最大の燃料電池バス運行事業者となった。

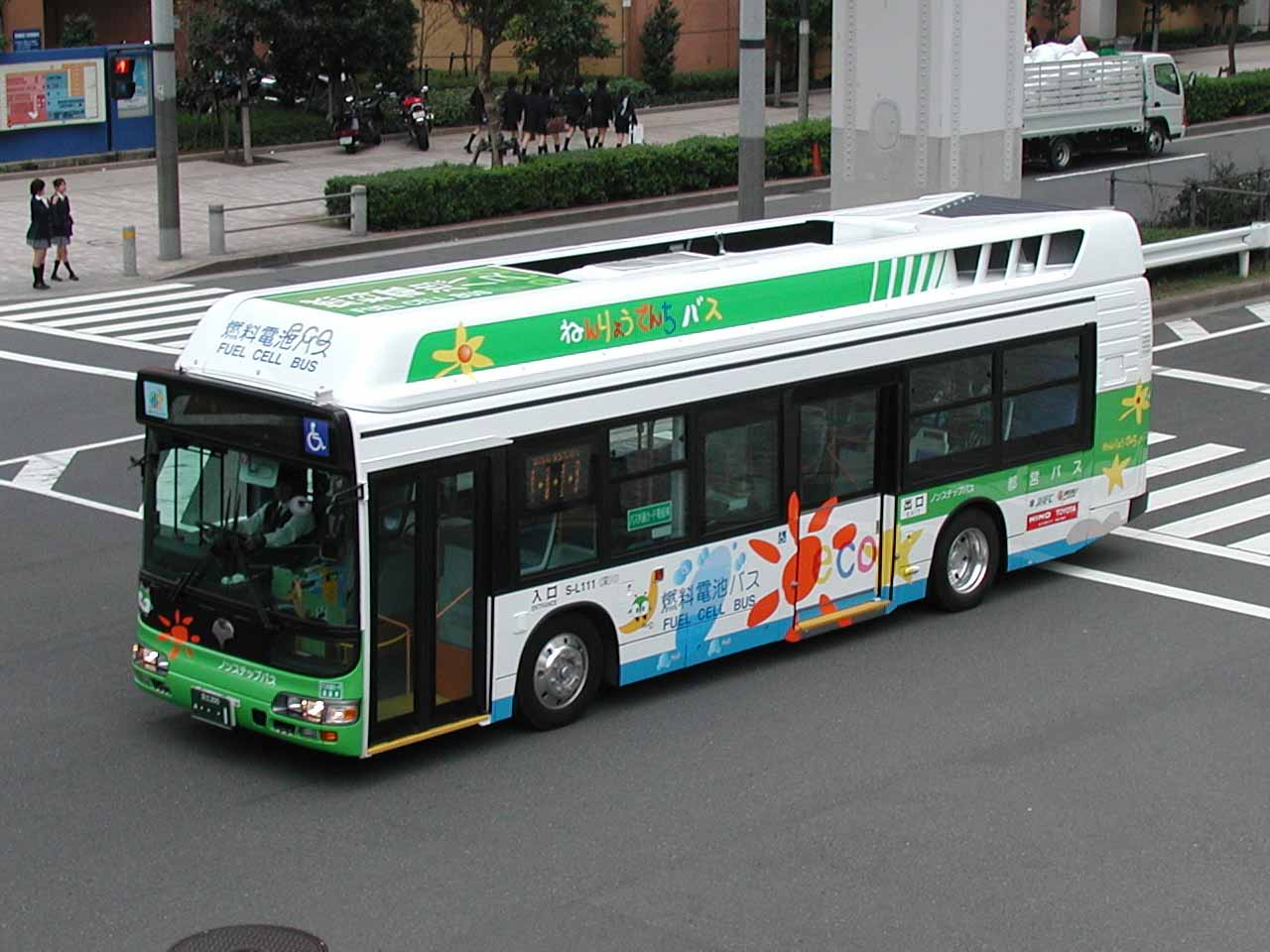
2003年に試験運行した燃料電池バス
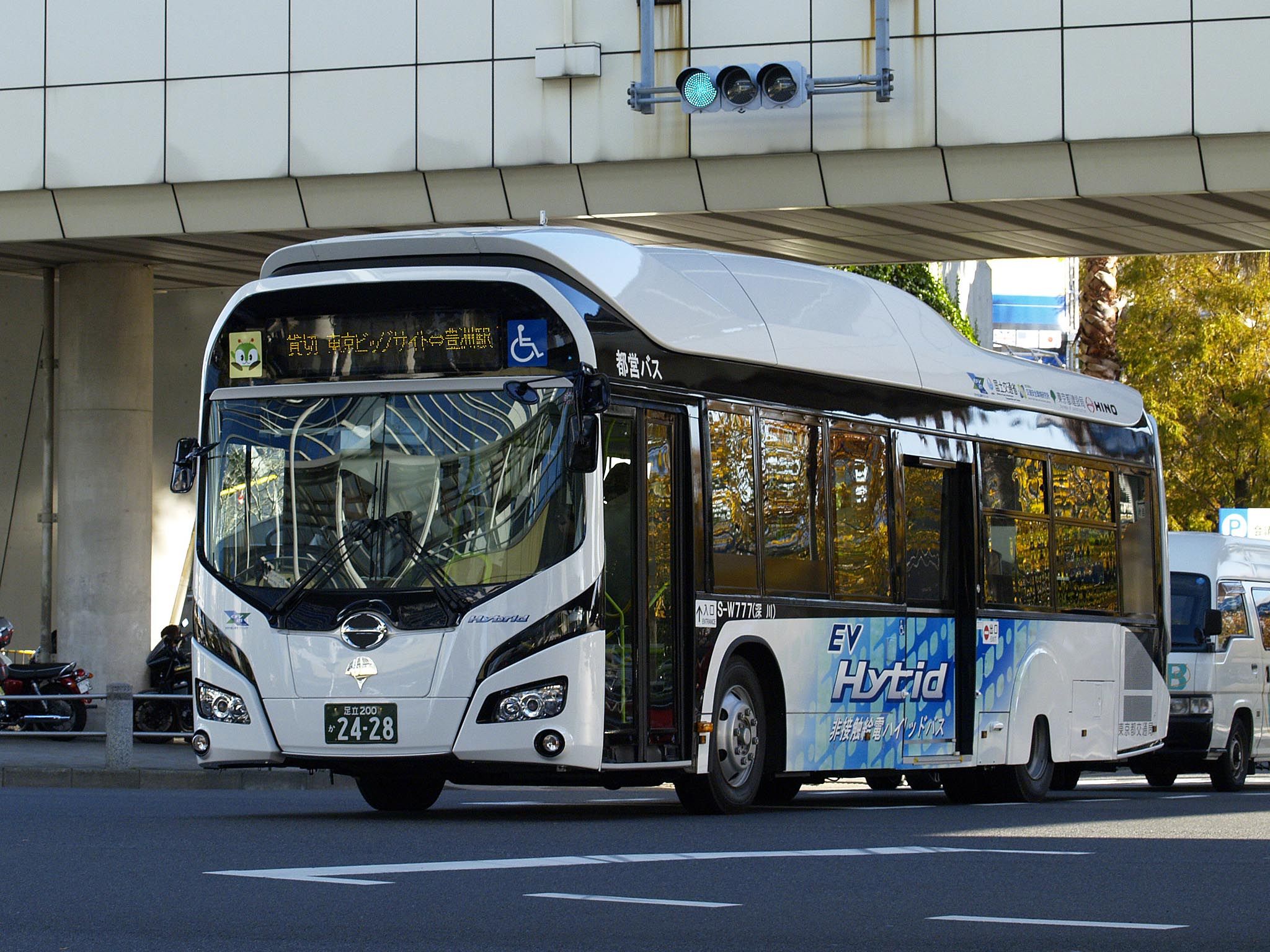
IPT（非接触給電）ハイブリッドバス実証運行 車両改造は東急テクノシステム
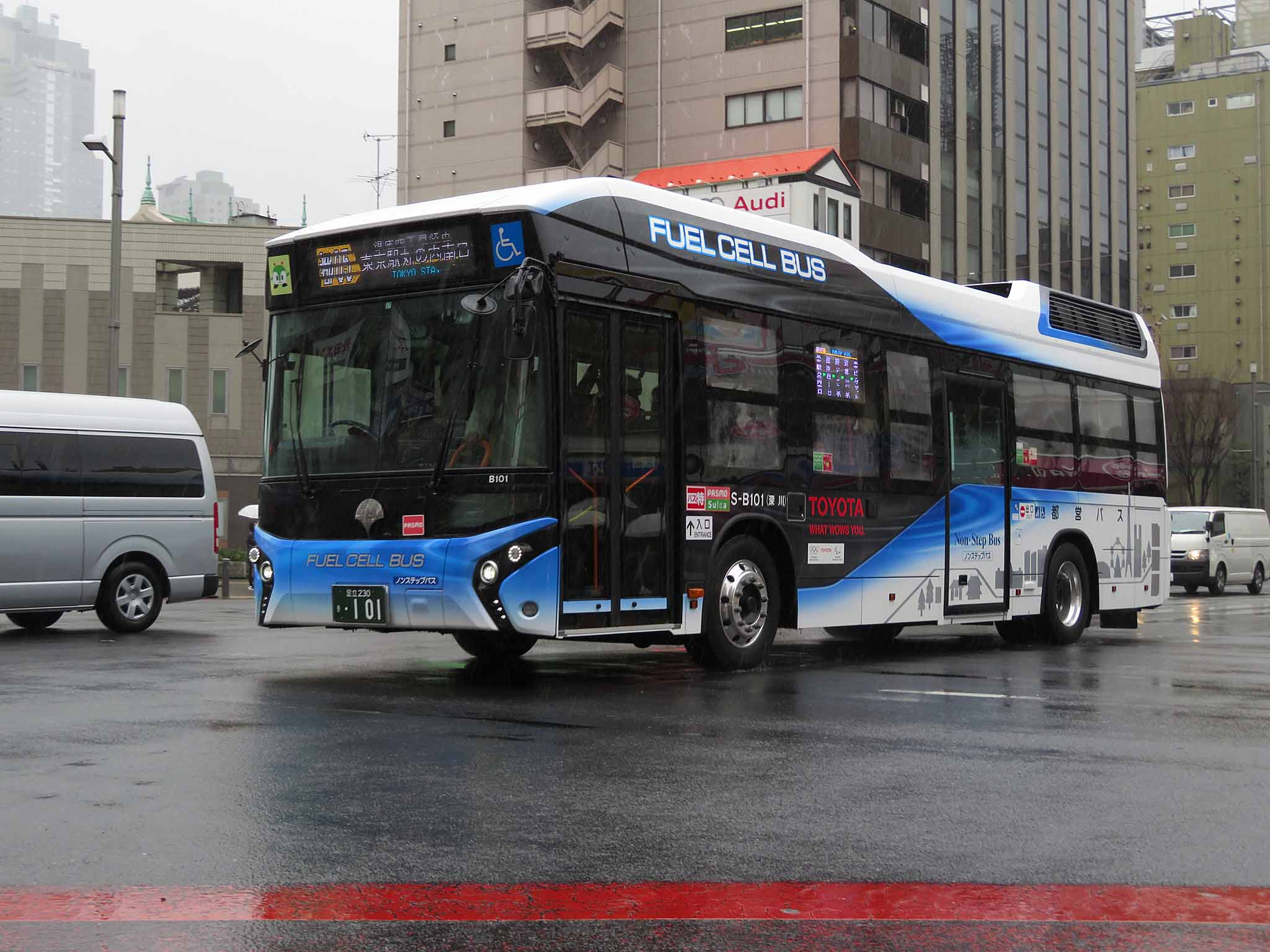
2017年から運行開始した燃料電池バス
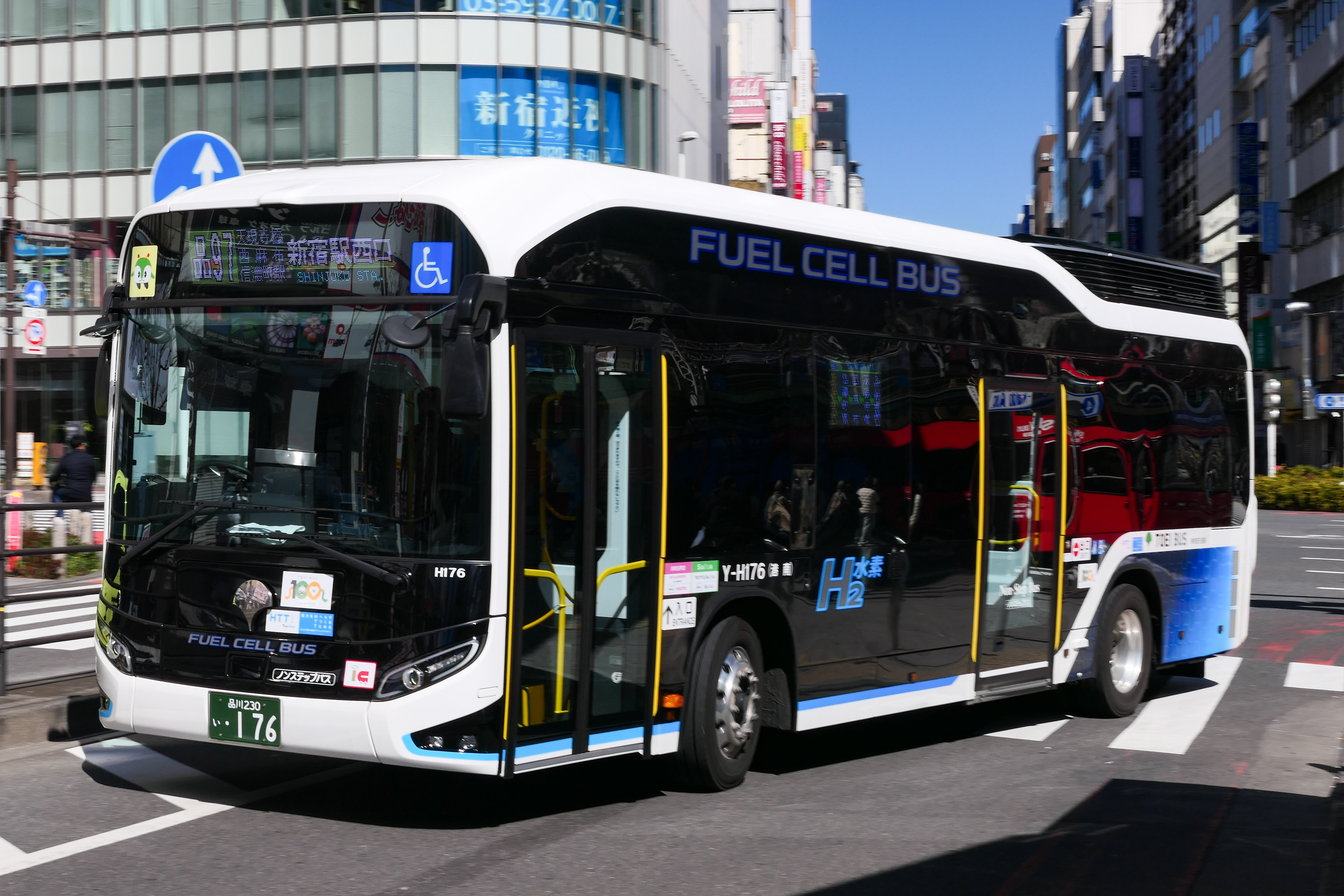
トヨタ・SORA

#### EVバス
2025年にEVバス（いすゞエルガEV）2両を導入し、北営業所に配置した。同年6月10日から営業運行を開始した。

EVバスの外観は、江戸紫色に大きなプラグを描いた特別なデザインとした。

いすゞエルガEVの採用により、車内は、後方まで段差がないフルフラットフロアが特徴だが、既存の他車種に比べて座席数が少なく立席空間も狭くなったため、混雑路線での運行に難がある。

EVバスの導入は東京都の「2050東京戦略」のゼロエミッション「ゼロエミッションモビリティの普及拡大」および「都庁の率先行動」と東京電力と締結した「EVバス導入に向けたモデル構築に係る連携協定」（2023年9月21日締結）に基づくものであり、後者ではEVバスの車両性能や効率的な充電方法等を検証し、大都市におけるEVバス導入モデルの構築を進めていく。
また、EVバスの導入に併せて、北営業所の庁舎壁面へ薄型太陽光発電パネル（最大10kW）を設置し、発電した電力をEVバスの充電の一部に活用している。

### 低床化

#### 都営独自の低床バスの試み
都営バスにおいては、公営バスということもあってバリアフリーの観点から、車両の低床化には平成初期から積極的に取り組んできた。
1990年度に最初の超低床バスとなる、中扉に車椅子用スロープを搭載した「都市型超低床バス」を8両導入、新宿営業所（現：新宿支所）をはじめ5営業所に配置した。
1991年度には前年度のスロープに代えて、中扉に車椅子用リフトを搭載した「リフト付超低床バス」を導入、1995年度まで納入が続いたが、2009年2月に全車除籍となっている。
1994年度からは、ツーステップバスの床面高さを従来の850mmから650mmに下げて低床化を図った「らくらくステップバス」を初めて巣鴨に配置。この車両はいすゞ・キュービックのリーフサス車であった。翌1995年度には品川に日野・ブルーリボン、江東に日産ディーゼル・UAの「らくらくステップバス」が配置され、エアサスのニーリング機構付きへ発展した。1996年度には4メーカーすべての「らくらくステップバス」が出揃い（中型車はリーフサス、ニーリング機構なし）、1998年まで継続投入された。
1996年度には、いすゞ・三菱・日デの「らくらくステップバス」にリフトを追加した「リフト付新低床バス」も試験的に導入されたが、1997年以降のノンステップバス本格導入開始により、この1年限りで終了している。

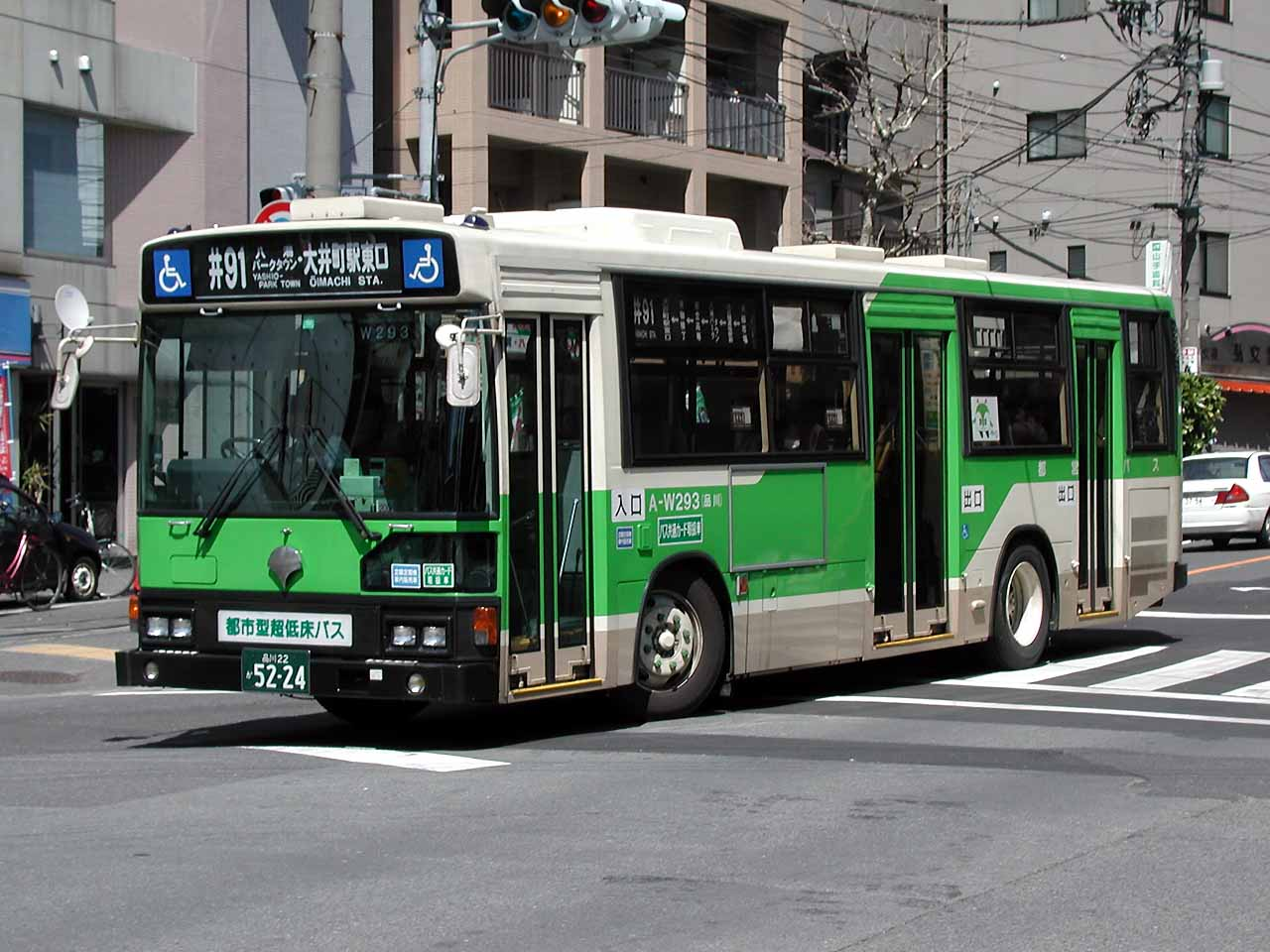
日野・ブルーリボン「都市型超低床バス」
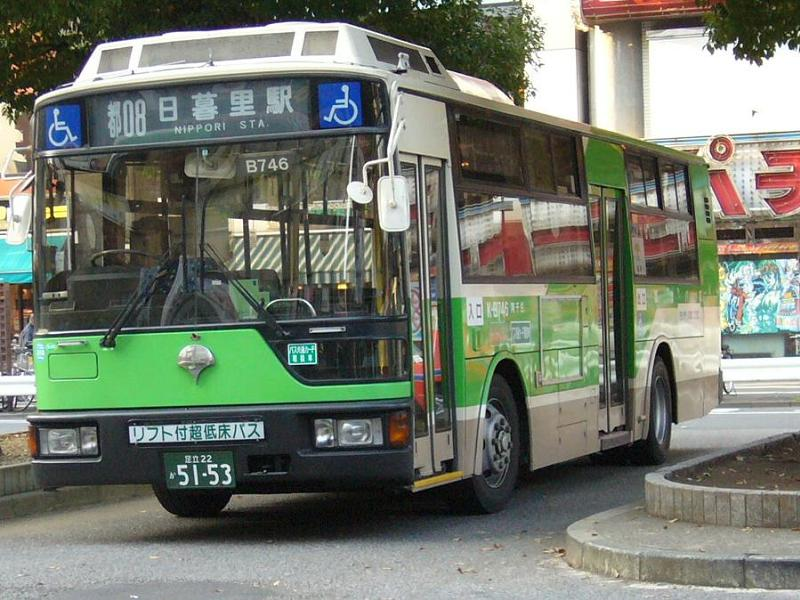
三菱ふそう・エアロスター「リフト付超低床バス」
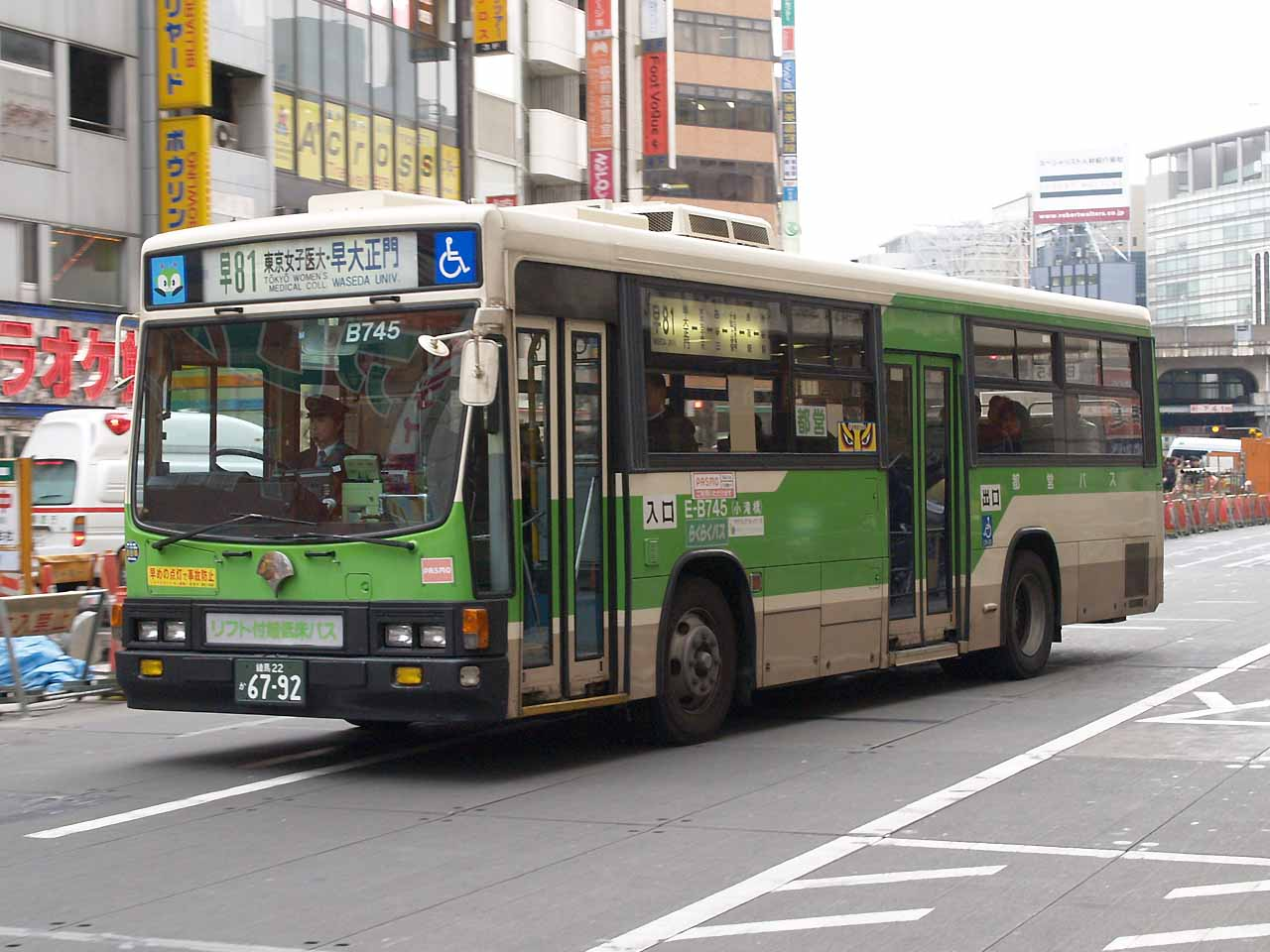
いすゞ・キュービック「リフト付新低床バス」

#### ノンステップバスの導入

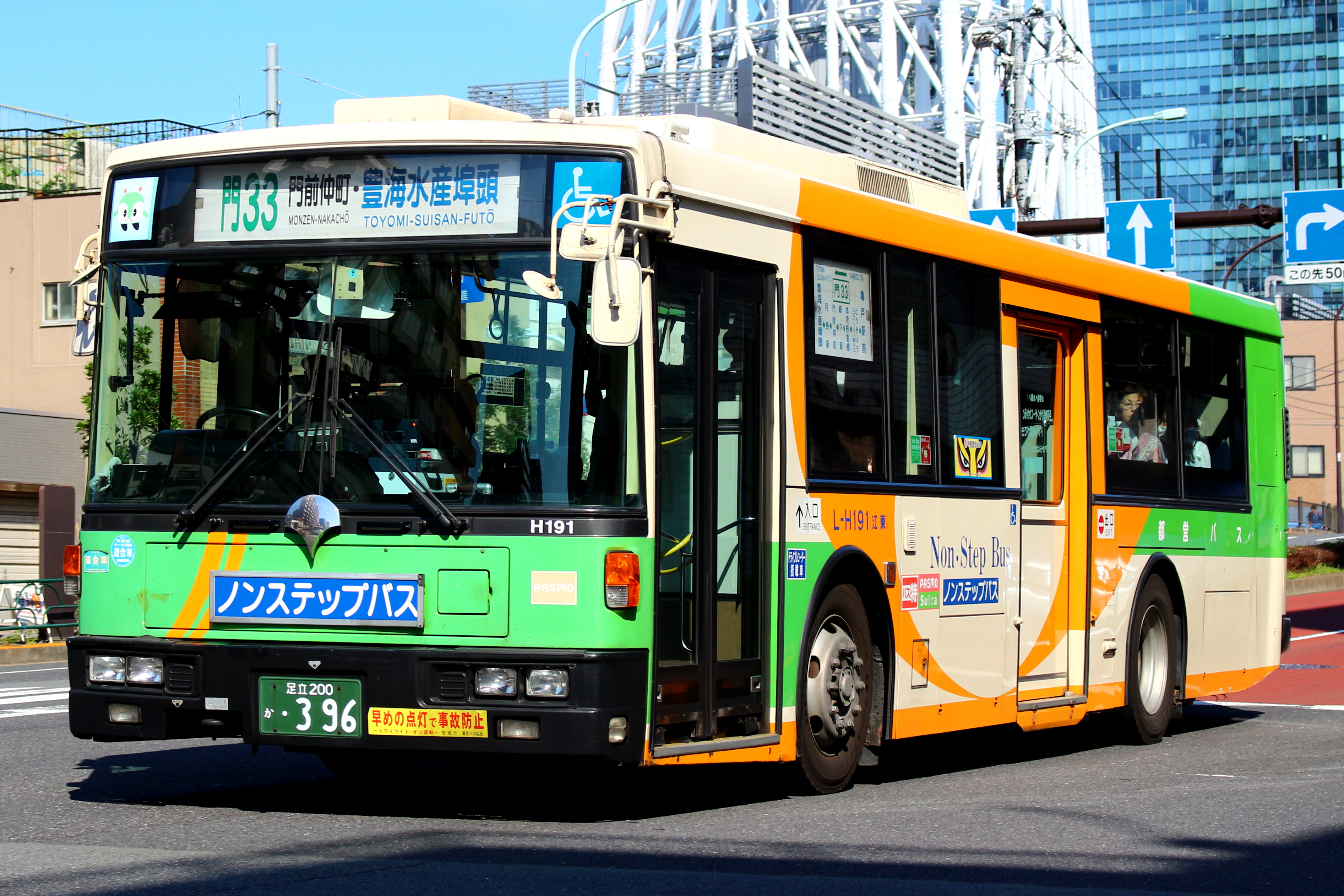
初期のノンステップバス（日産ディーゼル・UA）

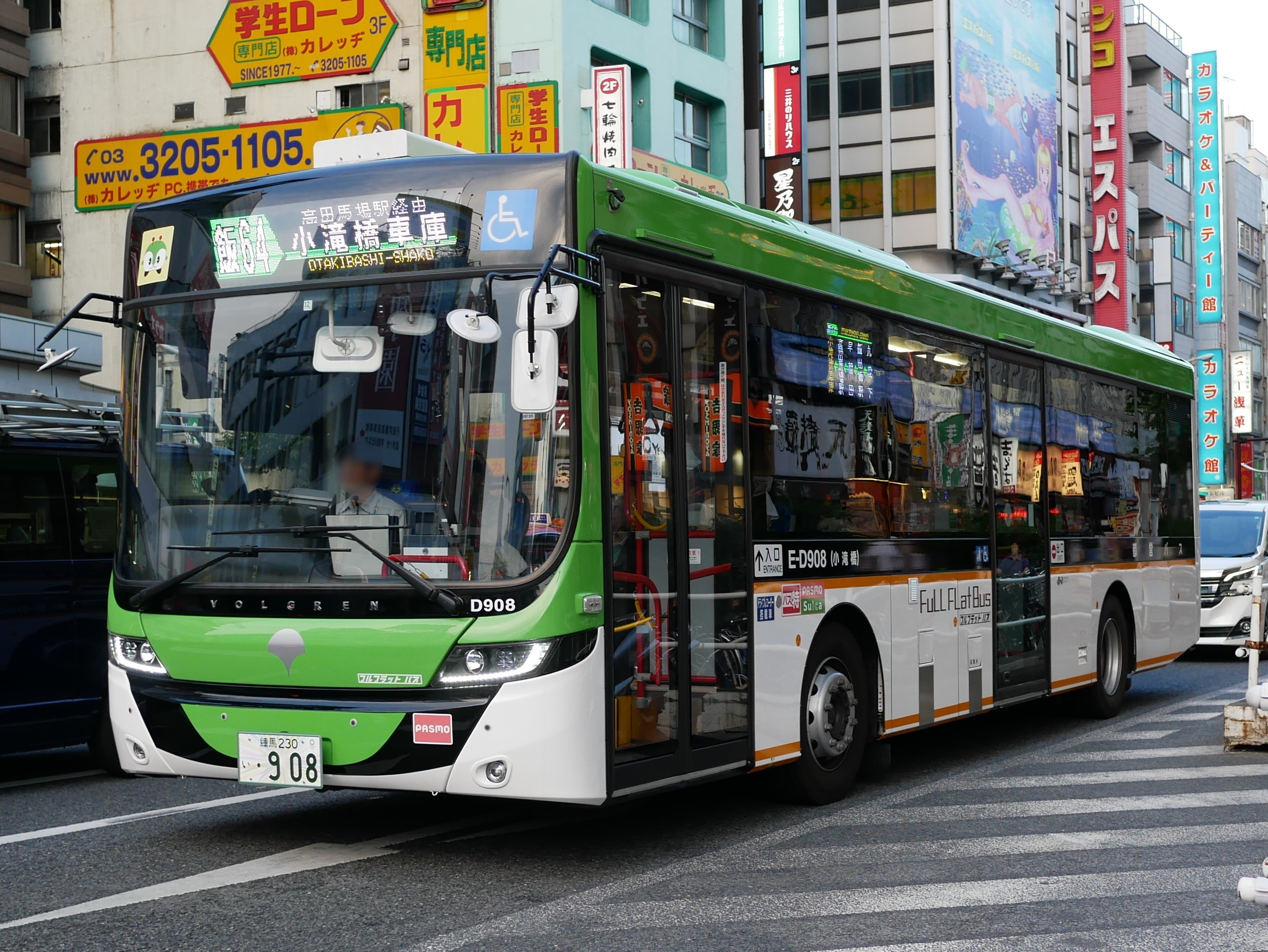
スカニア・ボルグレン製のフルフラットノンステップバス

ノンステップバスは、1997年3月に2台が導入され、翌1998年度に16台が増車された。
1997年に発売された三菱（KC-MP747K）・日デ（UA460KAM）の大型ノンステップバス2台が新宿に試験配属され、当時担当していた都庁循環線などで同年3月19日（1996年度末）から運用開始。前日には都庁前で「ノンステップバス披露式典」が開催された。1997年度以降はノンステップバスの本格導入が開始され、1999年度以降の一般路線バスの新車納入はすべてノンステップバスに統一された。これによりツーステップ車の新車納入は、1998年度（1998年12月～1999年1月投入）のいすゞ車、日デのCNGバス、日野・HIMRが最後となった。
2001年度から2003年度にかけては中型長尺ノンステップ車も導入しており、日野・レインボーHR、三菱ふそう・エアロミディMK、日産ディーゼル・JPが納入された。これは当初「らくらくステップバス」も合わせた形で車両計画を立てていたものの、障害者団体の反対を受けたため、急遽全車両をノンステップバスでの導入とすることとなった予算的な制約の面も大きかった。しかし中型長尺車では、乗車定員の減少による積み残しなども発生したため、中型車クラスで輸送できる路線が少なくなった影響もあり、2004年度以降は基本的に大型車の導入へ変更された。
中型長尺車は杉並・臨海・港南などのはとバス委託支所や、都営バスで初めて中型車（日野・レインボーRJ）を採用した青梅への転属が相次いだ。これ以降は中型車の導入は途絶えることになるが、例外的に青梅では2008年度に中型ノンステップ車のいすゞ・エルガミオが7台新製配置された。青梅のエルガミオは後に品川へ全車転出後、2016年に他のS代車に先駆けて全車除籍された。
2013年4月1日をもって、一般路線バス全車両のノンステップバス化が達成された。
2018年度には日本国内で初の営業運行となる、ボルグレン社が車体を架装したスカニア製のフルフラットノンステップバス（日本での型式は2DG-NB4X2BVJ）を導入。局番には900番台が割り振られた。同年12月25日に都02系統（グリーンライナー）で運行開始した。同年度中の翌年3月までに合計29台を、巣鴨・小滝橋・杉並・南千住の各営業所に配置している。なお、ぽると出版が刊行するバス専門誌『バスラマ・インターナショナル』はこの試みを高く評価し、東京都交通局に対し「第22回バスラマ賞」を贈呈した。

### コミュニティバス車両

#### 台東区「めぐりん」
2001年6月29日に浅草エリアで運行開始した台東区コミュニティバス「めぐりん」（路線としては現在の「北めぐりん」）は、運行当初は都営バス南千住営業所が運行受託していた。「めぐりん」専用車両として、日野・レインボーHR（7m車、KK-HR1JEEE）のレトロバスを3台導入した（K-G020〜022号車）。2004年4月24日からはルート増設に伴い受託事業者が日立自動車交通に変更され、都営バスの専用車両も同社へ移籍した（その後除籍）。
日立自動車交通で導入された専用車両も、都営バスの車両と同様のレトロ調デザインを引き継いでいる。

#### 江東区「しおかぜ」
江東区コミュニティバス「しおかぜ」では、2005年11月1日の本格運行開始に伴い、専用車両として日野・リエッセのCNG車を1台購入した（局番：S-N050、2005年式、PB-RX6JFAA改）。中扉に車椅子用リフトを装備したステップリフトバスである。この車両は、都営バスの路線バス車両として新製配置された最後のツーステップバスとなった。また都営バスに導入された唯一のリエッセでもある。CNG改造はフラットフィールドが手掛けた。車体デザインは海の波を描いた日本画風のものとなっていた。
「しおかぜ」専用車両は江東区が購入・所有し、実際の運行は東京都交通局に委託する形を取っている。
初代専用車両のS-N050号車は、2016年8月5日の交通事故により全損し自走不能となった ため、同年11月に除籍された。
2018年10月に2代目「しおかぜ」専用車両として、いすゞ・エルガミオ（局番：S-D513、2018年式、2KG-LR290J3）が納車された。都営バスでは初となる2代目エルガミオの導入で、2018年時点では唯一の中型車である。デザインは初代のリエッセとは異なり、江東区の観光キャラクター「コトミちゃん」 のイラストが描かれている。

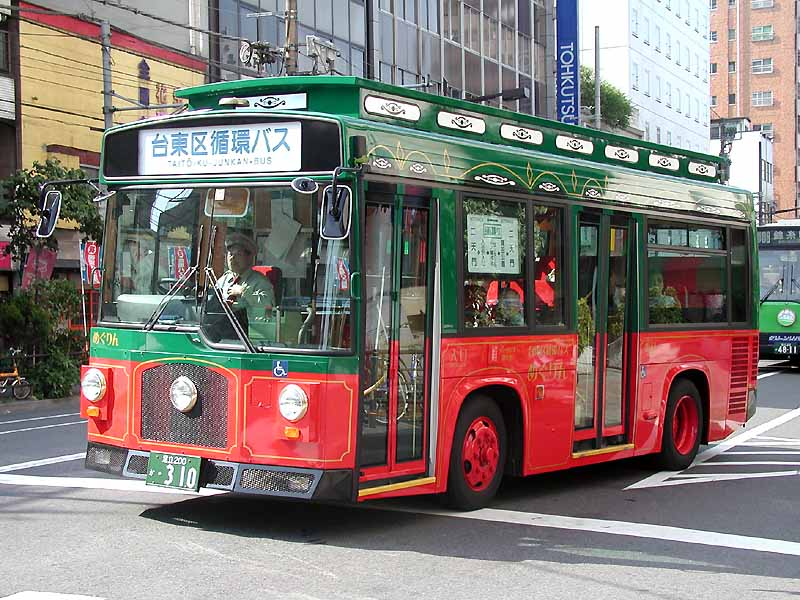
台東区「めぐりん」都営バス時代の車両 (K-G022) 日立自動車交通へ移籍
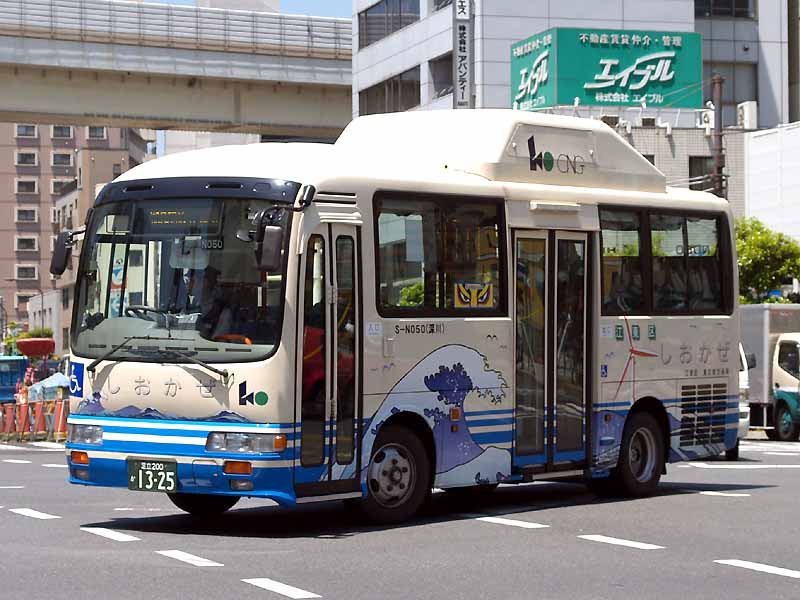
江東区「しおかぜ」初代専用車 (S-N050) 日野・リエッセ CNG車（除籍済）
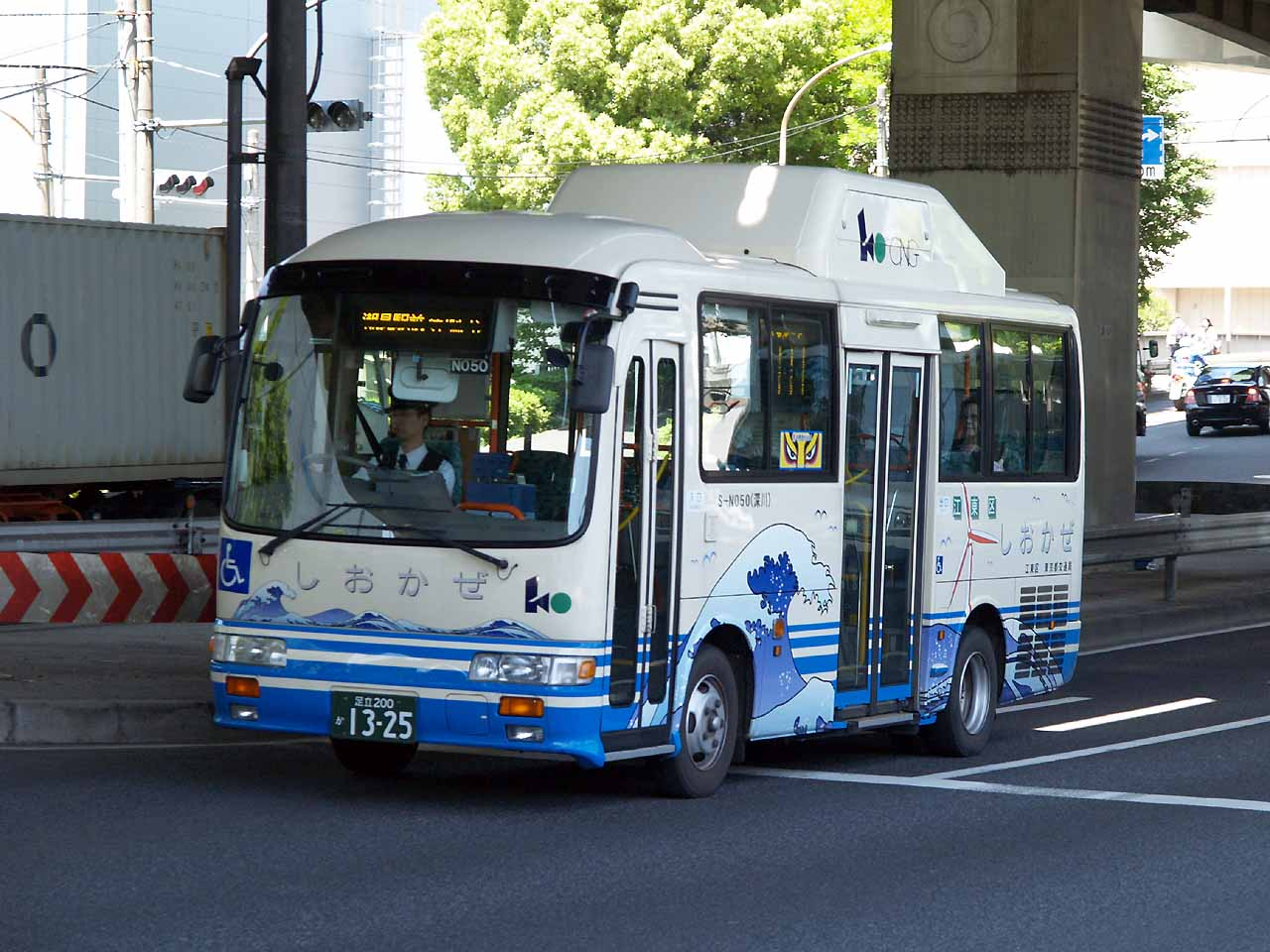
江東区「しおかぜ」初代専用車 (S-N050)
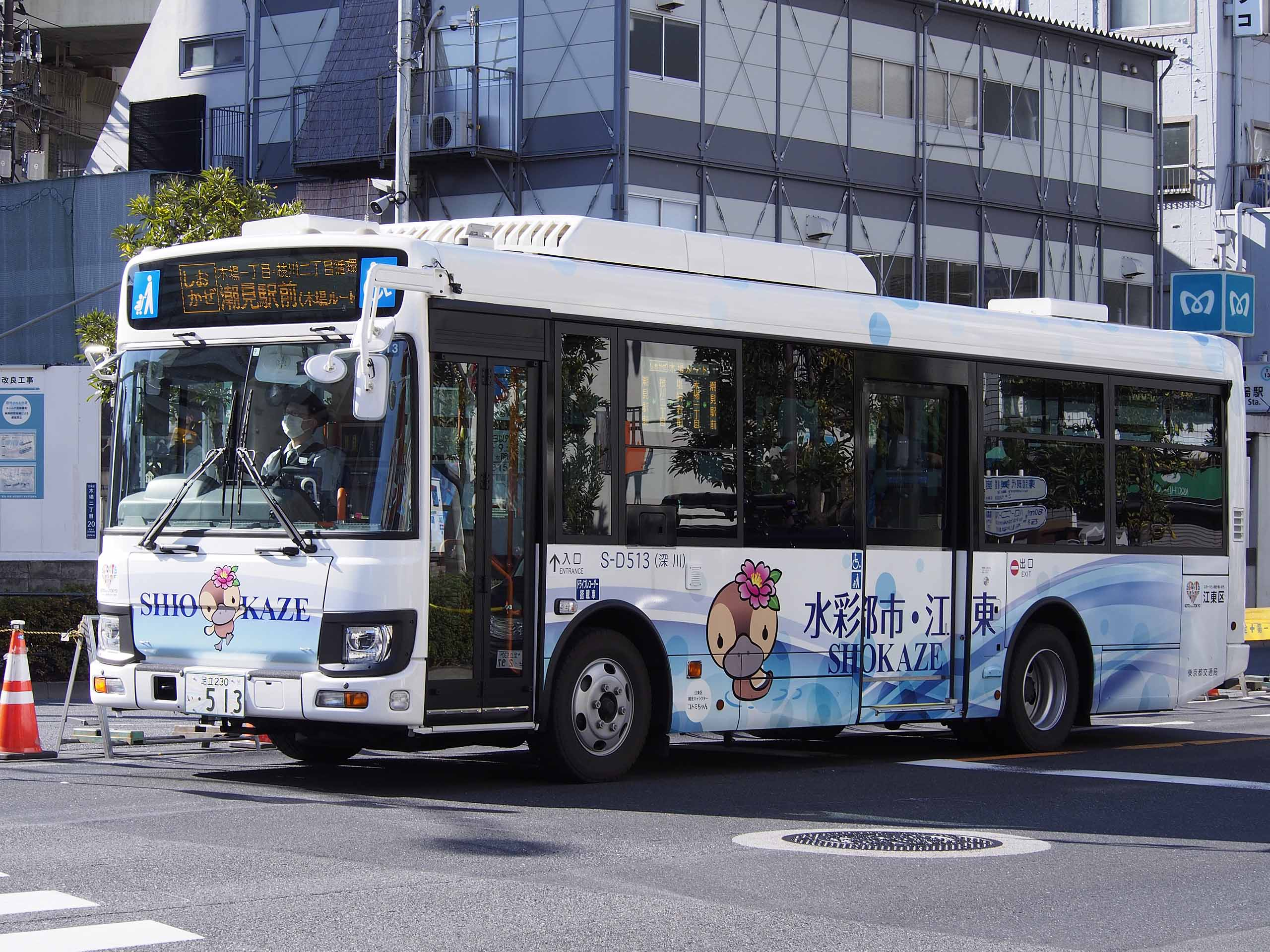
江東区「しおかぜ」現行車両 (S-D513) いすゞ・エルガミオ

### 局番
都営バスでは、車両の識別のため「局番」と呼ばれる車両番号を付番しており、車体側面などに表記されている。営業所記号のアルファベットについては#営業所を参照。
| A                           | - | T    | 238      | （品川） |
| --------------------------- | - | ---- | -------- | -------- |
| 営業所の 固有アルファベット |   | 年式 | 固有番号 | 営業所   |

- （例1）S-S165（深川）
- （例2）B-P001

最初の英字は前述した営業所の記号であり、上記例1ではSで深川営業所、例2ではBで渋谷営業所となる。ハイフンを挟んで2文字目の英字は導入年度を示す。
3桁の数字のうち百の位はその車の区分を示し、0は貸切車とコミュニティバス、1 - 7は大型・中型ロング車、8は中型車（2018年導入のD513のみ例外）、9は特定用途車・フルフラットバスに割り当てられていた。十の位と一の位は通し番号となっているが、42・49は忌み番として使われない（ただし、A414（3代）・C101（3代）など欠番もある）。また、貸切車は番号の後の営業所表記が省略される。
燃料電池バスの導入後は、百の位0が貸切車、1が燃料電池車とEV車、2 - 9が一般車となっている。営業車から研修所の運転訓練車に転用された車両は営業所表記無しで元番をそのまま使用する。
アルファベットが示す営業所・支所、車両の導入年度は以下の通り。
- A（品川）：1957、1974、1994、2015
- B（渋谷）：1958、1974、1995、2016
- C（新宿）：1959、1975、1996、2017
- D（杉並）：1960、1976、1997、2018
- E（小滝橋）：1961、1977、1998、2019
- F（練馬）：1962、1978、1999、2020
- G（大塚）：1963、1979、2000、2021
- H（千住）：1964、1980、2001、2022
- J（有明）：該当年なし
- K（南千住）：1965、1981、2002、2023
- L（江東）：1966、1982、2003、2024
- M（目黒）：1966、1983、2004、2025
- N（北）：1967、1984、2005
- P（巣鴨）：1967、1985、2006
- R（臨海）：1968、1986、2007
- S（深川）：1968、1987、2008
- T（早稲田）：1969、1988、2009
- U（今井）：該当年なし
- V（江戸川）：1969、1989、2010
- W（青梅）：1970、1990、2011
- X（八王子）：1971、1991、2012
- Y（志村→港南）：1971、1992、2013
- Z（青戸）：1972、1993、2014

### 車両の仕様
スケルトンボディとなってからは、都市新バス用は全メーカー、一般路線用は三菱ふそう車と日野車はフィンガーシフト化された。いすゞ車と日産ディーゼル車の一般用は後部標識灯の大型化と同時にフィンガーシフト化された。
ホイールベースは、リフト車・RH01系統専用車以外はすべて短尺（三菱は-K、いすゞは-Lなど）を採用していたが、ジェイ・バス発足後のいすゞ・エルガと日野・ブルーリボンは2015年のモデルチェンジ時にホイールベースをN尺・Q尺に集約しており、2016年度（B代）以降のいすゞ・エルガはN尺の導入となった。
側窓は、2003年度（L代）は最後部以外が固定窓になったが、翌2004年度（M代）からは逆T字窓に戻された。なお、1998年度（E代）車のうち、江東に配置された日デ製の都市新バス仕様車は一度完成して1999年2月に納入されたが、逆T字窓とするべきところを2段窓で製造され、発注内容と異なるためにメーカーに戻されて改めて製造されたため、納車が1999年5月～6月まで遅れたという経緯がある。

#### 方向幕のLED式行き先標示機化

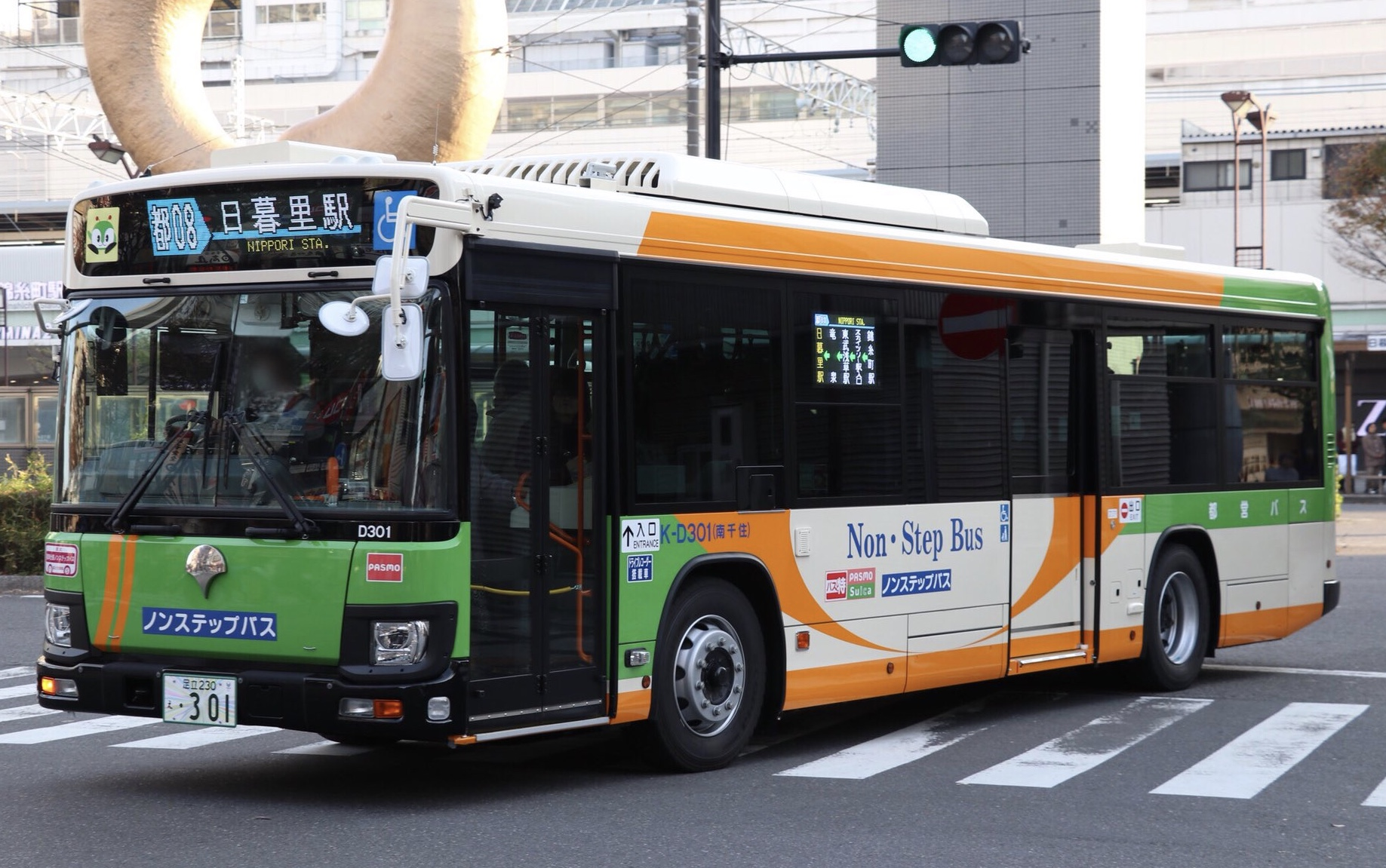
行先表示がフルカラーLED行き先標示機の都営バス

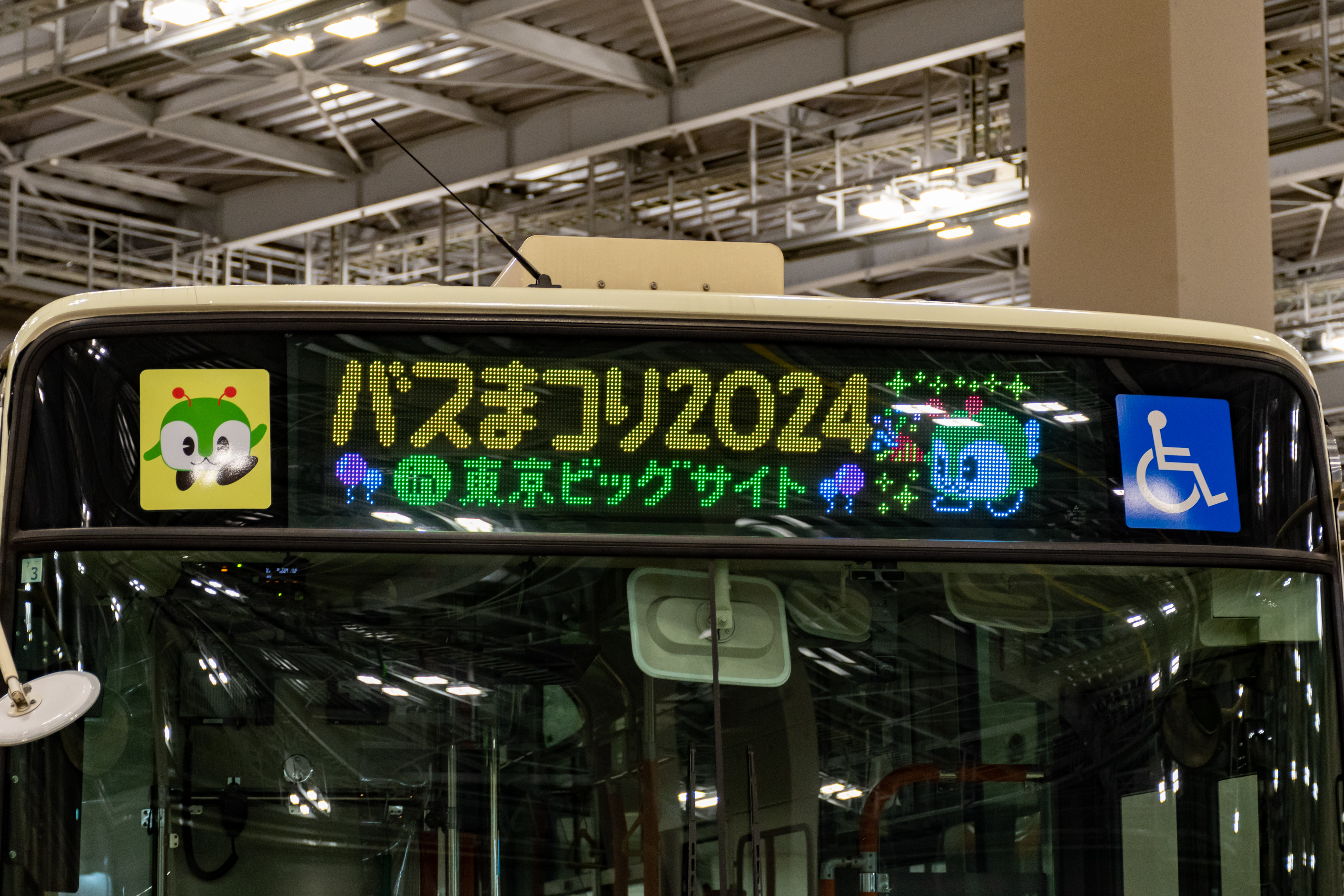
「バスまつり2024」で表示された特別表示のフルカラーLED

都営バスでは、2001年度導入のH代のうち新宿支所と北営業所の2台ずつ4台にLED式の行先表示機が試験採用された。新宿所属車はレシップ製、北所属車はオージ製のものが取り付けられた。その後渋谷営業所のL代（2003年度）RH01系統専用車にもオージ製のものが採用され、2004年度のM代から本格採用となった。これは都営バスの方向幕ユニットを製造していた羽深製作所が方向幕ユニットの製造を中止したことと、蛍光灯の交換や駆動部分の点検が不要となり、メンテナンスコストが廉価になるというメリットによるものとされている。
LED式行き先標示機装備車が増えるにつれ、以降新設や移管される路線にはLED式行き先標示機装備車限定（方向幕の整備はされない）となる路線が増加している。小滝橋営業所のCH01・都02乙系統、北営業所の里48系統、港南支所の田92・浜95系統、巣鴨営業所の都02・上60系統などがこれにあたる。
2016年度（B代）導入車のうち、燃料電池車の2台と、一般車のうち3月に渋谷・南千住に納車された17台については、フルカラーLED式の行き先標示機が採用されている。その後、渋谷・江東・深川の各営業所において、既存車についてもフルカラーLED式行き先標示機に改造された車両が登場している。その後、K・L代の全車と、H代のうち路線の多い品川・江戸川・深川営業所および杉並・青梅支所などの所属車も方向幕からLED式行き先標示機に改造され、2018年2月までに、早稲田営業所のH代を最後に一般路線車の幕車は全廃された。最後の幕車となったS-1系統「夢の下町」専用車も2019年12月までに全廃され、この時点で都営バスの全車がLED式行き先標示機（一部はフルカラーLED）装備車となった。

#### 音声合成装置
都営バスの車内放送は当初テープにより実施されていたが、1996年に千住・巣鴨・青梅で初めて音声合成装置が導入され、1998年12月までに全営業所・支所での導入が完了した。
当初、渋谷・杉並・千住・南千住・江東・北・巣鴨・臨海・深川・青梅・港南にはクラリオン製、品川・新宿・小滝橋・大塚・早稲田・江戸川・青戸にはレシップ(S-light)製の音声合成装置が搭載された。しかし、2006年にレシップ製全所とクラリオン製のうち旧型を搭載していた千住・巣鴨・青梅がネプチューン（現レゾナント・システムズ）製のFC-7000型に交換、残るクラリオン製（CA-2000B型）も2007年内にレゾナント・システムズ製のFC-7000型に交換され、現在は全車FC-7000型に統一されている。
2012年度以降、東京スカイツリー開業などによる大規模改編に伴い、車内放送の音声が変更された。これにより、深川・練馬を除く全営業所において降車放送の言い回しが「次止まります。危険ですので、停車してからお立ちください」となった。深川・練馬では「バスが完全に止まるまで、そのままおまちください」という言い回しとなっていたが、2015年6月 - 10月にかけて全ての営業所・支所で「次止まります。バスが止まるまで、そのままおまちください」に統一された。
2008年6月に反96系統、同年7月には都01折返系統において、六本木けやき坂停留所に限りテレビ朝日上宮菜々子アナウンサーの音声が収録されている。また人気アニメとのタイアップキャンペーン期間中に限り、キャラクターによる車内マナー啓発放送が実施され、過去には「BLEACH」や「NARUTO」などのキャラクターによる車内マナー啓発放送が実施されたことがある。他、2013年4月14日〜10月14日までの半年間限定で、海01系統でフジテレビ前停留所に限りフジテレビと超潜入!リアルスコープハイパー協力の下限定車内放送を実施した。さらに2006年2月1日〜2月28日までの期間限定で、「新宿ルミネtheよしもと」とのタイアップで吉本興業所属のタレントによる車内マナー啓発放送を実施した。

#### 次停留所表示機
都営バスの次停留所表示機は1984年に都市新バスの都01で採用されたのが最初で、1989年頃からは一般車でも都市新バスと同じものが採用されるようになった。その後は1998年から2000年にかけて新しいLED2段タイプのものに交換され、品川・渋谷・杉並・大塚・南千住・北・臨海・深川・早稲田・江戸川（←葛西）・青梅・青戸にはクラリオン製、新宿・小滝橋・練馬・千住・江東・巣鴨・港南（←目黒）にはレシップ(S-light)製の次停留所表示機が搭載された。
東京→夢の下町の専用車はレゾナント・システムズ製のLCD2画面の次停留所表示機が採用され、その後渋谷および乗降方式が異なる青梅の車両でも先行導入された。なお、2020年1月頃から渋谷の一部車両は23区内の他の営業所と同じレシップ製のLCDを搭載している。2015年度以降すべての営業所・支所でレシップ製のLCDが導入されることとなり、2017年8月現在ではすべての営業所・支所でLCD化されている。

### 2000年代以降の車両動向
2004年度（M代）は、三菱リコール隠しなどの相次ぐ不祥事の影響から三菱ふそう製車両の購入が中止された。新しい排出ガス規制適合車が発売されず代替対象車が少ない日デ車も導入されなかったため、ジェイ・バス製2メーカー3車種（いすゞ・エルガのディーゼル車とCNG車、日野・ブルーリボンII）のみの導入となった。
2005年度（N代）前期には、早稲田のDPF装着車の三井物産の性能虚偽報告により車両が入れ替えられた。車種は音声合成の種類で決められている。クラリオン製を使用している営業所・支所は日野・ブルーリボンII、レシップ製を採用している営業所・支所はいすゞ・エルガをそれぞれ配属させた。M・N代のいずれの車種も平成16年排出ガス規制（PJ-代、新短期規制）に適合している。後期には日デ車を指定とする北・練馬・江東に限り、尿素SCRシステムを搭載した日デ製のスペースランナーRAが導入されたほか、深川にもいすゞ・エルガCNGノンステップバスが導入された。これ以降導入される車両は、平成17年排出ガス規制（新長期規制）に適合している。
2006年度（P代）は、日デ・スペースランナーRAが、日デ指定の北・練馬・江東に加え、日デを指定していない品川・渋谷・大塚・南千住・巣鴨・深川・江戸川・青梅にも配属された。CNGノンステップ車も導入されるが、これは2003年度以来の三菱ふそう・エアロスターで、北・臨海・深川に配属されたが、北への投入分は2011年に臨海に転属し、その後全車が臨海に集結している。貸切車も導入され、2005年にフルモデルチェンジされたいすゞ・ガーラを5台導入、渋谷と南千住に配属された。
2007年度（R代）は、日野・ブルーリボンIIを導入。平成27年燃費基準に適合したモデルで、ヘッドランプの形状が2005年度前期投入車と異なる。長らく日デ車指定だった江東・北・練馬のほか、M代以降は新車の配置がなかった小滝橋や、久々の日野大型車の投入となる青梅にも配属された。特に小滝橋は4年ぶりに新車が配属されるとともに、同所初のLED式行先表示器を装備した車両となり、練馬とともに初の日野車配置になった青戸などにも投入された。同年度にはさらに、日野・ブルーリボンシティハイブリッドを5台導入、渋谷営業所の2台では世界初となる第2世代バイオディーゼル燃料（BHD）を配合した軽油の実証実験も行われた。
2008年度（S代）は2006年度と同じ日デ車の導入で、これも日デ指定でない小滝橋・千住・早稲田（2009年に深川から転入）などにも配属された。これらは後のUDトラックスへの改組および同社のバス事業撤退により最後の日デ車となった。また、一部の営業所には日野・ブルーリボンシティハイブリッドを配属させ、青梅には中型車の代替で都営バス初となるいすゞ・エルガミオが配属された。
2009年度（T代）は販売会社の入札の関係上、いすゞ・エルガが導入され、長らく新車・転属車を含めて日野車しか配属されなかった杉並（その後練馬へ転出）をはじめ、28年ぶりのいすゞ製新車として北にも配属された。同年度には非接触給電装置を搭載したIPTハイブリッド車の実証運行が深川営業所で行われ、2011年にも実施された。
2010年度（V代）は、三菱ふそう・エアロスター（LKG-MP37FK）が導入され、三菱ふそう車は2006年以来4年ぶり、CNGを除くとL代以来7年ぶりの投入となる。三菱ふそう車の配置がこれまでなかった品川・江東・杉並・練馬・小滝橋などにも配置された。また小滝橋営業所でGTLの実証実験が行われた。
2011年度（W代）も、三菱ふそう・エアロスターが導入された。これも三菱ふそうと縁のない品川・港南・小滝橋・杉並・江東などにも導入された。また当年度は、青梅に所属していたエルガミオを築地市場循環（市01）用に座席防水加工・前乗り改造を施したうえ転用し、その穴埋めで各地の中型長尺車（日野・レインボーHR）を青梅に代替転入するという大規模な車両の動きもあった。これらHRのうち4台は2015年に臨海へ転出している。
2012年度（X代）は、3年ぶりにいすゞ・エルガ（QPG-LV234L3） が導入され、その後にいすゞ・エルガハイブリッド（QQG-LV234L3）が深川・品川・南千住に配置されたが、品川投入分は2014年9月に臨海へ、南千住投入分も2016年3月に新宿へ転出し、さらに深川投入分も2017年2月に臨海と青戸へ転出、この結果、同車種は全車がはとバス委託支所に配置されることとなった。
2013年度（Y代）は、2年ぶりに三菱ふそう・エアロスター（QKG-MP37FK）が導入された。この2年間は、置き換え車両が少なかったことが原因で導入台数は20台に留まり、深川を中心に品川・早稲田・江戸川に配置された。
2014年度（Z代）は、2年ぶりにいすゞ・エルガ（QPG-LV234L3）が導入され、3年ぶりの増量発注で60台導入された。このうちのG（→P）-Z512は、2015年3月の廃止を控えた大塚支所で最後の新車となった。
2015年度（A代）はいすゞが落札。いすゞ・エルガ（QPG-LV234L3）を導入、初のいすゞ大型車となる青梅を含めたすべての営業所・支所に配置され、とくに杉並投入分は2014年11月に交付が開始されたご当地ナンバーの杉並ナンバーとなった。
2016年度（B代）も、一般路線車は前年に続いていすゞが落札。2015年にフルモデルチェンジされたいすゞ・エルガ（2代目、QDG-LV290N1）を導入。2代目エルガはB代が都営バス初導入となる。また一般車とは別に、東京都交通局が2016年2月12日に発表した「東京都交通局経営計画2016」の中で言及した「2021年度に燃料電池車の台数を80台とする」計画の初年度として、トヨタ自動車が2017年初頭に発売した「トヨタ・SORA」が2台導入され、同年3月21日より都05-2（旧：都05丙）系統（東京駅丸の内南口 - 東京ビッグサイト）で運行開始した。

### 廃車車両の譲渡
都営バスではこれまで、排出ガス規制などで概ね15年程度使用して廃車となった車両を、資源の有効活用という観点から地方の事業者に中古車として譲渡していた。しかし、2004年末に三井物産の子会社が都営バスにも納入していたDPFの性能を偽装していた問題が発覚した上、性能測定に立ち会うため出張していた東京都職員も測定に立ち会っていなかった事実が発覚。この結果、当時の東京都知事であった石原の意向もあり、2005年度の途中より中古車としての売却は中止となり、原則として15条抹消（永久抹消登録）となった。なお、2005年度の譲渡中止の決定前に譲渡契約が完了していた一部の車両は同年度中に移籍しており、同年に除籍された1992年式（Y代）も八戸市交通部・羽後交通などごく僅かながら移籍実績がある。またCNGバスは排出ガス規制対象外のため、E代までは延命して使用されていたが、F代以降の車両についてはガスボンベの使用期限の問題や維持費用コストの高さから早期除籍する方針に転換した。
石原都政下においても人道的支援においては例外とされ、スマトラ沖地震による津波の被害でスリランカ国民の足であるバスが被災したため、スリランカ政府の要請もあり、177両の車両が無償譲渡された例がある。また前述のとおり、台東区「めぐりん」専用車両（G代）は日立自動車交通へ売却されている。他にスクールバスは教育・福祉目的であることや特注車両であることから、購入年度の新しい数台は地方の事業者に譲渡されている。また、いわゆる80条バスである大田原市営バスへグリーンライナーとして使用されていたB代のいすゞ・キュービックが譲渡された。
一般路線車は現在の排ガス規制適応車になったことから、2008年度より地方事業者への譲渡を再び開始した。この年に譲渡されたバスは鹿児島交通などが該当し、同社には三菱ふそう・MBECSIIなどが移籍した。ただし純粋なディーゼル車は「排気ガス排出低減装置をつける」という条件で譲渡開始したにすぎなかった。
都営バスの地方譲渡中止により、中古バス市場では車両価格が急騰した。このため老朽化した旧型車両を置き換えるため、都営バスの中古車を購入し続けて来た地方の一般路線バス事業者にとっては、整備状態の良いまだ使える車両が購入できなくなるという問題が発生することとなった。
そんな中、2011年3月11日に東日本大震災が発生し、被災地の宮城交通と岩手県交通ではバスが津波に流されるなどの被害を受けた。東京都では被災地支援のために2011年度に廃車予定の車両のうち62台を無償で譲渡することを決定した。内訳は宮城交通（子会社のミヤコーバスを含む）へ約30台、岩手県交通へ約20台を予定した。その第1弾として同年6月22日、2台が宮城交通と岩手県交通へ譲渡のため、東京都庁で出発式を行った。被災地では車両被災に伴う台数の不足や、鉄道不通による代替輸送などでバスが必要となり、その後も譲渡を呼びかけた。
2012年8月30日には、北海道夕張市からの支援要請に応え、大型ノンステップバスを1両譲渡する旨の協定を締結し、同年9月18日以降、夕鉄バスへ車両の引き渡しが行われた。
石原が2012年10月に東京都知事4期目途中で衆議院議員選挙に立候補するため辞任してからは、東京都議会の平成25年予算特別委員会で、今後廃車する車両がすべて排出ガス規制に適合することから、基本的に中古車両として売却し有効活用を図るとした。石原慎太郎の辞任と東京都知事の交代により、都営バスの廃車車両の譲渡が再開され、全国で「第二の人生」を送り活躍する道が拓かれることとなった。ただし既に製造から撤退しアフターサービス期間も経過したUD車については売却対象から全て外されておりN代・P代・S代共に中古車両として売却はされておらず解体業者へ引き渡されている（その後、解体業者から輸出業者へ転売されることもある他、P代車が解体業者から転売され富山県内で無人店舗として使われるなどスクラップにならず用途外転用されることはある。また業者経由で道南バスに移籍した事例もある）。
2019年11月6日には、同年10月の令和元年東日本台風（台風19号）で被災し、路線バス車両の半数以上が浸水によって使用不能となった福島交通郡山支社への支援として、使用を終了した路線バス車両11両を2019年度中に福島交通へ無償譲渡すると発表した。譲渡後はナンバー登録や必要機器の整備を行い、順次路線バスとしての使用を開始している。

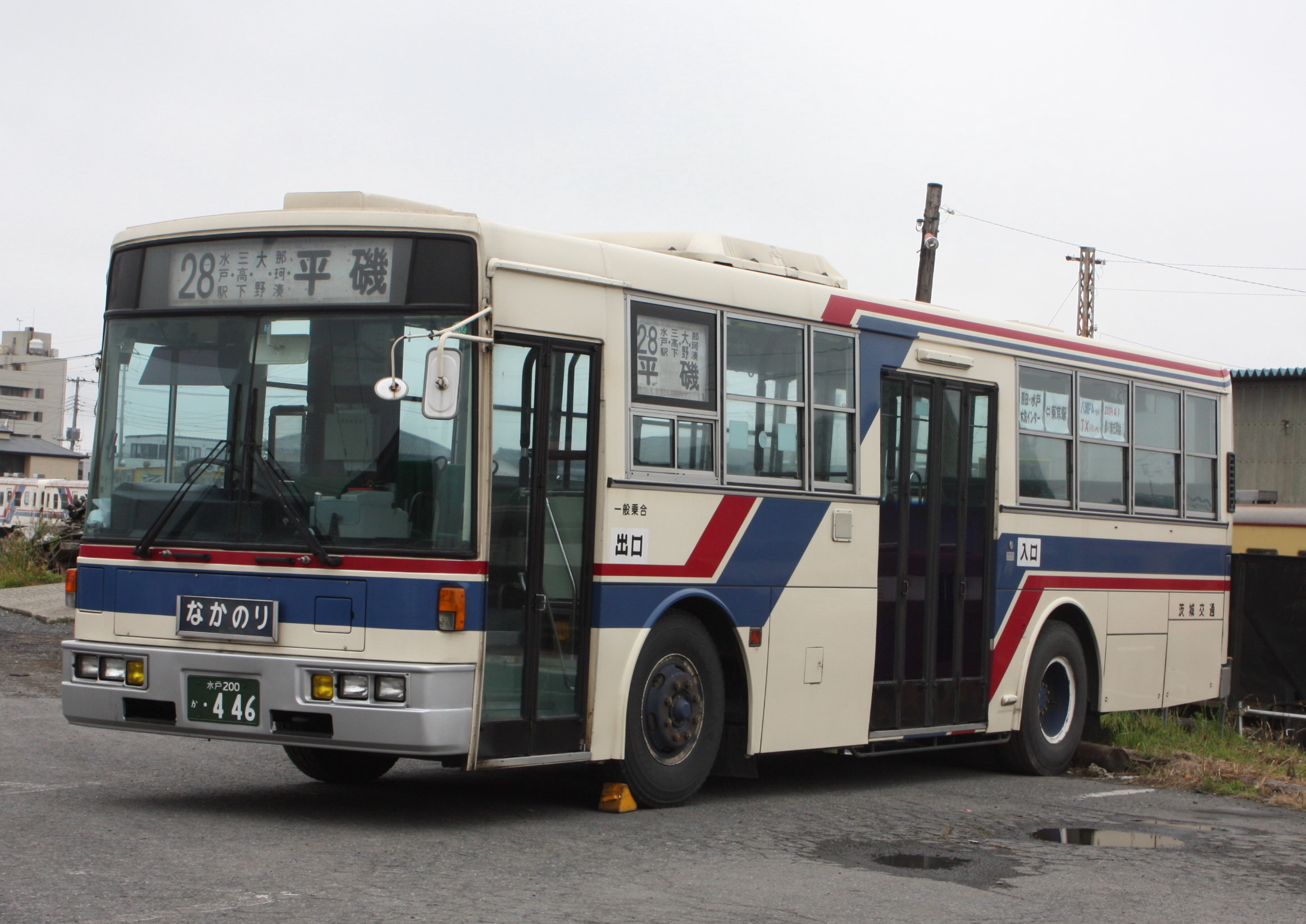
茨城交通への譲渡車
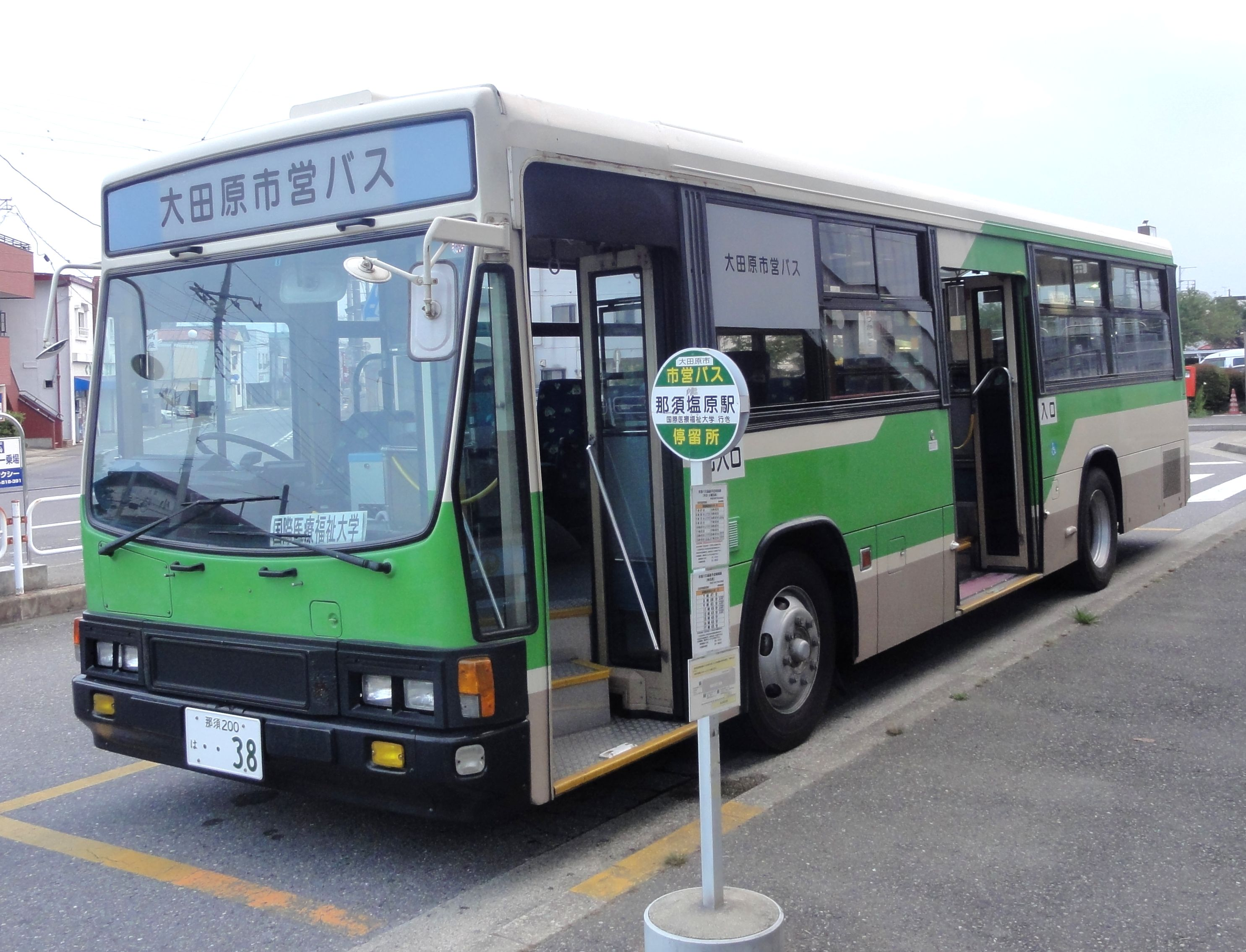
大田原市営バスへの譲渡車（元G-B737）
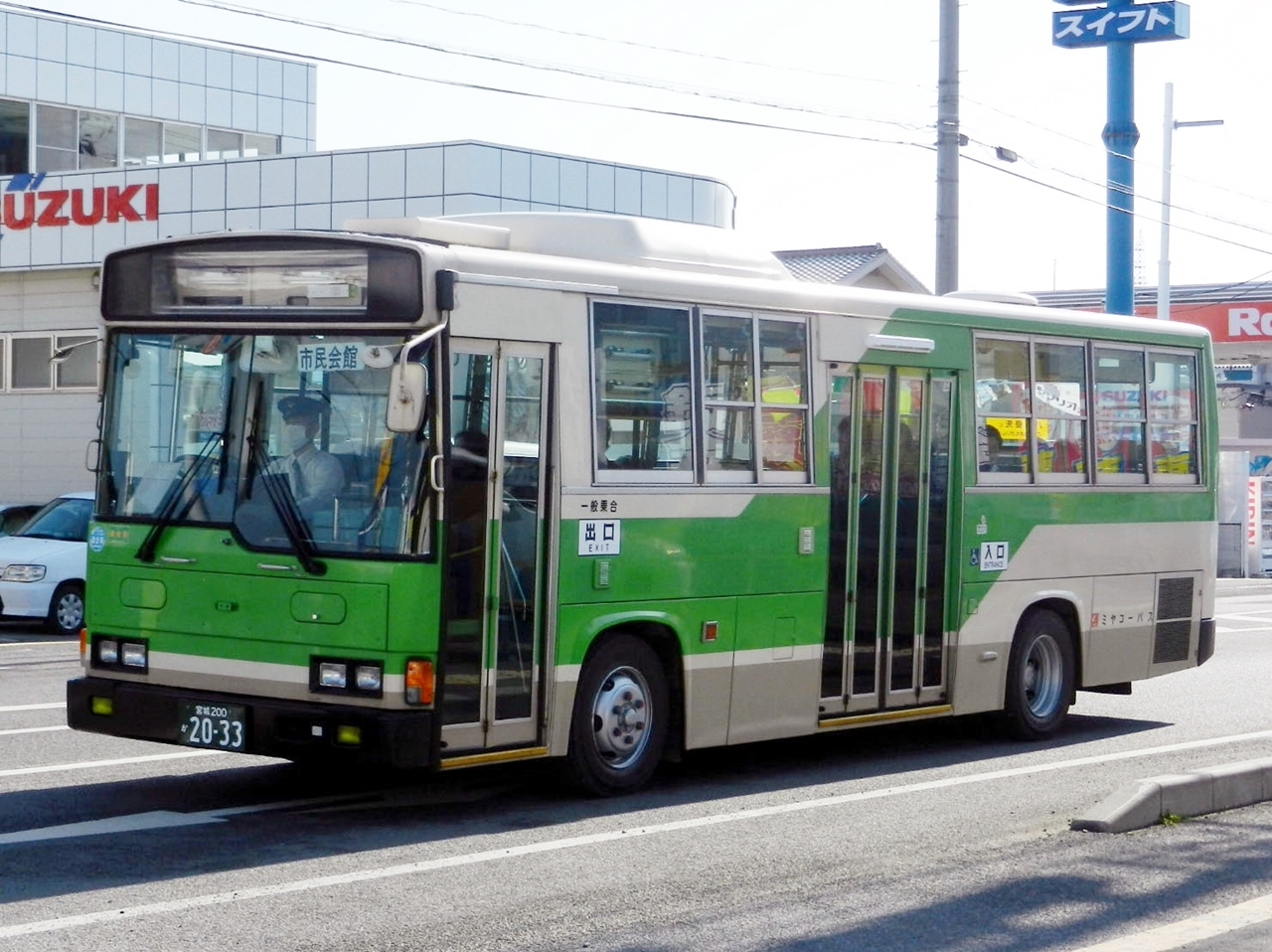
東日本大震災に伴う被災地支援としてミヤコーバスに譲渡された車両（元A-E880）
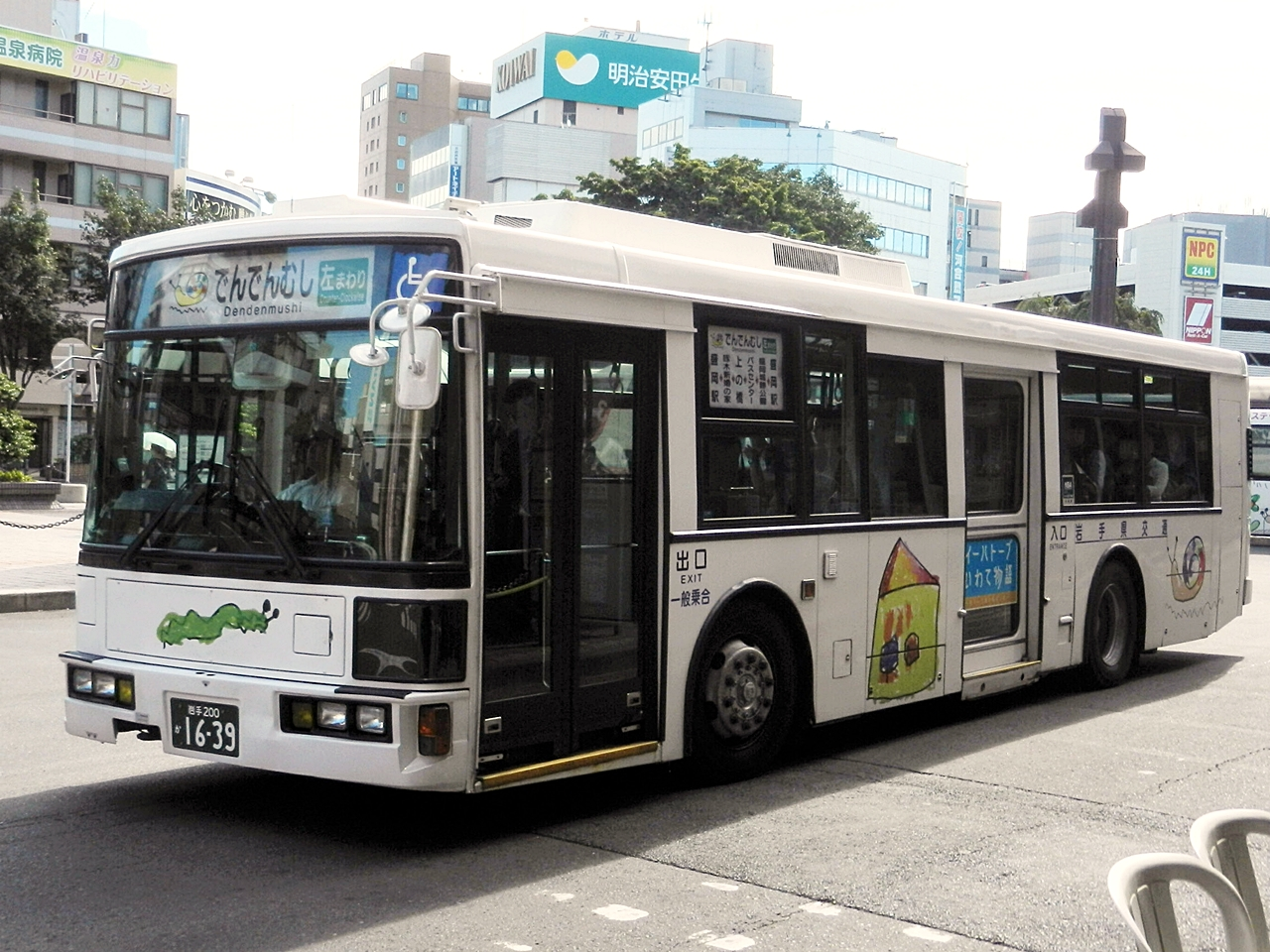
東日本大震災に伴う被災地支援として岩手県交通に譲渡された車両（元L-E406）
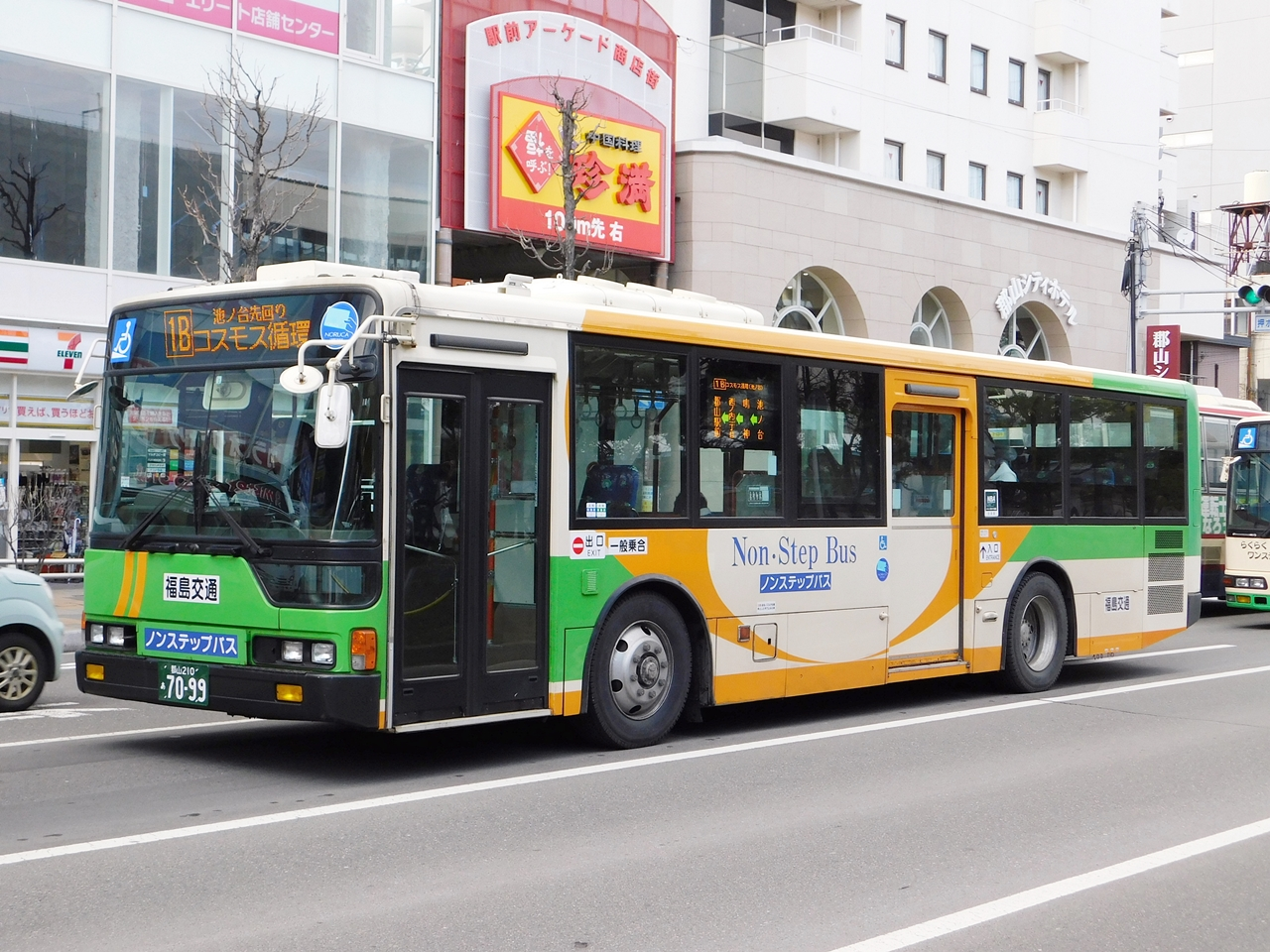
令和元年東日本台風（台風19号）に伴う被災地支援として福島交通に譲渡された車両（元B-L703）

## その他

### みんくる
1999年1月19日に都営バスが営業開始から75周年を迎えたことを記念して、一般公募により制定されたマスコットキャラクターである。都バスのフロントをデフォルメし、そこに東京都の頭文字「T」をデザインして誕生したとされている。前面には赤い触覚が2本、背面には羽が生えたデザインとなっている。一般公募の委託先は講談社フェーマススクールズ。「みんくる」の名称は交通局が決定し、都が商標権を持っている。「みんくる」の名称には「みんなのくるま」「とみんのくるま」という意味が込められている。

#### 都営バス車両への装飾
同1999年にリフト車6台、ノンステップ車3台、標準車1台にみんくるの特別装飾が施され、座席の表地モケットはみんくるがプリントされたデザインになった。なお、ノンステップ車は2007年にPASMOラッピングに変更されたが、2014年7月にノンステップ車4台でみんくるラッピングで復活した。この座席は2000年度購入車から都営バスに標準装備されている（貸切車とコミュニティバス、RH01専用車、市01専用車、かつて存在していた特別支援学校スクールバスを除く）。
バス停留所の上部やバス車体の側面に掲出しているほか、2006年末からは行先表示幕（先頭部）の左側や車体後尾にもステッカーとして貼付されている。このときは背景色は水色だったが、S代車（2008年度）から淡い黄色に変更された。またラッピングバスのほとんどが後面のみ淡い黄色のステッカーを貼っている。1台のみに貼られている「シークレットみんくるステッカー」も存在していたが（北所属のN-L108。2014年に江東から転入）、経年により2019年に除籍。2020年現在、深川に2台(S-D363、S-D107)「シークレットみんくるステッカー」が貼られた車両が在籍している。
なお、都営バスで除籍された車両が地方へ移籍した後も、座席モケットはそのまま使われていることがあり、移籍車を判別するポイントにもなっている。

#### 広報での展開
2011年7月に開催された都営交通100周年記念展示イベントでみんくるの着ぐるみがデビューし、以降も都営交通やバスのイベントに出演している。2014年4月から都営交通facebook公式アカウントのナビゲーターに就任し、都電荒川線のマスコットキャラクターとあらんと交互に情報を発信している。2015年7月8日にみんくるをモチーフとしたスマートフォン・タブレット端末向けゲームアプリ3種をテレビ朝日の子会社である文化工房からリリースし、PlayStoreとApp Storeにて無償で配信を開始した。
2024年には、牛乳石鹸共進社とBEAMSが共催している「銭湯のススメ」とコラボし、特別ラッピングを施したバスや銭湯ペンキ絵、コラボグッズなどを展開した。

#### ソーシャルメディアでの人気
都営バス開業100周年となる2024年、以前からのファンがみんくるについてSNSで発信したことにより、これまでみんくるを認知していなかった人々の間にも人気が広がった。同年1月には100周年を記念して大型のぬいぐるみが作られたが完売し、グッズが手に入れにくい状態になってしまったが、新規ファンが手作りのぬいぐるみや羊毛フェルト、イラストなどのファンアートを発信するようになり、却ってブームを巻き起こした。

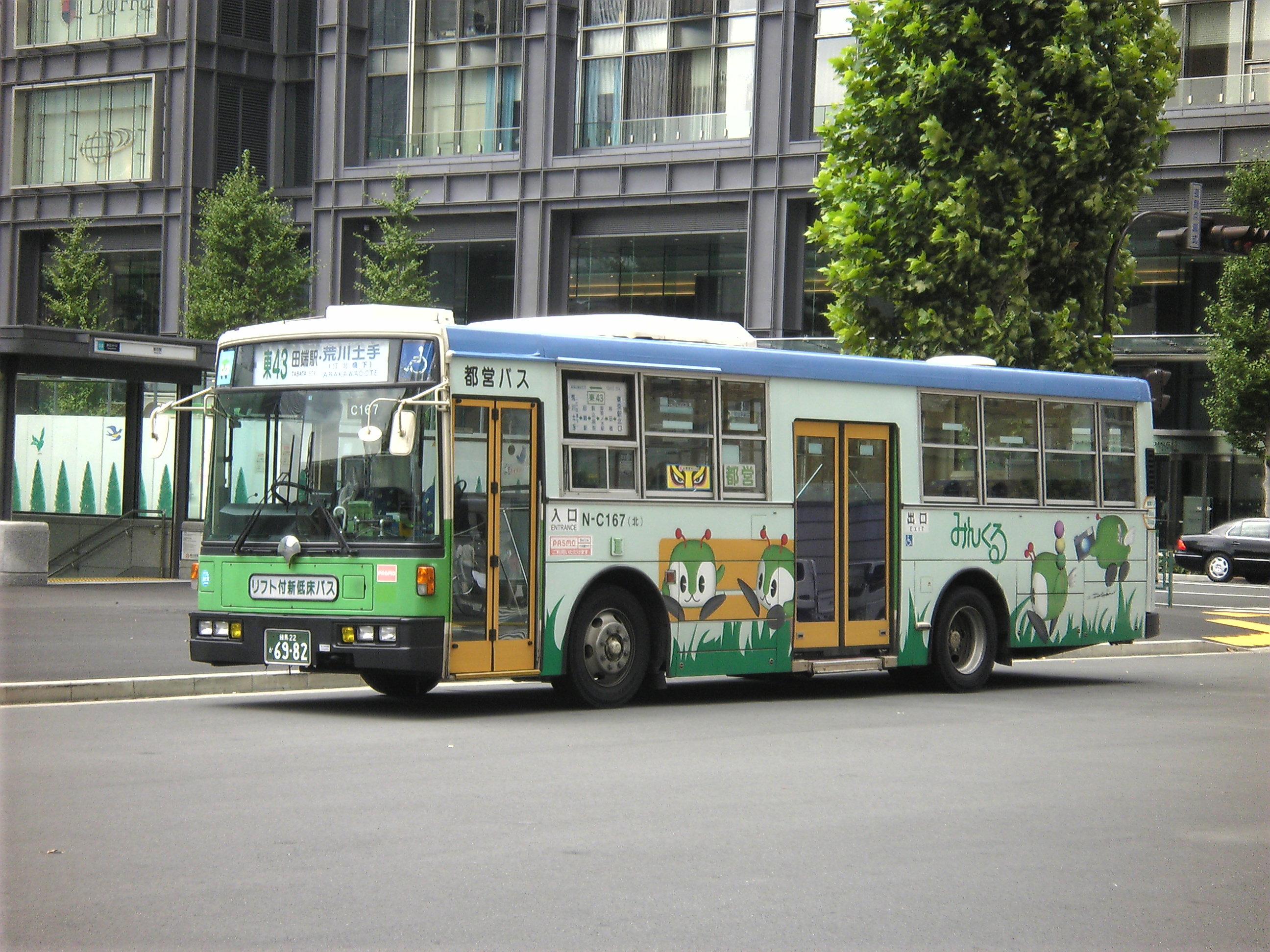
みんくるラッピング車 （N-C167）
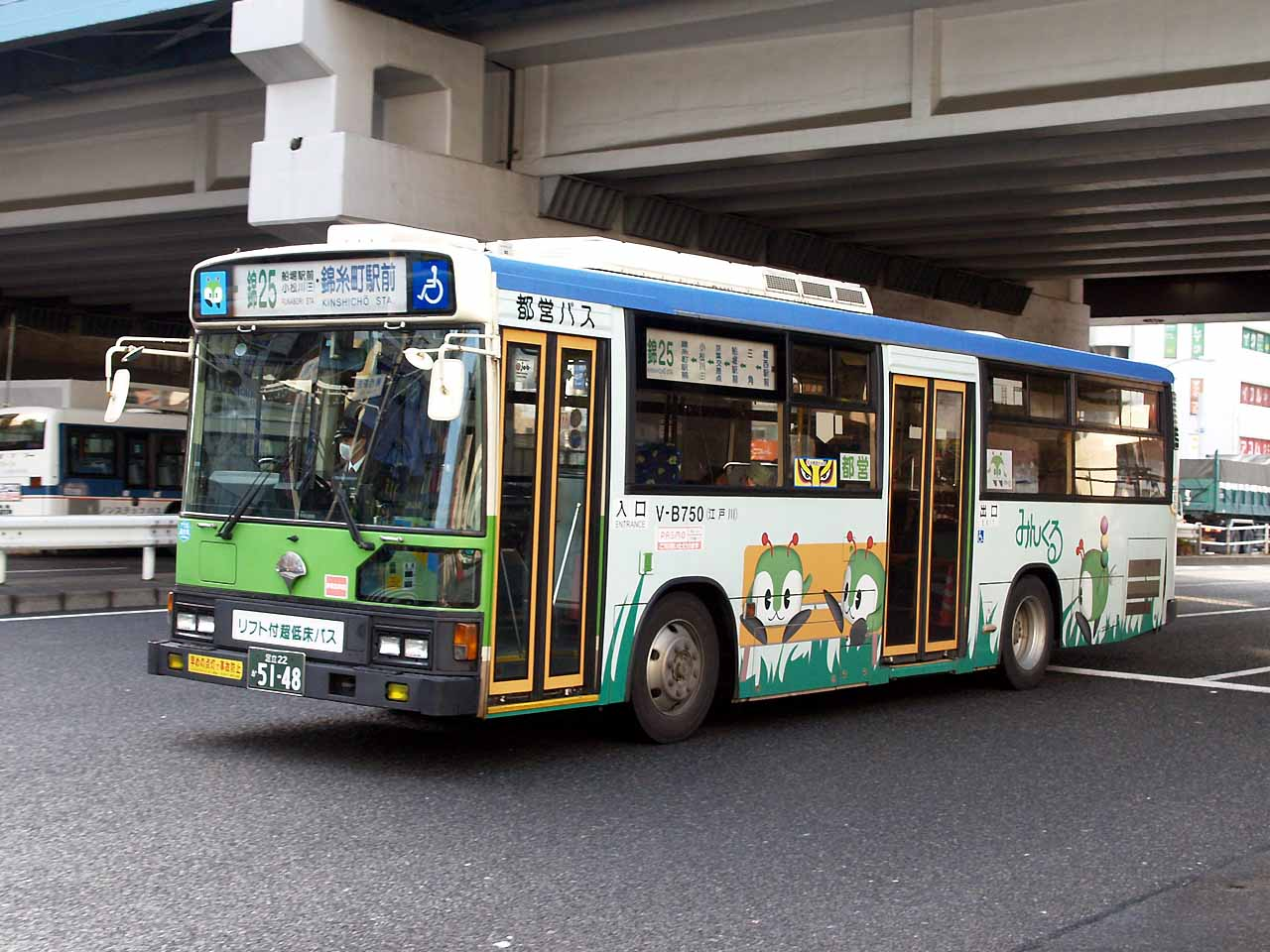
みんくるラッピング車 (V-B750)
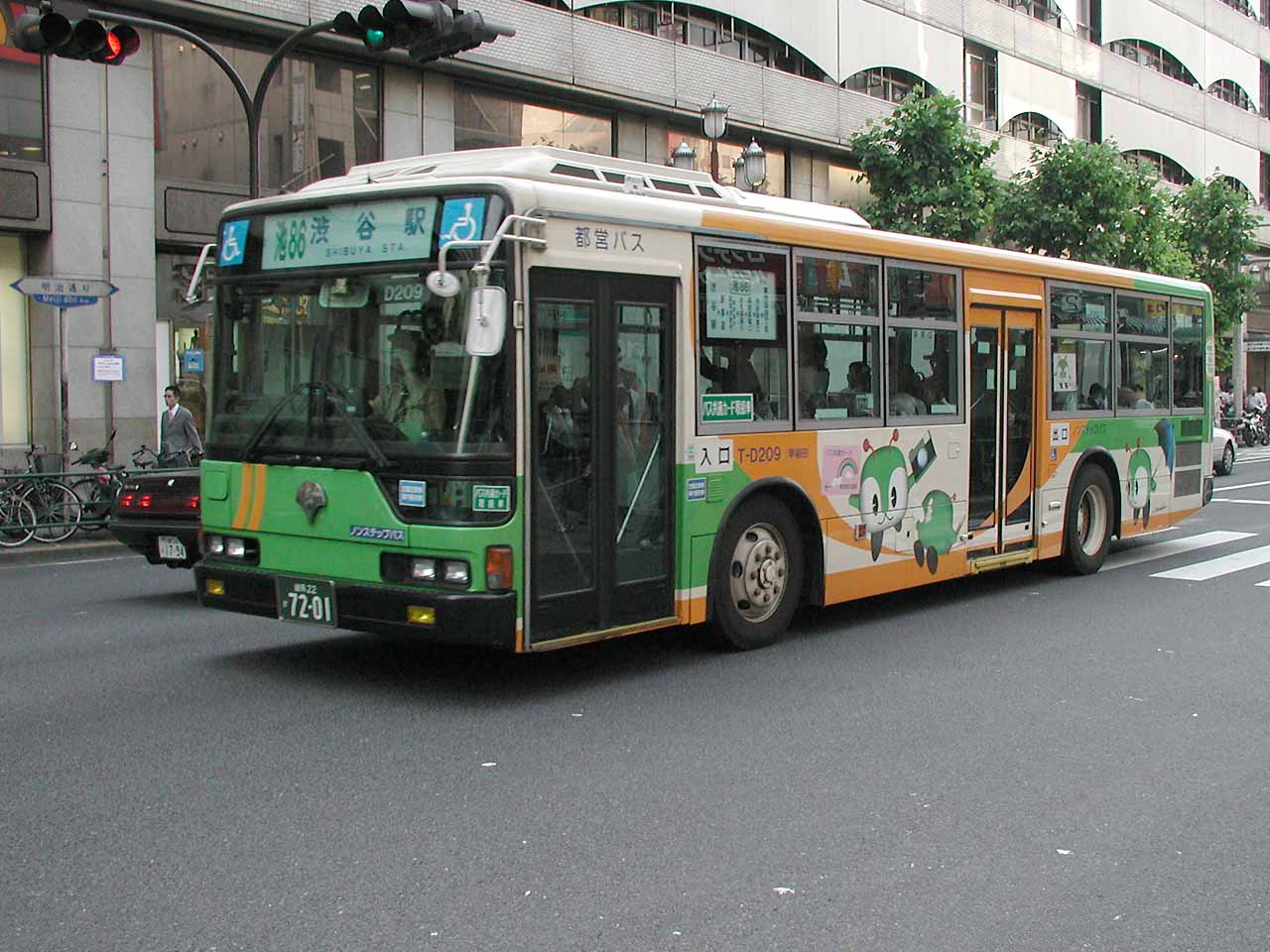
みんくるラッピング車 (T-D209)
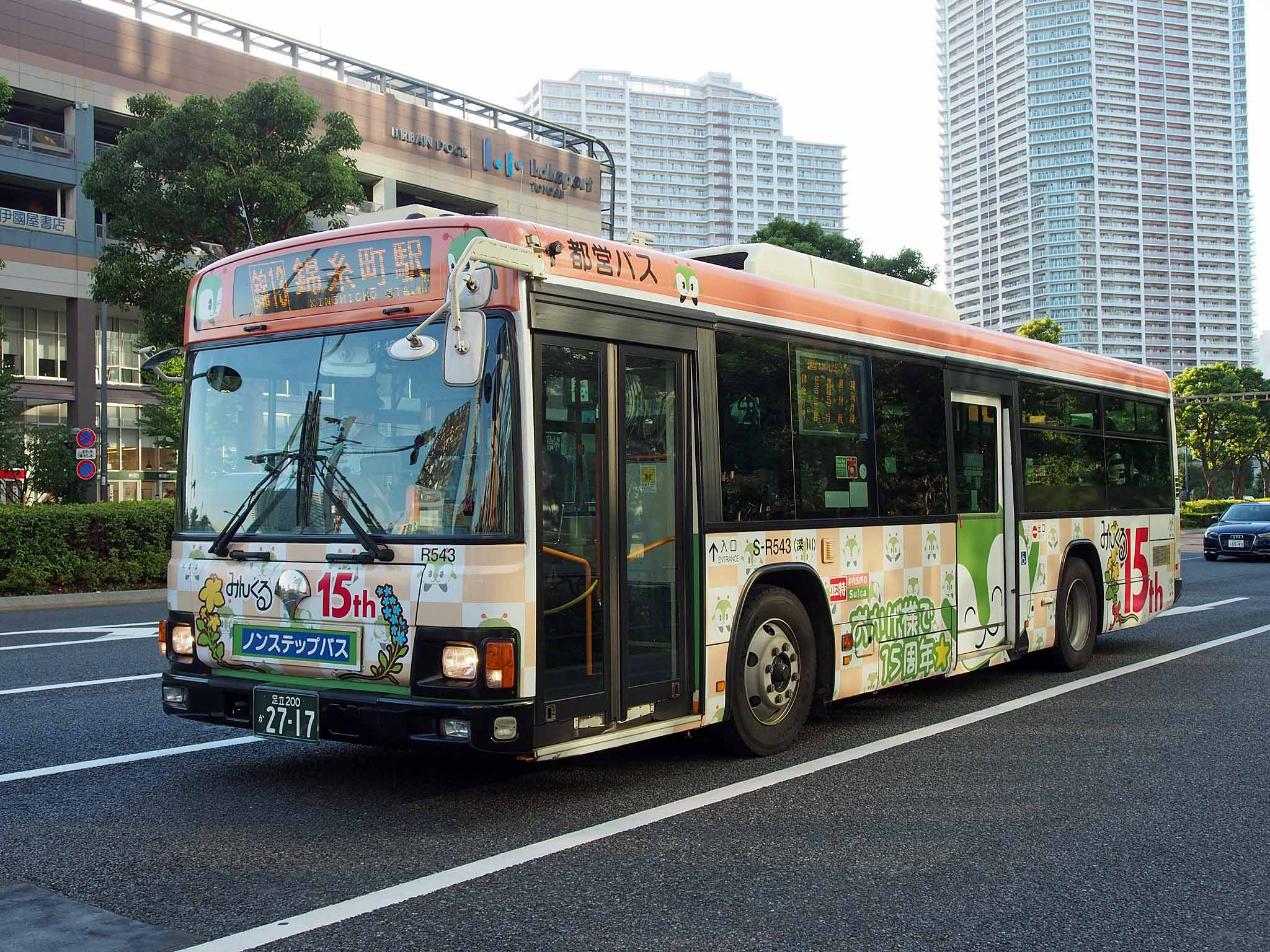
みんくる15周年ラッピング車 (S-R543)
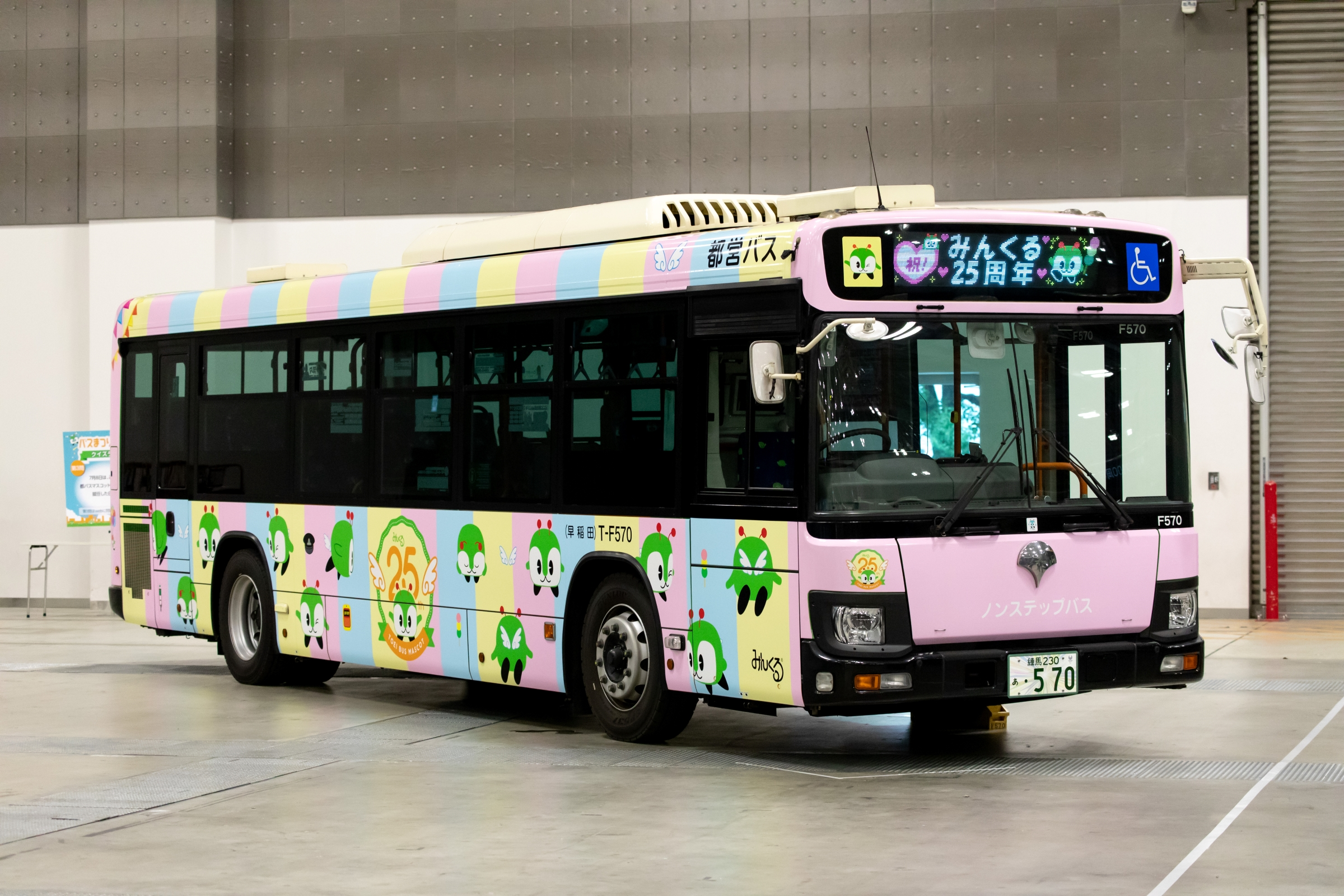
みんくる25周年ラッピング車 （T-F570）
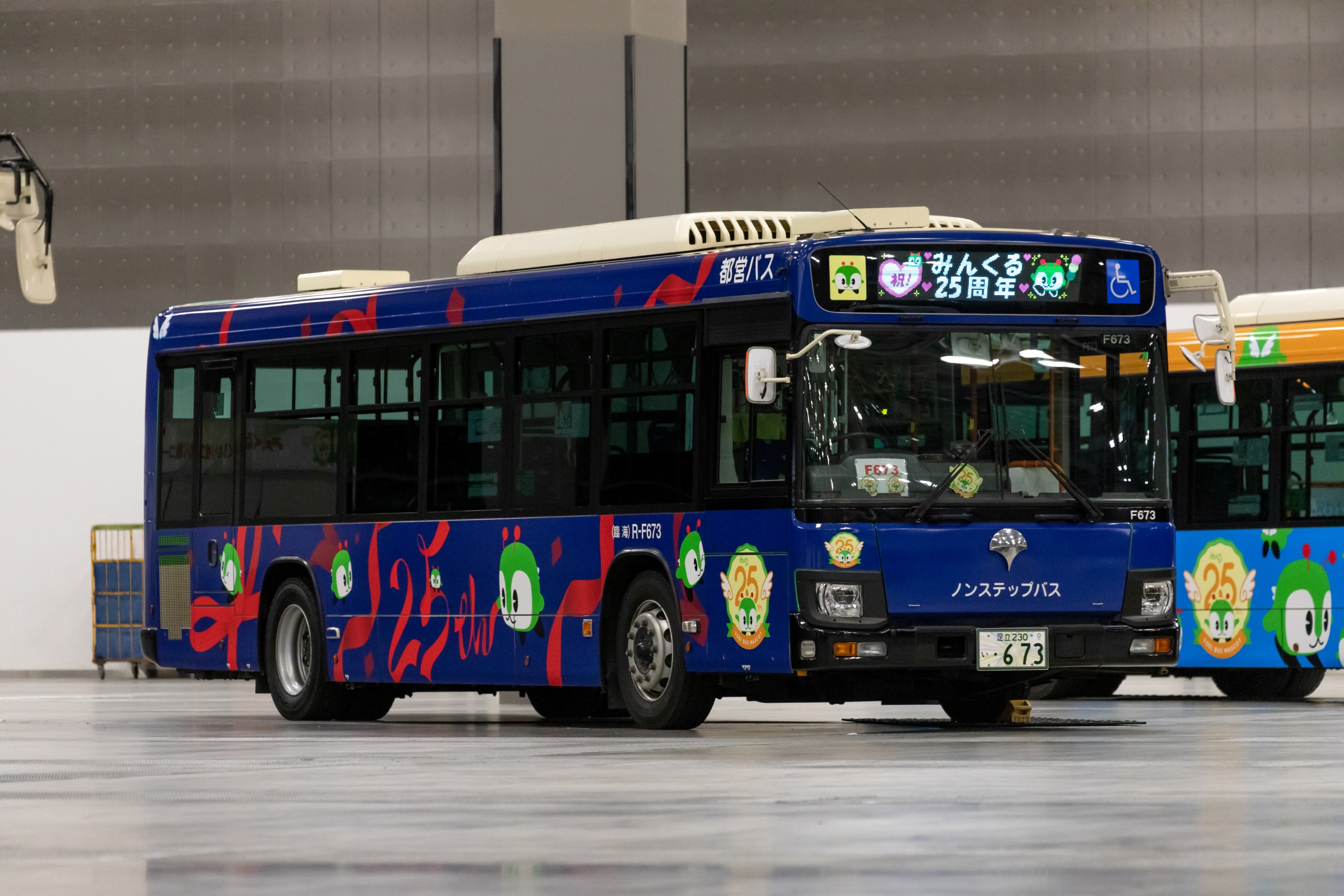
みんくる25周年ラッピング車 （R-F673）
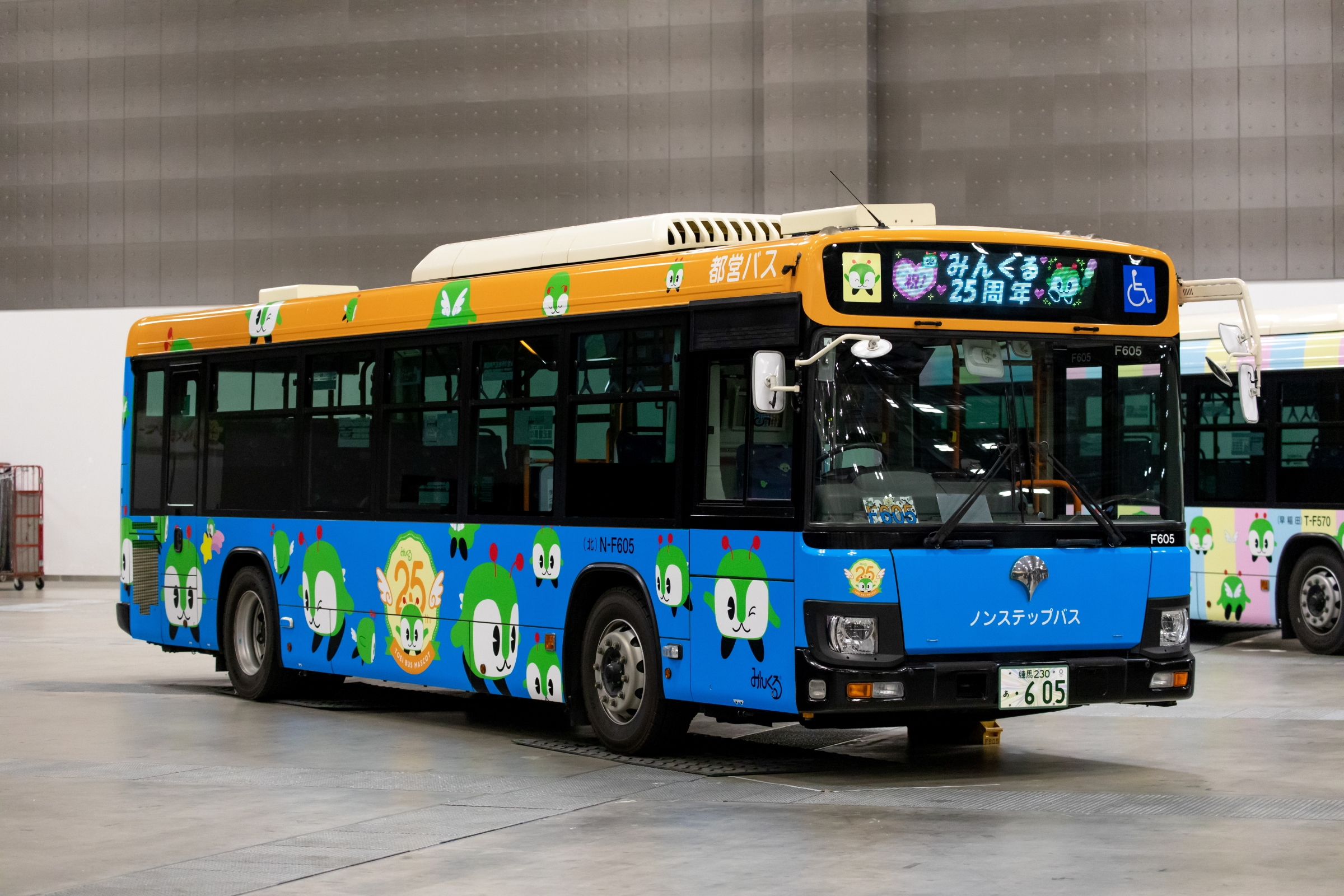
みんくる25周年ラッピング車 （N-F605）
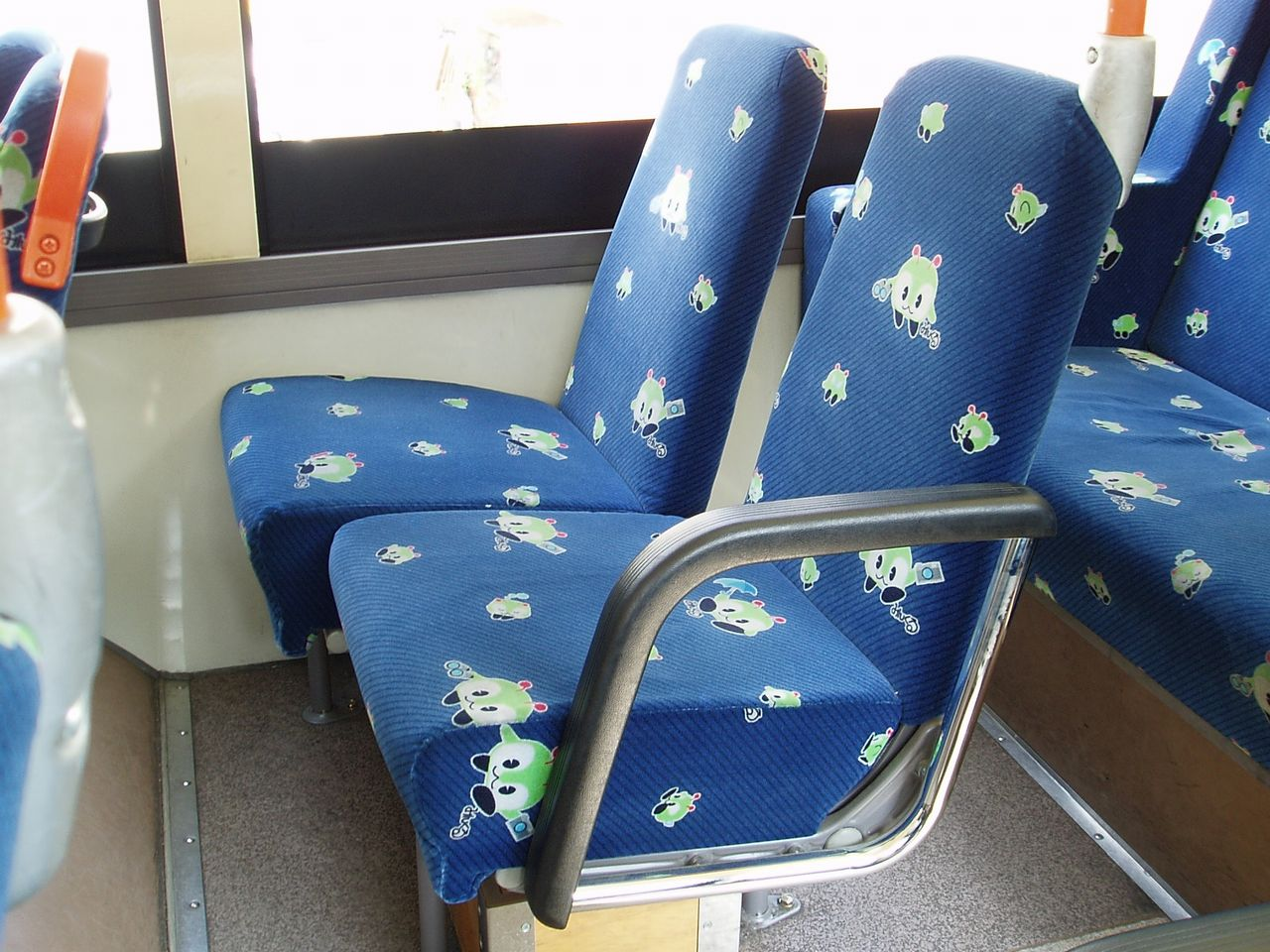
みんくる柄の座席モケット （L代日野レインボーHR）

### 都営バスでの東京オリンピック招致活動
2016年開催立候補時
2007年に、東京の2016年夏季オリンピック開催地への立候補が決定した。これをPRする目的で、同年10月からオリンピック関連のラッピングを施されたバスが運行を開始した。白地に各競技選手の写真入りで「オリンピックを東京に、2016年!」（12月の追加分では「日本」に変更）とのメッセージが表記されたものだった。2008年に赤・青・緑・黄の各色で「日本だからできる、新しいオリンピック!」と表記された車両が運行を開始、既存の白地の車両はラッピング解除、あるいは現行のラッピングへ移行された。
2009年10月2日に2016年夏季オリンピックの開催地はブラジル・リオデジャネイロに決定し、東京は落選した。翌日以降全ラッピングは解除となった。

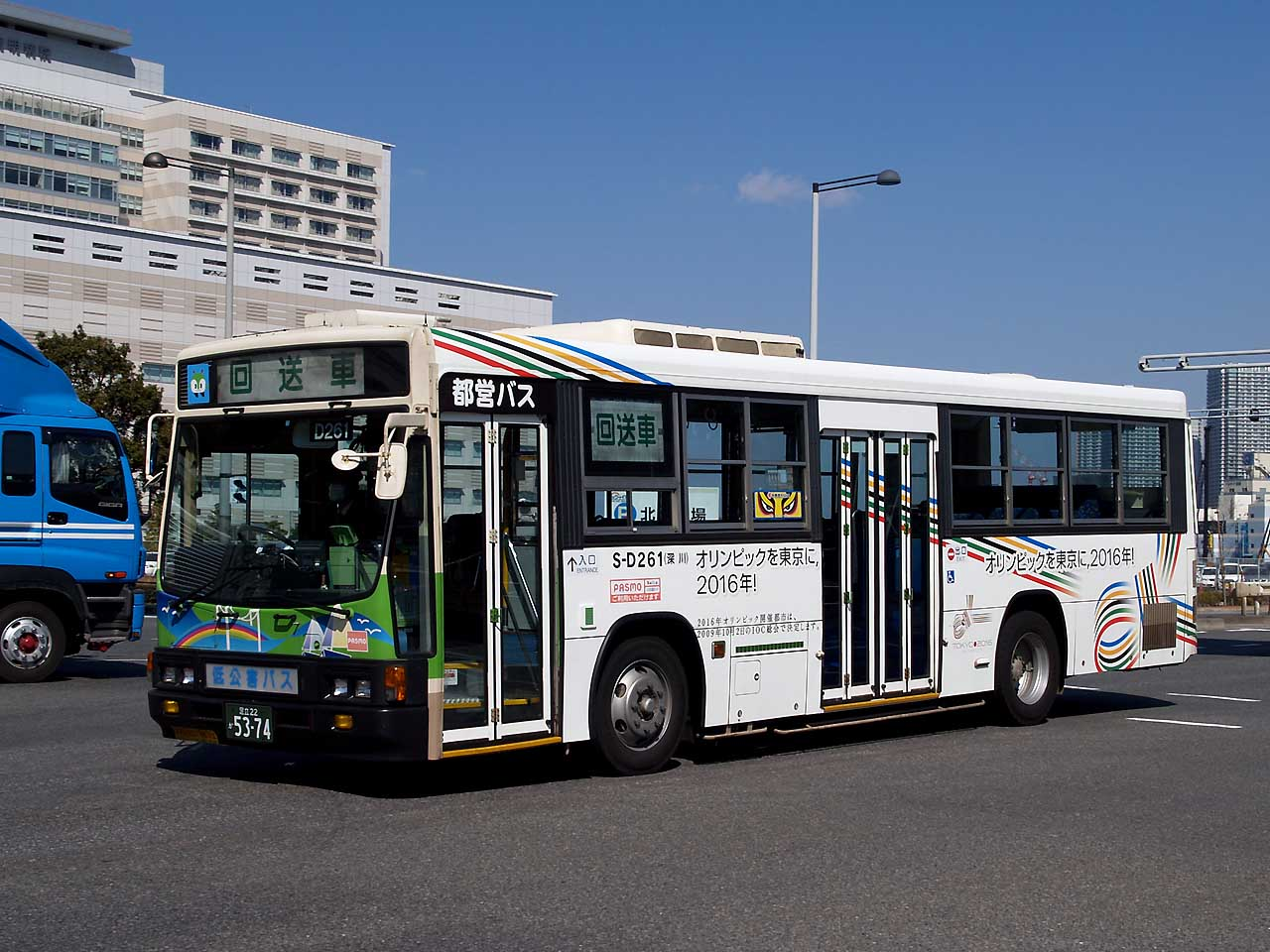
2007年バージョン(S-D261)
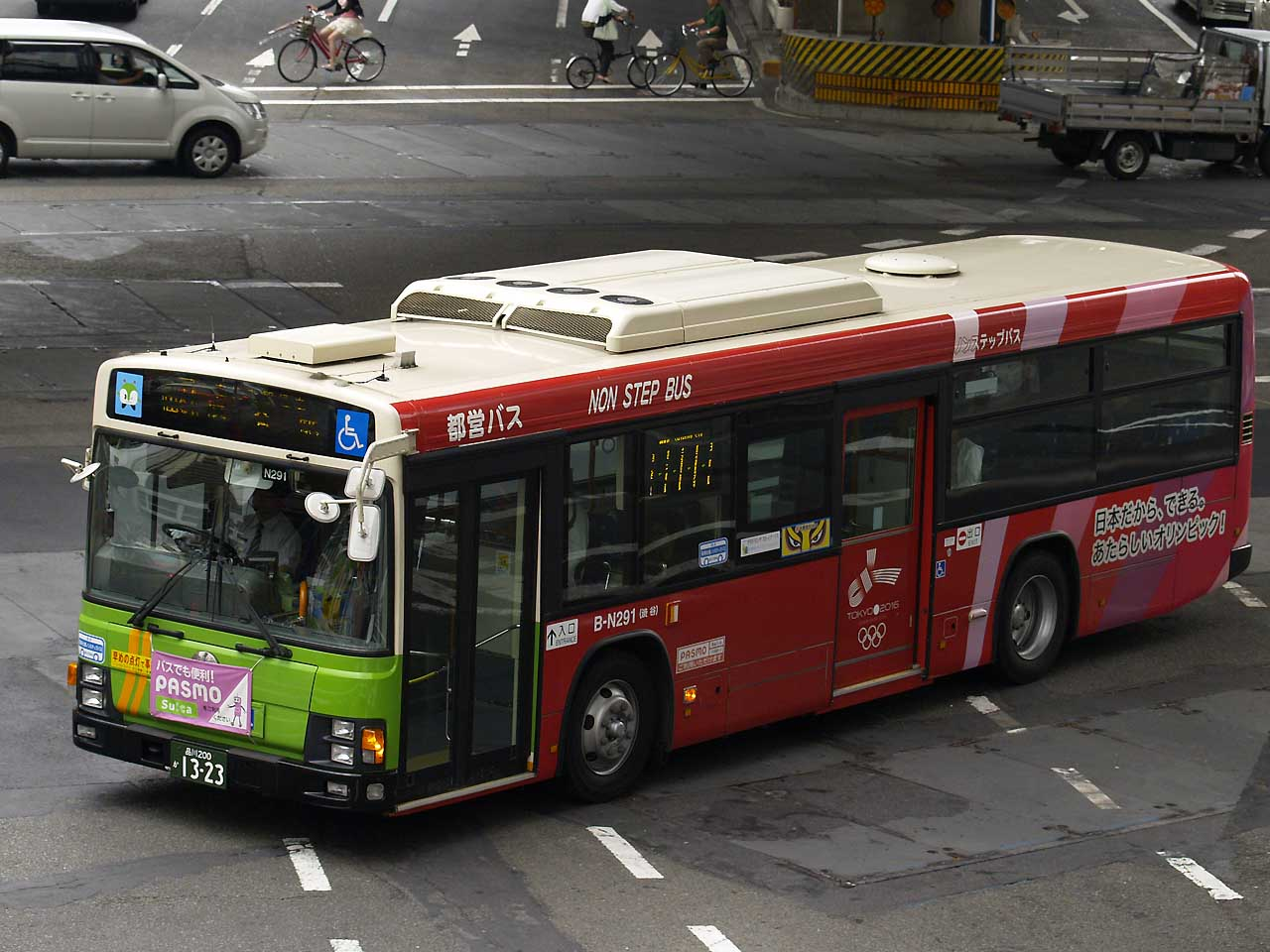
2008年バージョン(B-N291)

2020年開催立候補時
2011年に、東京の2020年夏季オリンピック開催地への立候補が決定した。
2013年9月7日に2020年夏季オリンピックの開催地は東京に決定したため、ラッピングは一部の車両で継続されている。

### 都営バスに対するテロ攻撃
1969年11月16日、佐藤首相訪米反対デモに参加していた国学院大学反帝学評の学生が、馬込駅付近の環状7号線に停車していた新宿西口発大森行きのバスを占拠。乗客と運転手を下車させた後、バスを移動させて道路をふさいだ上、火炎瓶を投げて放火した。